# Jordin Sparks
Jordin Sparks (Phoenix, 1989. december 22.) amerikai Pop/R&B énekesnő, dalszövegíró, divattervező és modell. Ő nyerte meg az American Idol hatodik szériáját, ennek nyomán 2008-ban több American Music Awards díjra és Grammy-díj is jelölték.
2007-ben jelent meg első albuma Jordin Sparks címmel, amely az USA-ban platinalemez lett. Kelly Clarkson és Carrie Underwood mellett ő az egyetlen American Idol nyertes, aki nemzetközi sikereket is elért.

## Élete
Jordin Sparks az arizonai Phoenixben született, Jodi Weidmann-Sparks és Phillippi Sparks amerikaifutball-játékos legidősebb gyermekeként. Egy testvére van, öccse PJ (Phillippi Sparks, Jr.) aki szintén amerikaifutball-játékos. Egy rövid ideig a New Jersey Ridgewoodban élt, ahol az Orchard Általános Iskolába járt, de a 8. osztályt már a phoenixi Northwest Community Christian iskolában végezte el. Azután a Sandra Day O'Connor középiskolába járt, de 2006-tól magántanuló lett, hogy jobban tudjon koncentrálni az éneklésre. 14 éves kora óta egy nagyon szigorú énektanár, Melissa Black tanítja énekelni. Evangélikus vallású, mindig ellátogat a phoenixi Calvary Community templomba. Amikor megnyerte az American Idolt, akkor szüleinek és Istennek köszönte meg győzelmét. Egy olyan gyűrűt hord, ami azt szimbolizálja, hogy addig, amíg férjhez nem megy szűz marad. Szerepelt a World magazin címlapján, amely egy evangélikus vallással foglalkozó újság. 3 évesen megnyerte az Arizona legjobb fiatal előadója díjat.

### Az American Idol előtt
Az American Idol előtt Jordin több zenei tehetségkutatón is részt vett: a Sprite Rising Staron, a Gospel Music Association GMA Academyn, a The Proof Is In The Pudding Contesten, az NBC/PAX America's Most Talented Kidsen, a Colgate Country Showdownon és a 2007-es Drug Free AZ Superstar Searchon.
2006-ban Jordin volt az egyik, aki megnyerte a phoenix-i Torrid cég „Következő plusz-méret modell” versenyét. Kaliforniába repült, ahol a Torrid cég több termékét is kipróbálhatta és több reklámban is szerepelt. 2006 decemberében a cég jóvoltából felkerült a Seventeen magazin címlapjára is.

## American Idol 2007
2006 nyarán Jordin Sparks kétszer is jelentkezett az American Idolra: egyszer Los Angelesben (csak a producerek hallgatták meg) és egyszer Seattleben, miután megnyerte az Arizona Idolt. A seattle-i meghallgatás után, amit 2007. január 27-én közvetített az American Idol, aranyjegyet kapott, amivel továbbjutott a hollywoodi fordulóba. Már a műsor közben hatalmas rajongótábora lett, akiket összesítve Sparkplugsnak hívtak (ekkor elkészült a hivatalos rajongói honlapja). Jordin Sparks 2007. május 23-án nyerte meg az American Idolt úgy, hogy sosem volt benne az utolsó háromban (Kelly Clarkson, Carrie Underwood és Taylor Hicks után ő a negyedik akinek így sikerült győznie).
Ezután Jordin 2-szer is fellépett az American Idol hetedik szériájának kapcsán: egyszer az Idol Gives Back-en, ahol Chris Brownnal énekelte el a No air-t és egyszer a 7. széria döntőjében énekelte el a One Step at a Time-ot.

### Előadások és eredmények
| Hét                    | Hét                    | Hét                    | Hét                    | Hét                    | Hét                    | Hét                    | Hét                    | Hét                    | Hét                    | Hét                    | Hét                    | Hét                    | Hét                    | Hét                    | Hét                    | Hét                    | Hét                    | Hét                    | Hét                    | Hét                    | Hét                    | Hét                    | Hét                    | Hét                    | Hét                    | Hét                    | Hét                    | Hét                    | Hét                    | Hét                    | Hét                    | Hét                    | Hét                    | Hét                    | Hét                    | Hét                    | Hét                    | Hét                    | Hét                    | Hét                    | Hét                    | Hét                    | Hét                    | Hét                    | Hét                    | Hét                    | Hét                    | Hét                    | Hét                    | Hét                    | Hét                    | Hét                    | Hét                    | Hét                    | Hét                    | Hét                    | Hét                    | Hét                    | Hét                    | Hét                    | Hét                    | Hét                    | Hét                    | Hét                    | Hét                    | Hét                    | Hét                    | Hét                    | Hét                    | Hét                    | Hét                    | Hét                    | Hét                    | Hét                    | Hét                    | Hét                    | Hét                    | Hét                    | Hét                    | Hét                    | Hét                    | Hét                    | Hét                    | Hét                    | Hét                    | Hét                    | Hét                    | Hét                    | Hét                    | Hét                    | Hét                    | Hét                    | Hét                    | Hét                    | Hét                    | Hét                    | Hét                    | Hét                    | Hét                    | Téma                                                                            | Téma                                                                            | Téma                                                                            | Téma                                                                            | Téma                                                                            | Téma                                                                            | Téma                                                                            | Téma                                                                            | Téma                                                                            | Téma                                                                            | Téma                                                                            | Téma                                                                            | Téma                                                                            | Téma                                                                            | Téma                                                                            | Téma                                                                            | Téma                                                                            | Téma                                                                            | Téma                                                                            | Téma                                                                            | Téma                                                                            | Téma                                                                            | Téma                                                                            | Téma                                                                            | Téma                                                                            | Téma                                                                            | Téma                                                                            | Téma                                                                            | Téma                                                                            | Téma                                                                            | Téma                                                                            | Téma                                                                            | Téma                                                                            | Téma                                                                            | Téma                                                                            | Téma                                                                            | Téma                                                                            | Téma                                                                            | Téma                                                                            | Téma                                                                            | Téma                                                                            | Téma                                                                            | Téma                                                                            | Téma                                                                            | Téma                                                                            | Téma                                                                            | Téma                                                                            | Téma                                                                            | Téma                                                                            | Téma                                                                            | Téma                                                                            | Téma                                                                            | Téma                                                                            | Téma                                                                            | Téma                                                                            | Téma                                                                            | Téma                                                                            | Téma                                                                            | Téma                                                                            | Téma                                                                            | Téma                                                                            | Téma                                                                            | Téma                                                                            | Téma                                                                            | Téma                                                                            | Téma                                                                            | Téma                                                                            | Téma                                                                            | Téma                                                                            | Téma                                                                            | Téma                                                                            | Téma                                                                            | Téma                                                                            | Téma                                                                            | Téma                                                                            | Téma                                                                            | Téma                                                                            | Téma                                                                            | Téma                                                                            | Téma                                                                            | Téma                                                                            | Téma                                                                            | Téma                                                                            | Téma                                                                            | Téma                                                                            | Téma                                                                            | Téma                                                                            | Téma                                                                            | Téma                                                                            | Téma                                                                            | Téma                                                                            | Téma                                                                            | Téma                                                                            | Téma                                                                            | Téma                                                                            | Téma                                                                            | Téma                                                                            | Téma                                                                            | Téma                                                                            | Téma                                                                            | Dal                                                                 | Dal                                                                 | Dal                                                                 | Dal                                                                 | Dal                                                                 | Dal                                                                 | Dal                                                                 | Dal                                                                 | Dal                                                                 | Dal                                                                 | Dal                                                                 | Dal                                                                 | Dal                                                                 | Dal                                                                 | Dal                                                                 | Dal                                                                 | Dal                                                                 | Dal                                                                 | Dal                                                                 | Dal                                                                 | Dal                                                                 | Dal                                                                 | Dal                                                                 | Dal                                                                 | Dal                                                                 | Dal                                                                 | Dal                                                                 | Dal                                                                 | Dal                                                                 | Dal                                                                 | Dal                                                                 | Dal                                                                 | Dal                                                                 | Dal                                                                 | Dal                                                                 | Dal                                                                 | Dal                                                                 | Dal                                                                 | Dal                                                                 | Dal                                                                 | Dal                                                                 | Dal                                                                 | Dal                                                                 | Dal                                                                 | Dal                                                                 | Dal                                                                 | Dal                                                                 | Dal                                                                 | Dal                                                                 | Dal                                                                 | Dal                                                                 | Dal                                                                 | Dal                                                                 | Dal                                                                 | Dal                                                                 | Dal                                                                 | Dal                                                                 | Dal                                                                 | Dal                                                                 | Dal                                                                 | Dal                                                                 | Dal                                                                 | Dal                                                                 | Dal                                                                 | Dal                                                                 | Dal                                                                 | Dal                                                                 | Dal                                                                 | Dal                                                                 | Dal                                                                 | Dal                                                                 | Dal                                                                 | Dal                                                                 | Dal                                                                 | Dal                                                                 | Dal                                                                 | Dal                                                                 | Dal                                                                 | Dal                                                                 | Dal                                                                 | Dal                                                                 | Dal                                                                 | Dal                                                                 | Dal                                                                 | Dal                                                                 | Dal                                                                 | Dal                                                                 | Dal                                                                 | Dal                                                                 | Dal                                                                 | Dal                                                                 | Dal                                                                 | Dal                                                                 | Dal                                                                 | Dal                                                                 | Dal                                                                 | Dal                                                                 | Dal                                                                 | Dal                                                                 | Dal                                                                 | Eredeti előadó                                   | Eredeti előadó                                   | Eredeti előadó                                   | Eredeti előadó                                   | Eredeti előadó                                   | Eredeti előadó                                   | Eredeti előadó                                   | Eredeti előadó                                   | Eredeti előadó                                   | Eredeti előadó                                   | Eredeti előadó                                   | Eredeti előadó                                   | Eredeti előadó                                   | Eredeti előadó                                   | Eredeti előadó                                   | Eredeti előadó                                   | Eredeti előadó                                   | Eredeti előadó                                   | Eredeti előadó                                   | Eredeti előadó                                   | Eredeti előadó                                   | Eredeti előadó                                   | Eredeti előadó                                   | Eredeti előadó                                   | Eredeti előadó                                   | Eredeti előadó                                   | Eredeti előadó                                   | Eredeti előadó                                   | Eredeti előadó                                   | Eredeti előadó                                   | Eredeti előadó                                   | Eredeti előadó                                   | Eredeti előadó                                   | Eredeti előadó                                   | Eredeti előadó                                   | Eredeti előadó                                   | Eredeti előadó                                   | Eredeti előadó                                   | Eredeti előadó                                   | Eredeti előadó                                   | Eredeti előadó                                   | Eredeti előadó                                   | Eredeti előadó                                   | Eredeti előadó                                   | Eredeti előadó                                   | Eredeti előadó                                   | Eredeti előadó                                   | Eredeti előadó                                   | Eredeti előadó                                   | Eredeti előadó                                   | Eredeti előadó                                   | Eredeti előadó                                   | Eredeti előadó                                   | Eredeti előadó                                   | Eredeti előadó                                   | Eredeti előadó                                   | Eredeti előadó                                   | Eredeti előadó                                   | Eredeti előadó                                   | Eredeti előadó                                   | Eredeti előadó                                   | Eredeti előadó                                   | Eredeti előadó                                   | Eredeti előadó                                   | Eredeti előadó                                   | Eredeti előadó                                   | Eredeti előadó                                   | Eredeti előadó                                   | Eredeti előadó                                   | Eredeti előadó                                   | Eredeti előadó                                   | Eredeti előadó                                   | Eredeti előadó                                   | Eredeti előadó                                   | Eredeti előadó                                   | Eredeti előadó                                   | Eredeti előadó                                   | Eredeti előadó                                   | Eredeti előadó                                   | Eredeti előadó                                   | Eredeti előadó                                   | Eredeti előadó                                   | Eredeti előadó                                   | Eredeti előadó                                   | Eredeti előadó                                   | Eredeti előadó                                   | Eredeti előadó                                   | Eredeti előadó                                   | Eredeti előadó                                   | Eredeti előadó                                   | Eredeti előadó                                   | Eredeti előadó                                   | Eredeti előadó                                   | Eredeti előadó                                   | Eredeti előadó                                   | Eredeti előadó                                   | Eredeti előadó                                   | Eredeti előadó                                   | Eredeti előadó                                   | Eredeti előadó                                   | Sorrend | Sorrend | Sorrend | Sorrend | Sorrend | Sorrend | Sorrend | Sorrend | Sorrend | Sorrend | Sorrend | Sorrend | Sorrend | Sorrend | Sorrend | Sorrend | Sorrend | Sorrend | Sorrend | Sorrend | Sorrend | Sorrend | Sorrend | Sorrend | Sorrend | Sorrend | Sorrend | Sorrend | Sorrend | Sorrend | Sorrend | Sorrend | Sorrend | Sorrend | Sorrend | Sorrend | Sorrend | Sorrend | Sorrend | Sorrend | Sorrend | Sorrend | Sorrend | Sorrend | Sorrend | Sorrend | Sorrend | Sorrend | Sorrend | Sorrend | Sorrend | Sorrend | Sorrend | Sorrend | Sorrend | Sorrend | Sorrend | Sorrend | Sorrend | Sorrend | Sorrend | Sorrend | Sorrend | Sorrend | Sorrend | Sorrend | Sorrend | Sorrend | Sorrend | Sorrend | Sorrend | Sorrend | Sorrend | Sorrend | Sorrend | Sorrend | Sorrend | Sorrend | Sorrend | Sorrend | Sorrend | Sorrend | Sorrend | Sorrend | Sorrend | Sorrend | Sorrend | Sorrend | Sorrend | Sorrend | Sorrend | Sorrend | Sorrend | Sorrend | Sorrend | Sorrend | Sorrend | Sorrend | Sorrend | Sorrend | Eredmény                                  | Eredmény                                  | Eredmény                                  | Eredmény                                  | Eredmény                                  | Eredmény                                  | Eredmény                                  | Eredmény                                  | Eredmény                                  | Eredmény                                  | Eredmény                                  | Eredmény                                  | Eredmény                                  | Eredmény                                  | Eredmény                                  | Eredmény                                  | Eredmény                                  | Eredmény                                  | Eredmény                                  | Eredmény                                  | Eredmény                                  | Eredmény                                  | Eredmény                                  | Eredmény                                  | Eredmény                                  | Eredmény                                  | Eredmény                                  | Eredmény                                  | Eredmény                                  | Eredmény                                  | Eredmény                                  | Eredmény                                  | Eredmény                                  | Eredmény                                  | Eredmény                                  | Eredmény                                  | Eredmény                                  | Eredmény                                  | Eredmény                                  | Eredmény                                  | Eredmény                                  | Eredmény                                  | Eredmény                                  | Eredmény                                  | Eredmény                                  | Eredmény                                  | Eredmény                                  | Eredmény                                  | Eredmény                                  | Eredmény                                  | Eredmény                                  | Eredmény                                  | Eredmény                                  | Eredmény                                  | Eredmény                                  | Eredmény                                  | Eredmény                                  | Eredmény                                  | Eredmény                                  | Eredmény                                  | Eredmény                                  | Eredmény                                  | Eredmény                                  | Eredmény                                  | Eredmény                                  | Eredmény                                  | Eredmény                                  | Eredmény                                  | Eredmény                                  | Eredmény                                  | Eredmény                                  | Eredmény                                  | Eredmény                                  | Eredmény                                  | Eredmény                                  | Eredmény                                  | Eredmény                                  | Eredmény                                  | Eredmény                                  | Eredmény                                  | Eredmény                                  | Eredmény                                  | Eredmény                                  | Eredmény                                  | Eredmény                                  | Eredmény                                  | Eredmény                                  | Eredmény                                  | Eredmény                                  | Eredmény                                  | Eredmény                                  | Eredmény                                  | Eredmény                                  | Eredmény                                  | Eredmény                                  | Eredmény                                  | Eredmény                                  | Eredmény                                  | Eredmény                                  | Eredmény                                  |
| Meghallgatás           | Meghallgatás           | Meghallgatás           | Meghallgatás           | Meghallgatás           | Meghallgatás           | Meghallgatás           | Meghallgatás           | Meghallgatás           | Meghallgatás           | Meghallgatás           | Meghallgatás           | Meghallgatás           | Meghallgatás           | Meghallgatás           | Meghallgatás           | Meghallgatás           | Meghallgatás           | Meghallgatás           | Meghallgatás           | Meghallgatás           | Meghallgatás           | Meghallgatás           | Meghallgatás           | Meghallgatás           | Meghallgatás           | Meghallgatás           | Meghallgatás           | Meghallgatás           | Meghallgatás           | Meghallgatás           | Meghallgatás           | Meghallgatás           | Meghallgatás           | Meghallgatás           | Meghallgatás           | Meghallgatás           | Meghallgatás           | Meghallgatás           | Meghallgatás           | Meghallgatás           | Meghallgatás           | Meghallgatás           | Meghallgatás           | Meghallgatás           | Meghallgatás           | Meghallgatás           | Meghallgatás           | Meghallgatás           | Meghallgatás           | Meghallgatás           | Meghallgatás           | Meghallgatás           | Meghallgatás           | Meghallgatás           | Meghallgatás           | Meghallgatás           | Meghallgatás           | Meghallgatás           | Meghallgatás           | Meghallgatás           | Meghallgatás           | Meghallgatás           | Meghallgatás           | Meghallgatás           | Meghallgatás           | Meghallgatás           | Meghallgatás           | Meghallgatás           | Meghallgatás           | Meghallgatás           | Meghallgatás           | Meghallgatás           | Meghallgatás           | Meghallgatás           | Meghallgatás           | Meghallgatás           | Meghallgatás           | Meghallgatás           | Meghallgatás           | Meghallgatás           | Meghallgatás           | Meghallgatás           | Meghallgatás           | Meghallgatás           | Meghallgatás           | Meghallgatás           | Meghallgatás           | Meghallgatás           | Meghallgatás           | Meghallgatás           | Meghallgatás           | Meghallgatás           | Meghallgatás           | Meghallgatás           | Meghallgatás           | Meghallgatás           | Meghallgatás           | Meghallgatás           | Meghallgatás           | -                                                                               | -                                                                               | -                                                                               | -                                                                               | -                                                                               | -                                                                               | -                                                                               | -                                                                               | -                                                                               | -                                                                               | -                                                                               | -                                                                               | -                                                                               | -                                                                               | -                                                                               | -                                                                               | -                                                                               | -                                                                               | -                                                                               | -                                                                               | -                                                                               | -                                                                               | -                                                                               | -                                                                               | -                                                                               | -                                                                               | -                                                                               | -                                                                               | -                                                                               | -                                                                               | -                                                                               | -                                                                               | -                                                                               | -                                                                               | -                                                                               | -                                                                               | -                                                                               | -                                                                               | -                                                                               | -                                                                               | -                                                                               | -                                                                               | -                                                                               | -                                                                               | -                                                                               | -                                                                               | -                                                                               | -                                                                               | -                                                                               | -                                                                               | -                                                                               | -                                                                               | -                                                                               | -                                                                               | -                                                                               | -                                                                               | -                                                                               | -                                                                               | -                                                                               | -                                                                               | -                                                                               | -                                                                               | -                                                                               | -                                                                               | -                                                                               | -                                                                               | -                                                                               | -                                                                               | -                                                                               | -                                                                               | -                                                                               | -                                                                               | -                                                                               | -                                                                               | -                                                                               | -                                                                               | -                                                                               | -                                                                               | -                                                                               | -                                                                               | -                                                                               | -                                                                               | -                                                                               | -                                                                               | -                                                                               | -                                                                               | -                                                                               | -                                                                               | -                                                                               | -                                                                               | -                                                                               | -                                                                               | -                                                                               | -                                                                               | -                                                                               | -                                                                               | -                                                                               | -                                                                               | -                                                                               | -                                                                               | Because You Loved Me                                                | Because You Loved Me                                                | Because You Loved Me                                                | Because You Loved Me                                                | Because You Loved Me                                                | Because You Loved Me                                                | Because You Loved Me                                                | Because You Loved Me                                                | Because You Loved Me                                                | Because You Loved Me                                                | Because You Loved Me                                                | Because You Loved Me                                                | Because You Loved Me                                                | Because You Loved Me                                                | Because You Loved Me                                                | Because You Loved Me                                                | Because You Loved Me                                                | Because You Loved Me                                                | Because You Loved Me                                                | Because You Loved Me                                                | Because You Loved Me                                                | Because You Loved Me                                                | Because You Loved Me                                                | Because You Loved Me                                                | Because You Loved Me                                                | Because You Loved Me                                                | Because You Loved Me                                                | Because You Loved Me                                                | Because You Loved Me                                                | Because You Loved Me                                                | Because You Loved Me                                                | Because You Loved Me                                                | Because You Loved Me                                                | Because You Loved Me                                                | Because You Loved Me                                                | Because You Loved Me                                                | Because You Loved Me                                                | Because You Loved Me                                                | Because You Loved Me                                                | Because You Loved Me                                                | Because You Loved Me                                                | Because You Loved Me                                                | Because You Loved Me                                                | Because You Loved Me                                                | Because You Loved Me                                                | Because You Loved Me                                                | Because You Loved Me                                                | Because You Loved Me                                                | Because You Loved Me                                                | Because You Loved Me                                                | Because You Loved Me                                                | Because You Loved Me                                                | Because You Loved Me                                                | Because You Loved Me                                                | Because You Loved Me                                                | Because You Loved Me                                                | Because You Loved Me                                                | Because You Loved Me                                                | Because You Loved Me                                                | Because You Loved Me                                                | Because You Loved Me                                                | Because You Loved Me                                                | Because You Loved Me                                                | Because You Loved Me                                                | Because You Loved Me                                                | Because You Loved Me                                                | Because You Loved Me                                                | Because You Loved Me                                                | Because You Loved Me                                                | Because You Loved Me                                                | Because You Loved Me                                                | Because You Loved Me                                                | Because You Loved Me                                                | Because You Loved Me                                                | Because You Loved Me                                                | Because You Loved Me                                                | Because You Loved Me                                                | Because You Loved Me                                                | Because You Loved Me                                                | Because You Loved Me                                                | Because You Loved Me                                                | Because You Loved Me                                                | Because You Loved Me                                                | Because You Loved Me                                                | Because You Loved Me                                                | Because You Loved Me                                                | Because You Loved Me                                                | Because You Loved Me                                                | Because You Loved Me                                                | Because You Loved Me                                                | Because You Loved Me                                                | Because You Loved Me                                                | Because You Loved Me                                                | Because You Loved Me                                                | Because You Loved Me                                                | Because You Loved Me                                                | Because You Loved Me                                                | Because You Loved Me                                                | Because You Loved Me                                                | Because You Loved Me                                                | Celine Dion                                      | Celine Dion                                      | Celine Dion                                      | Celine Dion                                      | Celine Dion                                      | Celine Dion                                      | Celine Dion                                      | Celine Dion                                      | Celine Dion                                      | Celine Dion                                      | Celine Dion                                      | Celine Dion                                      | Celine Dion                                      | Celine Dion                                      | Celine Dion                                      | Celine Dion                                      | Celine Dion                                      | Celine Dion                                      | Celine Dion                                      | Celine Dion                                      | Celine Dion                                      | Celine Dion                                      | Celine Dion                                      | Celine Dion                                      | Celine Dion                                      | Celine Dion                                      | Celine Dion                                      | Celine Dion                                      | Celine Dion                                      | Celine Dion                                      | Celine Dion                                      | Celine Dion                                      | Celine Dion                                      | Celine Dion                                      | Celine Dion                                      | Celine Dion                                      | Celine Dion                                      | Celine Dion                                      | Celine Dion                                      | Celine Dion                                      | Celine Dion                                      | Celine Dion                                      | Celine Dion                                      | Celine Dion                                      | Celine Dion                                      | Celine Dion                                      | Celine Dion                                      | Celine Dion                                      | Celine Dion                                      | Celine Dion                                      | Celine Dion                                      | Celine Dion                                      | Celine Dion                                      | Celine Dion                                      | Celine Dion                                      | Celine Dion                                      | Celine Dion                                      | Celine Dion                                      | Celine Dion                                      | Celine Dion                                      | Celine Dion                                      | Celine Dion                                      | Celine Dion                                      | Celine Dion                                      | Celine Dion                                      | Celine Dion                                      | Celine Dion                                      | Celine Dion                                      | Celine Dion                                      | Celine Dion                                      | Celine Dion                                      | Celine Dion                                      | Celine Dion                                      | Celine Dion                                      | Celine Dion                                      | Celine Dion                                      | Celine Dion                                      | Celine Dion                                      | Celine Dion                                      | Celine Dion                                      | Celine Dion                                      | Celine Dion                                      | Celine Dion                                      | Celine Dion                                      | Celine Dion                                      | Celine Dion                                      | Celine Dion                                      | Celine Dion                                      | Celine Dion                                      | Celine Dion                                      | Celine Dion                                      | Celine Dion                                      | Celine Dion                                      | Celine Dion                                      | Celine Dion                                      | Celine Dion                                      | Celine Dion                                      | Celine Dion                                      | Celine Dion                                      | Celine Dion                                      | -       | -       | -       | -       | -       | -       | -       | -       | -       | -       | -       | -       | -       | -       | -       | -       | -       | -       | -       | -       | -       | -       | -       | -       | -       | -       | -       | -       | -       | -       | -       | -       | -       | -       | -       | -       | -       | -       | -       | -       | -       | -       | -       | -       | -       | -       | -       | -       | -       | -       | -       | -       | -       | -       | -       | -       | -       | -       | -       | -       | -       | -       | -       | -       | -       | -       | -       | -       | -       | -       | -       | -       | -       | -       | -       | -       | -       | -       | -       | -       | -       | -       | -       | -       | -       | -       | -       | -       | -       | -       | -       | -       | -       | -       | -       | -       | -       | -       | -       | -       | Haladó                                    | Haladó                                    | Haladó                                    | Haladó                                    | Haladó                                    | Haladó                                    | Haladó                                    | Haladó                                    | Haladó                                    | Haladó                                    | Haladó                                    | Haladó                                    | Haladó                                    | Haladó                                    | Haladó                                    | Haladó                                    | Haladó                                    | Haladó                                    | Haladó                                    | Haladó                                    | Haladó                                    | Haladó                                    | Haladó                                    | Haladó                                    | Haladó                                    | Haladó                                    | Haladó                                    | Haladó                                    | Haladó                                    | Haladó                                    | Haladó                                    | Haladó                                    | Haladó                                    | Haladó                                    | Haladó                                    | Haladó                                    | Haladó                                    | Haladó                                    | Haladó                                    | Haladó                                    | Haladó                                    | Haladó                                    | Haladó                                    | Haladó                                    | Haladó                                    | Haladó                                    | Haladó                                    | Haladó                                    | Haladó                                    | Haladó                                    | Haladó                                    | Haladó                                    | Haladó                                    | Haladó                                    | Haladó                                    | Haladó                                    | Haladó                                    | Haladó                                    | Haladó                                    | Haladó                                    | Haladó                                    | Haladó                                    | Haladó                                    | Haladó                                    | Haladó                                    | Haladó                                    | Haladó                                    | Haladó                                    | Haladó                                    | Haladó                                    | Haladó                                    | Haladó                                    | Haladó                                    | Haladó                                    | Haladó                                    | Haladó                                    | Haladó                                    | Haladó                                    | Haladó                                    | Haladó                                    | Haladó                                    | Haladó                                    | Haladó                                    | Haladó                                    | Haladó                                    | Haladó                                    | Haladó                                    | Haladó                                    | Haladó                                    | Haladó                                    | Haladó                                    | Haladó                                    | Haladó                                    | Haladó                                    | Haladó                                    | Haladó                                    | Haladó                                    | Haladó                                    | Haladó                                    | Haladó                                    |
| Hollywood              | Hollywood              | Hollywood              | Hollywood              | Hollywood              | Hollywood              | Hollywood              | Hollywood              | Hollywood              | Hollywood              | Hollywood              | Hollywood              | Hollywood              | Hollywood              | Hollywood              | Hollywood              | Hollywood              | Hollywood              | Hollywood              | Hollywood              | Hollywood              | Hollywood              | Hollywood              | Hollywood              | Hollywood              | Hollywood              | Hollywood              | Hollywood              | Hollywood              | Hollywood              | Hollywood              | Hollywood              | Hollywood              | Hollywood              | Hollywood              | Hollywood              | Hollywood              | Hollywood              | Hollywood              | Hollywood              | Hollywood              | Hollywood              | Hollywood              | Hollywood              | Hollywood              | Hollywood              | Hollywood              | Hollywood              | Hollywood              | Hollywood              | Hollywood              | Hollywood              | Hollywood              | Hollywood              | Hollywood              | Hollywood              | Hollywood              | Hollywood              | Hollywood              | Hollywood              | Hollywood              | Hollywood              | Hollywood              | Hollywood              | Hollywood              | Hollywood              | Hollywood              | Hollywood              | Hollywood              | Hollywood              | Hollywood              | Hollywood              | Hollywood              | Hollywood              | Hollywood              | Hollywood              | Hollywood              | Hollywood              | Hollywood              | Hollywood              | Hollywood              | Hollywood              | Hollywood              | Hollywood              | Hollywood              | Hollywood              | Hollywood              | Hollywood              | Hollywood              | Hollywood              | Hollywood              | Hollywood              | Hollywood              | Hollywood              | Hollywood              | Hollywood              | Hollywood              | Hollywood              | Hollywood              | Hollywood              | -                                                                               | -                                                                               | -                                                                               | -                                                                               | -                                                                               | -                                                                               | -                                                                               | -                                                                               | -                                                                               | -                                                                               | -                                                                               | -                                                                               | -                                                                               | -                                                                               | -                                                                               | -                                                                               | -                                                                               | -                                                                               | -                                                                               | -                                                                               | -                                                                               | -                                                                               | -                                                                               | -                                                                               | -                                                                               | -                                                                               | -                                                                               | -                                                                               | -                                                                               | -                                                                               | -                                                                               | -                                                                               | -                                                                               | -                                                                               | -                                                                               | -                                                                               | -                                                                               | -                                                                               | -                                                                               | -                                                                               | -                                                                               | -                                                                               | -                                                                               | -                                                                               | -                                                                               | -                                                                               | -                                                                               | -                                                                               | -                                                                               | -                                                                               | -                                                                               | -                                                                               | -                                                                               | -                                                                               | -                                                                               | -                                                                               | -                                                                               | -                                                                               | -                                                                               | -                                                                               | -                                                                               | -                                                                               | -                                                                               | -                                                                               | -                                                                               | -                                                                               | -                                                                               | -                                                                               | -                                                                               | -                                                                               | -                                                                               | -                                                                               | -                                                                               | -                                                                               | -                                                                               | -                                                                               | -                                                                               | -                                                                               | -                                                                               | -                                                                               | -                                                                               | -                                                                               | -                                                                               | -                                                                               | -                                                                               | -                                                                               | -                                                                               | -                                                                               | -                                                                               | -                                                                               | -                                                                               | -                                                                               | -                                                                               | -                                                                               | -                                                                               | -                                                                               | -                                                                               | -                                                                               | -                                                                               | -                                                                               | Some Kind of Wonderful                                              | Some Kind of Wonderful                                              | Some Kind of Wonderful                                              | Some Kind of Wonderful                                              | Some Kind of Wonderful                                              | Some Kind of Wonderful                                              | Some Kind of Wonderful                                              | Some Kind of Wonderful                                              | Some Kind of Wonderful                                              | Some Kind of Wonderful                                              | Some Kind of Wonderful                                              | Some Kind of Wonderful                                              | Some Kind of Wonderful                                              | Some Kind of Wonderful                                              | Some Kind of Wonderful                                              | Some Kind of Wonderful                                              | Some Kind of Wonderful                                              | Some Kind of Wonderful                                              | Some Kind of Wonderful                                              | Some Kind of Wonderful                                              | Some Kind of Wonderful                                              | Some Kind of Wonderful                                              | Some Kind of Wonderful                                              | Some Kind of Wonderful                                              | Some Kind of Wonderful                                              | Some Kind of Wonderful                                              | Some Kind of Wonderful                                              | Some Kind of Wonderful                                              | Some Kind of Wonderful                                              | Some Kind of Wonderful                                              | Some Kind of Wonderful                                              | Some Kind of Wonderful                                              | Some Kind of Wonderful                                              | Some Kind of Wonderful                                              | Some Kind of Wonderful                                              | Some Kind of Wonderful                                              | Some Kind of Wonderful                                              | Some Kind of Wonderful                                              | Some Kind of Wonderful                                              | Some Kind of Wonderful                                              | Some Kind of Wonderful                                              | Some Kind of Wonderful                                              | Some Kind of Wonderful                                              | Some Kind of Wonderful                                              | Some Kind of Wonderful                                              | Some Kind of Wonderful                                              | Some Kind of Wonderful                                              | Some Kind of Wonderful                                              | Some Kind of Wonderful                                              | Some Kind of Wonderful                                              | Some Kind of Wonderful                                              | Some Kind of Wonderful                                              | Some Kind of Wonderful                                              | Some Kind of Wonderful                                              | Some Kind of Wonderful                                              | Some Kind of Wonderful                                              | Some Kind of Wonderful                                              | Some Kind of Wonderful                                              | Some Kind of Wonderful                                              | Some Kind of Wonderful                                              | Some Kind of Wonderful                                              | Some Kind of Wonderful                                              | Some Kind of Wonderful                                              | Some Kind of Wonderful                                              | Some Kind of Wonderful                                              | Some Kind of Wonderful                                              | Some Kind of Wonderful                                              | Some Kind of Wonderful                                              | Some Kind of Wonderful                                              | Some Kind of Wonderful                                              | Some Kind of Wonderful                                              | Some Kind of Wonderful                                              | Some Kind of Wonderful                                              | Some Kind of Wonderful                                              | Some Kind of Wonderful                                              | Some Kind of Wonderful                                              | Some Kind of Wonderful                                              | Some Kind of Wonderful                                              | Some Kind of Wonderful                                              | Some Kind of Wonderful                                              | Some Kind of Wonderful                                              | Some Kind of Wonderful                                              | Some Kind of Wonderful                                              | Some Kind of Wonderful                                              | Some Kind of Wonderful                                              | Some Kind of Wonderful                                              | Some Kind of Wonderful                                              | Some Kind of Wonderful                                              | Some Kind of Wonderful                                              | Some Kind of Wonderful                                              | Some Kind of Wonderful                                              | Some Kind of Wonderful                                              | Some Kind of Wonderful                                              | Some Kind of Wonderful                                              | Some Kind of Wonderful                                              | Some Kind of Wonderful                                              | Some Kind of Wonderful                                              | Some Kind of Wonderful                                              | Some Kind of Wonderful                                              | Some Kind of Wonderful                                              | Soul Brothers Six                                | Soul Brothers Six                                | Soul Brothers Six                                | Soul Brothers Six                                | Soul Brothers Six                                | Soul Brothers Six                                | Soul Brothers Six                                | Soul Brothers Six                                | Soul Brothers Six                                | Soul Brothers Six                                | Soul Brothers Six                                | Soul Brothers Six                                | Soul Brothers Six                                | Soul Brothers Six                                | Soul Brothers Six                                | Soul Brothers Six                                | Soul Brothers Six                                | Soul Brothers Six                                | Soul Brothers Six                                | Soul Brothers Six                                | Soul Brothers Six                                | Soul Brothers Six                                | Soul Brothers Six                                | Soul Brothers Six                                | Soul Brothers Six                                | Soul Brothers Six                                | Soul Brothers Six                                | Soul Brothers Six                                | Soul Brothers Six                                | Soul Brothers Six                                | Soul Brothers Six                                | Soul Brothers Six                                | Soul Brothers Six                                | Soul Brothers Six                                | Soul Brothers Six                                | Soul Brothers Six                                | Soul Brothers Six                                | Soul Brothers Six                                | Soul Brothers Six                                | Soul Brothers Six                                | Soul Brothers Six                                | Soul Brothers Six                                | Soul Brothers Six                                | Soul Brothers Six                                | Soul Brothers Six                                | Soul Brothers Six                                | Soul Brothers Six                                | Soul Brothers Six                                | Soul Brothers Six                                | Soul Brothers Six                                | Soul Brothers Six                                | Soul Brothers Six                                | Soul Brothers Six                                | Soul Brothers Six                                | Soul Brothers Six                                | Soul Brothers Six                                | Soul Brothers Six                                | Soul Brothers Six                                | Soul Brothers Six                                | Soul Brothers Six                                | Soul Brothers Six                                | Soul Brothers Six                                | Soul Brothers Six                                | Soul Brothers Six                                | Soul Brothers Six                                | Soul Brothers Six                                | Soul Brothers Six                                | Soul Brothers Six                                | Soul Brothers Six                                | Soul Brothers Six                                | Soul Brothers Six                                | Soul Brothers Six                                | Soul Brothers Six                                | Soul Brothers Six                                | Soul Brothers Six                                | Soul Brothers Six                                | Soul Brothers Six                                | Soul Brothers Six                                | Soul Brothers Six                                | Soul Brothers Six                                | Soul Brothers Six                                | Soul Brothers Six                                | Soul Brothers Six                                | Soul Brothers Six                                | Soul Brothers Six                                | Soul Brothers Six                                | Soul Brothers Six                                | Soul Brothers Six                                | Soul Brothers Six                                | Soul Brothers Six                                | Soul Brothers Six                                | Soul Brothers Six                                | Soul Brothers Six                                | Soul Brothers Six                                | Soul Brothers Six                                | Soul Brothers Six                                | Soul Brothers Six                                | Soul Brothers Six                                | Soul Brothers Six                                | Soul Brothers Six                                | -       | -       | -       | -       | -       | -       | -       | -       | -       | -       | -       | -       | -       | -       | -       | -       | -       | -       | -       | -       | -       | -       | -       | -       | -       | -       | -       | -       | -       | -       | -       | -       | -       | -       | -       | -       | -       | -       | -       | -       | -       | -       | -       | -       | -       | -       | -       | -       | -       | -       | -       | -       | -       | -       | -       | -       | -       | -       | -       | -       | -       | -       | -       | -       | -       | -       | -       | -       | -       | -       | -       | -       | -       | -       | -       | -       | -       | -       | -       | -       | -       | -       | -       | -       | -       | -       | -       | -       | -       | -       | -       | -       | -       | -       | -       | -       | -       | -       | -       | -       | Haladó                                    | Haladó                                    | Haladó                                    | Haladó                                    | Haladó                                    | Haladó                                    | Haladó                                    | Haladó                                    | Haladó                                    | Haladó                                    | Haladó                                    | Haladó                                    | Haladó                                    | Haladó                                    | Haladó                                    | Haladó                                    | Haladó                                    | Haladó                                    | Haladó                                    | Haladó                                    | Haladó                                    | Haladó                                    | Haladó                                    | Haladó                                    | Haladó                                    | Haladó                                    | Haladó                                    | Haladó                                    | Haladó                                    | Haladó                                    | Haladó                                    | Haladó                                    | Haladó                                    | Haladó                                    | Haladó                                    | Haladó                                    | Haladó                                    | Haladó                                    | Haladó                                    | Haladó                                    | Haladó                                    | Haladó                                    | Haladó                                    | Haladó                                    | Haladó                                    | Haladó                                    | Haladó                                    | Haladó                                    | Haladó                                    | Haladó                                    | Haladó                                    | Haladó                                    | Haladó                                    | Haladó                                    | Haladó                                    | Haladó                                    | Haladó                                    | Haladó                                    | Haladó                                    | Haladó                                    | Haladó                                    | Haladó                                    | Haladó                                    | Haladó                                    | Haladó                                    | Haladó                                    | Haladó                                    | Haladó                                    | Haladó                                    | Haladó                                    | Haladó                                    | Haladó                                    | Haladó                                    | Haladó                                    | Haladó                                    | Haladó                                    | Haladó                                    | Haladó                                    | Haladó                                    | Haladó                                    | Haladó                                    | Haladó                                    | Haladó                                    | Haladó                                    | Haladó                                    | Haladó                                    | Haladó                                    | Haladó                                    | Haladó                                    | Haladó                                    | Haladó                                    | Haladó                                    | Haladó                                    | Haladó                                    | Haladó                                    | Haladó                                    | Haladó                                    | Haladó                                    | Haladó                                    | Haladó                                    |
| Top 24 (top 12 nőknél) | Top 24 (top 12 nőknél) | Top 24 (top 12 nőknél) | Top 24 (top 12 nőknél) | Top 24 (top 12 nőknél) | Top 24 (top 12 nőknél) | Top 24 (top 12 nőknél) | Top 24 (top 12 nőknél) | Top 24 (top 12 nőknél) | Top 24 (top 12 nőknél) | Top 24 (top 12 nőknél) | Top 24 (top 12 nőknél) | Top 24 (top 12 nőknél) | Top 24 (top 12 nőknél) | Top 24 (top 12 nőknél) | Top 24 (top 12 nőknél) | Top 24 (top 12 nőknél) | Top 24 (top 12 nőknél) | Top 24 (top 12 nőknél) | Top 24 (top 12 nőknél) | Top 24 (top 12 nőknél) | Top 24 (top 12 nőknél) | Top 24 (top 12 nőknél) | Top 24 (top 12 nőknél) | Top 24 (top 12 nőknél) | Top 24 (top 12 nőknél) | Top 24 (top 12 nőknél) | Top 24 (top 12 nőknél) | Top 24 (top 12 nőknél) | Top 24 (top 12 nőknél) | Top 24 (top 12 nőknél) | Top 24 (top 12 nőknél) | Top 24 (top 12 nőknél) | Top 24 (top 12 nőknél) | Top 24 (top 12 nőknél) | Top 24 (top 12 nőknél) | Top 24 (top 12 nőknél) | Top 24 (top 12 nőknél) | Top 24 (top 12 nőknél) | Top 24 (top 12 nőknél) | Top 24 (top 12 nőknél) | Top 24 (top 12 nőknél) | Top 24 (top 12 nőknél) | Top 24 (top 12 nőknél) | Top 24 (top 12 nőknél) | Top 24 (top 12 nőknél) | Top 24 (top 12 nőknél) | Top 24 (top 12 nőknél) | Top 24 (top 12 nőknél) | Top 24 (top 12 nőknél) | Top 24 (top 12 nőknél) | Top 24 (top 12 nőknél) | Top 24 (top 12 nőknél) | Top 24 (top 12 nőknél) | Top 24 (top 12 nőknél) | Top 24 (top 12 nőknél) | Top 24 (top 12 nőknél) | Top 24 (top 12 nőknél) | Top 24 (top 12 nőknél) | Top 24 (top 12 nőknél) | Top 24 (top 12 nőknél) | Top 24 (top 12 nőknél) | Top 24 (top 12 nőknél) | Top 24 (top 12 nőknél) | Top 24 (top 12 nőknél) | Top 24 (top 12 nőknél) | Top 24 (top 12 nőknél) | Top 24 (top 12 nőknél) | Top 24 (top 12 nőknél) | Top 24 (top 12 nőknél) | Top 24 (top 12 nőknél) | Top 24 (top 12 nőknél) | Top 24 (top 12 nőknél) | Top 24 (top 12 nőknél) | Top 24 (top 12 nőknél) | Top 24 (top 12 nőknél) | Top 24 (top 12 nőknél) | Top 24 (top 12 nőknél) | Top 24 (top 12 nőknél) | Top 24 (top 12 nőknél) | Top 24 (top 12 nőknél) | Top 24 (top 12 nőknél) | Top 24 (top 12 nőknél) | Top 24 (top 12 nőknél) | Top 24 (top 12 nőknél) | Top 24 (top 12 nőknél) | Top 24 (top 12 nőknél) | Top 24 (top 12 nőknél) | Top 24 (top 12 nőknél) | Top 24 (top 12 nőknél) | Top 24 (top 12 nőknél) | Top 24 (top 12 nőknél) | Top 24 (top 12 nőknél) | Top 24 (top 12 nőknél) | Top 24 (top 12 nőknél) | Top 24 (top 12 nőknél) | Top 24 (top 12 nőknél) | Top 24 (top 12 nőknél) | Top 24 (top 12 nőknél) | Top 24 (top 12 nőknél) | -                                                                               | -                                                                               | -                                                                               | -                                                                               | -                                                                               | -                                                                               | -                                                                               | -                                                                               | -                                                                               | -                                                                               | -                                                                               | -                                                                               | -                                                                               | -                                                                               | -                                                                               | -                                                                               | -                                                                               | -                                                                               | -                                                                               | -                                                                               | -                                                                               | -                                                                               | -                                                                               | -                                                                               | -                                                                               | -                                                                               | -                                                                               | -                                                                               | -                                                                               | -                                                                               | -                                                                               | -                                                                               | -                                                                               | -                                                                               | -                                                                               | -                                                                               | -                                                                               | -                                                                               | -                                                                               | -                                                                               | -                                                                               | -                                                                               | -                                                                               | -                                                                               | -                                                                               | -                                                                               | -                                                                               | -                                                                               | -                                                                               | -                                                                               | -                                                                               | -                                                                               | -                                                                               | -                                                                               | -                                                                               | -                                                                               | -                                                                               | -                                                                               | -                                                                               | -                                                                               | -                                                                               | -                                                                               | -                                                                               | -                                                                               | -                                                                               | -                                                                               | -                                                                               | -                                                                               | -                                                                               | -                                                                               | -                                                                               | -                                                                               | -                                                                               | -                                                                               | -                                                                               | -                                                                               | -                                                                               | -                                                                               | -                                                                               | -                                                                               | -                                                                               | -                                                                               | -                                                                               | -                                                                               | -                                                                               | -                                                                               | -                                                                               | -                                                                               | -                                                                               | -                                                                               | -                                                                               | -                                                                               | -                                                                               | -                                                                               | -                                                                               | -                                                                               | -                                                                               | -                                                                               | -                                                                               | -                                                                               | Give Me One Reason                                                  | Give Me One Reason                                                  | Give Me One Reason                                                  | Give Me One Reason                                                  | Give Me One Reason                                                  | Give Me One Reason                                                  | Give Me One Reason                                                  | Give Me One Reason                                                  | Give Me One Reason                                                  | Give Me One Reason                                                  | Give Me One Reason                                                  | Give Me One Reason                                                  | Give Me One Reason                                                  | Give Me One Reason                                                  | Give Me One Reason                                                  | Give Me One Reason                                                  | Give Me One Reason                                                  | Give Me One Reason                                                  | Give Me One Reason                                                  | Give Me One Reason                                                  | Give Me One Reason                                                  | Give Me One Reason                                                  | Give Me One Reason                                                  | Give Me One Reason                                                  | Give Me One Reason                                                  | Give Me One Reason                                                  | Give Me One Reason                                                  | Give Me One Reason                                                  | Give Me One Reason                                                  | Give Me One Reason                                                  | Give Me One Reason                                                  | Give Me One Reason                                                  | Give Me One Reason                                                  | Give Me One Reason                                                  | Give Me One Reason                                                  | Give Me One Reason                                                  | Give Me One Reason                                                  | Give Me One Reason                                                  | Give Me One Reason                                                  | Give Me One Reason                                                  | Give Me One Reason                                                  | Give Me One Reason                                                  | Give Me One Reason                                                  | Give Me One Reason                                                  | Give Me One Reason                                                  | Give Me One Reason                                                  | Give Me One Reason                                                  | Give Me One Reason                                                  | Give Me One Reason                                                  | Give Me One Reason                                                  | Give Me One Reason                                                  | Give Me One Reason                                                  | Give Me One Reason                                                  | Give Me One Reason                                                  | Give Me One Reason                                                  | Give Me One Reason                                                  | Give Me One Reason                                                  | Give Me One Reason                                                  | Give Me One Reason                                                  | Give Me One Reason                                                  | Give Me One Reason                                                  | Give Me One Reason                                                  | Give Me One Reason                                                  | Give Me One Reason                                                  | Give Me One Reason                                                  | Give Me One Reason                                                  | Give Me One Reason                                                  | Give Me One Reason                                                  | Give Me One Reason                                                  | Give Me One Reason                                                  | Give Me One Reason                                                  | Give Me One Reason                                                  | Give Me One Reason                                                  | Give Me One Reason                                                  | Give Me One Reason                                                  | Give Me One Reason                                                  | Give Me One Reason                                                  | Give Me One Reason                                                  | Give Me One Reason                                                  | Give Me One Reason                                                  | Give Me One Reason                                                  | Give Me One Reason                                                  | Give Me One Reason                                                  | Give Me One Reason                                                  | Give Me One Reason                                                  | Give Me One Reason                                                  | Give Me One Reason                                                  | Give Me One Reason                                                  | Give Me One Reason                                                  | Give Me One Reason                                                  | Give Me One Reason                                                  | Give Me One Reason                                                  | Give Me One Reason                                                  | Give Me One Reason                                                  | Give Me One Reason                                                  | Give Me One Reason                                                  | Give Me One Reason                                                  | Give Me One Reason                                                  | Give Me One Reason                                                  | Give Me One Reason                                                  | Tracy Chapman                                    | Tracy Chapman                                    | Tracy Chapman                                    | Tracy Chapman                                    | Tracy Chapman                                    | Tracy Chapman                                    | Tracy Chapman                                    | Tracy Chapman                                    | Tracy Chapman                                    | Tracy Chapman                                    | Tracy Chapman                                    | Tracy Chapman                                    | Tracy Chapman                                    | Tracy Chapman                                    | Tracy Chapman                                    | Tracy Chapman                                    | Tracy Chapman                                    | Tracy Chapman                                    | Tracy Chapman                                    | Tracy Chapman                                    | Tracy Chapman                                    | Tracy Chapman                                    | Tracy Chapman                                    | Tracy Chapman                                    | Tracy Chapman                                    | Tracy Chapman                                    | Tracy Chapman                                    | Tracy Chapman                                    | Tracy Chapman                                    | Tracy Chapman                                    | Tracy Chapman                                    | Tracy Chapman                                    | Tracy Chapman                                    | Tracy Chapman                                    | Tracy Chapman                                    | Tracy Chapman                                    | Tracy Chapman                                    | Tracy Chapman                                    | Tracy Chapman                                    | Tracy Chapman                                    | Tracy Chapman                                    | Tracy Chapman                                    | Tracy Chapman                                    | Tracy Chapman                                    | Tracy Chapman                                    | Tracy Chapman                                    | Tracy Chapman                                    | Tracy Chapman                                    | Tracy Chapman                                    | Tracy Chapman                                    | Tracy Chapman                                    | Tracy Chapman                                    | Tracy Chapman                                    | Tracy Chapman                                    | Tracy Chapman                                    | Tracy Chapman                                    | Tracy Chapman                                    | Tracy Chapman                                    | Tracy Chapman                                    | Tracy Chapman                                    | Tracy Chapman                                    | Tracy Chapman                                    | Tracy Chapman                                    | Tracy Chapman                                    | Tracy Chapman                                    | Tracy Chapman                                    | Tracy Chapman                                    | Tracy Chapman                                    | Tracy Chapman                                    | Tracy Chapman                                    | Tracy Chapman                                    | Tracy Chapman                                    | Tracy Chapman                                    | Tracy Chapman                                    | Tracy Chapman                                    | Tracy Chapman                                    | Tracy Chapman                                    | Tracy Chapman                                    | Tracy Chapman                                    | Tracy Chapman                                    | Tracy Chapman                                    | Tracy Chapman                                    | Tracy Chapman                                    | Tracy Chapman                                    | Tracy Chapman                                    | Tracy Chapman                                    | Tracy Chapman                                    | Tracy Chapman                                    | Tracy Chapman                                    | Tracy Chapman                                    | Tracy Chapman                                    | Tracy Chapman                                    | Tracy Chapman                                    | Tracy Chapman                                    | Tracy Chapman                                    | Tracy Chapman                                    | Tracy Chapman                                    | Tracy Chapman                                    | Tracy Chapman                                    | Tracy Chapman                                    | 6       | 6       | 6       | 6       | 6       | 6       | 6       | 6       | 6       | 6       | 6       | 6       | 6       | 6       | 6       | 6       | 6       | 6       | 6       | 6       | 6       | 6       | 6       | 6       | 6       | 6       | 6       | 6       | 6       | 6       | 6       | 6       | 6       | 6       | 6       | 6       | 6       | 6       | 6       | 6       | 6       | 6       | 6       | 6       | 6       | 6       | 6       | 6       | 6       | 6       | 6       | 6       | 6       | 6       | 6       | 6       | 6       | 6       | 6       | 6       | 6       | 6       | 6       | 6       | 6       | 6       | 6       | 6       | 6       | 6       | 6       | 6       | 6       | 6       | 6       | 6       | 6       | 6       | 6       | 6       | 6       | 6       | 6       | 6       | 6       | 6       | 6       | 6       | 6       | 6       | 6       | 6       | 6       | 6       | 6       | 6       | 6       | 6       | 6       | 6       | Továbbjutott                              | Továbbjutott                              | Továbbjutott                              | Továbbjutott                              | Továbbjutott                              | Továbbjutott                              | Továbbjutott                              | Továbbjutott                              | Továbbjutott                              | Továbbjutott                              | Továbbjutott                              | Továbbjutott                              | Továbbjutott                              | Továbbjutott                              | Továbbjutott                              | Továbbjutott                              | Továbbjutott                              | Továbbjutott                              | Továbbjutott                              | Továbbjutott                              | Továbbjutott                              | Továbbjutott                              | Továbbjutott                              | Továbbjutott                              | Továbbjutott                              | Továbbjutott                              | Továbbjutott                              | Továbbjutott                              | Továbbjutott                              | Továbbjutott                              | Továbbjutott                              | Továbbjutott                              | Továbbjutott                              | Továbbjutott                              | Továbbjutott                              | Továbbjutott                              | Továbbjutott                              | Továbbjutott                              | Továbbjutott                              | Továbbjutott                              | Továbbjutott                              | Továbbjutott                              | Továbbjutott                              | Továbbjutott                              | Továbbjutott                              | Továbbjutott                              | Továbbjutott                              | Továbbjutott                              | Továbbjutott                              | Továbbjutott                              | Továbbjutott                              | Továbbjutott                              | Továbbjutott                              | Továbbjutott                              | Továbbjutott                              | Továbbjutott                              | Továbbjutott                              | Továbbjutott                              | Továbbjutott                              | Továbbjutott                              | Továbbjutott                              | Továbbjutott                              | Továbbjutott                              | Továbbjutott                              | Továbbjutott                              | Továbbjutott                              | Továbbjutott                              | Továbbjutott                              | Továbbjutott                              | Továbbjutott                              | Továbbjutott                              | Továbbjutott                              | Továbbjutott                              | Továbbjutott                              | Továbbjutott                              | Továbbjutott                              | Továbbjutott                              | Továbbjutott                              | Továbbjutott                              | Továbbjutott                              | Továbbjutott                              | Továbbjutott                              | Továbbjutott                              | Továbbjutott                              | Továbbjutott                              | Továbbjutott                              | Továbbjutott                              | Továbbjutott                              | Továbbjutott                              | Továbbjutott                              | Továbbjutott                              | Továbbjutott                              | Továbbjutott                              | Továbbjutott                              | Továbbjutott                              | Továbbjutott                              | Továbbjutott                              | Továbbjutott                              | Továbbjutott                              | Továbbjutott                              |
| Top 20 (top 10 nőknél) | Top 20 (top 10 nőknél) | Top 20 (top 10 nőknél) | Top 20 (top 10 nőknél) | Top 20 (top 10 nőknél) | Top 20 (top 10 nőknél) | Top 20 (top 10 nőknél) | Top 20 (top 10 nőknél) | Top 20 (top 10 nőknél) | Top 20 (top 10 nőknél) | Top 20 (top 10 nőknél) | Top 20 (top 10 nőknél) | Top 20 (top 10 nőknél) | Top 20 (top 10 nőknél) | Top 20 (top 10 nőknél) | Top 20 (top 10 nőknél) | Top 20 (top 10 nőknél) | Top 20 (top 10 nőknél) | Top 20 (top 10 nőknél) | Top 20 (top 10 nőknél) | Top 20 (top 10 nőknél) | Top 20 (top 10 nőknél) | Top 20 (top 10 nőknél) | Top 20 (top 10 nőknél) | Top 20 (top 10 nőknél) | Top 20 (top 10 nőknél) | Top 20 (top 10 nőknél) | Top 20 (top 10 nőknél) | Top 20 (top 10 nőknél) | Top 20 (top 10 nőknél) | Top 20 (top 10 nőknél) | Top 20 (top 10 nőknél) | Top 20 (top 10 nőknél) | Top 20 (top 10 nőknél) | Top 20 (top 10 nőknél) | Top 20 (top 10 nőknél) | Top 20 (top 10 nőknél) | Top 20 (top 10 nőknél) | Top 20 (top 10 nőknél) | Top 20 (top 10 nőknél) | Top 20 (top 10 nőknél) | Top 20 (top 10 nőknél) | Top 20 (top 10 nőknél) | Top 20 (top 10 nőknél) | Top 20 (top 10 nőknél) | Top 20 (top 10 nőknél) | Top 20 (top 10 nőknél) | Top 20 (top 10 nőknél) | Top 20 (top 10 nőknél) | Top 20 (top 10 nőknél) | Top 20 (top 10 nőknél) | Top 20 (top 10 nőknél) | Top 20 (top 10 nőknél) | Top 20 (top 10 nőknél) | Top 20 (top 10 nőknél) | Top 20 (top 10 nőknél) | Top 20 (top 10 nőknél) | Top 20 (top 10 nőknél) | Top 20 (top 10 nőknél) | Top 20 (top 10 nőknél) | Top 20 (top 10 nőknél) | Top 20 (top 10 nőknél) | Top 20 (top 10 nőknél) | Top 20 (top 10 nőknél) | Top 20 (top 10 nőknél) | Top 20 (top 10 nőknél) | Top 20 (top 10 nőknél) | Top 20 (top 10 nőknél) | Top 20 (top 10 nőknél) | Top 20 (top 10 nőknél) | Top 20 (top 10 nőknél) | Top 20 (top 10 nőknél) | Top 20 (top 10 nőknél) | Top 20 (top 10 nőknél) | Top 20 (top 10 nőknél) | Top 20 (top 10 nőknél) | Top 20 (top 10 nőknél) | Top 20 (top 10 nőknél) | Top 20 (top 10 nőknél) | Top 20 (top 10 nőknél) | Top 20 (top 10 nőknél) | Top 20 (top 10 nőknél) | Top 20 (top 10 nőknél) | Top 20 (top 10 nőknél) | Top 20 (top 10 nőknél) | Top 20 (top 10 nőknél) | Top 20 (top 10 nőknél) | Top 20 (top 10 nőknél) | Top 20 (top 10 nőknél) | Top 20 (top 10 nőknél) | Top 20 (top 10 nőknél) | Top 20 (top 10 nőknél) | Top 20 (top 10 nőknél) | Top 20 (top 10 nőknél) | Top 20 (top 10 nőknél) | Top 20 (top 10 nőknél) | Top 20 (top 10 nőknél) | Top 20 (top 10 nőknél) | Top 20 (top 10 nőknél) | Top 20 (top 10 nőknél) | Ajánló hét                                                                      | Ajánló hét                                                                      | Ajánló hét                                                                      | Ajánló hét                                                                      | Ajánló hét                                                                      | Ajánló hét                                                                      | Ajánló hét                                                                      | Ajánló hét                                                                      | Ajánló hét                                                                      | Ajánló hét                                                                      | Ajánló hét                                                                      | Ajánló hét                                                                      | Ajánló hét                                                                      | Ajánló hét                                                                      | Ajánló hét                                                                      | Ajánló hét                                                                      | Ajánló hét                                                                      | Ajánló hét                                                                      | Ajánló hét                                                                      | Ajánló hét                                                                      | Ajánló hét                                                                      | Ajánló hét                                                                      | Ajánló hét                                                                      | Ajánló hét                                                                      | Ajánló hét                                                                      | Ajánló hét                                                                      | Ajánló hét                                                                      | Ajánló hét                                                                      | Ajánló hét                                                                      | Ajánló hét                                                                      | Ajánló hét                                                                      | Ajánló hét                                                                      | Ajánló hét                                                                      | Ajánló hét                                                                      | Ajánló hét                                                                      | Ajánló hét                                                                      | Ajánló hét                                                                      | Ajánló hét                                                                      | Ajánló hét                                                                      | Ajánló hét                                                                      | Ajánló hét                                                                      | Ajánló hét                                                                      | Ajánló hét                                                                      | Ajánló hét                                                                      | Ajánló hét                                                                      | Ajánló hét                                                                      | Ajánló hét                                                                      | Ajánló hét                                                                      | Ajánló hét                                                                      | Ajánló hét                                                                      | Ajánló hét                                                                      | Ajánló hét                                                                      | Ajánló hét                                                                      | Ajánló hét                                                                      | Ajánló hét                                                                      | Ajánló hét                                                                      | Ajánló hét                                                                      | Ajánló hét                                                                      | Ajánló hét                                                                      | Ajánló hét                                                                      | Ajánló hét                                                                      | Ajánló hét                                                                      | Ajánló hét                                                                      | Ajánló hét                                                                      | Ajánló hét                                                                      | Ajánló hét                                                                      | Ajánló hét                                                                      | Ajánló hét                                                                      | Ajánló hét                                                                      | Ajánló hét                                                                      | Ajánló hét                                                                      | Ajánló hét                                                                      | Ajánló hét                                                                      | Ajánló hét                                                                      | Ajánló hét                                                                      | Ajánló hét                                                                      | Ajánló hét                                                                      | Ajánló hét                                                                      | Ajánló hét                                                                      | Ajánló hét                                                                      | Ajánló hét                                                                      | Ajánló hét                                                                      | Ajánló hét                                                                      | Ajánló hét                                                                      | Ajánló hét                                                                      | Ajánló hét                                                                      | Ajánló hét                                                                      | Ajánló hét                                                                      | Ajánló hét                                                                      | Ajánló hét                                                                      | Ajánló hét                                                                      | Ajánló hét                                                                      | Ajánló hét                                                                      | Ajánló hét                                                                      | Ajánló hét                                                                      | Ajánló hét                                                                      | Ajánló hét                                                                      | Ajánló hét                                                                      | Ajánló hét                                                                      | Ajánló hét                                                                      | Reflection                                                          | Reflection                                                          | Reflection                                                          | Reflection                                                          | Reflection                                                          | Reflection                                                          | Reflection                                                          | Reflection                                                          | Reflection                                                          | Reflection                                                          | Reflection                                                          | Reflection                                                          | Reflection                                                          | Reflection                                                          | Reflection                                                          | Reflection                                                          | Reflection                                                          | Reflection                                                          | Reflection                                                          | Reflection                                                          | Reflection                                                          | Reflection                                                          | Reflection                                                          | Reflection                                                          | Reflection                                                          | Reflection                                                          | Reflection                                                          | Reflection                                                          | Reflection                                                          | Reflection                                                          | Reflection                                                          | Reflection                                                          | Reflection                                                          | Reflection                                                          | Reflection                                                          | Reflection                                                          | Reflection                                                          | Reflection                                                          | Reflection                                                          | Reflection                                                          | Reflection                                                          | Reflection                                                          | Reflection                                                          | Reflection                                                          | Reflection                                                          | Reflection                                                          | Reflection                                                          | Reflection                                                          | Reflection                                                          | Reflection                                                          | Reflection                                                          | Reflection                                                          | Reflection                                                          | Reflection                                                          | Reflection                                                          | Reflection                                                          | Reflection                                                          | Reflection                                                          | Reflection                                                          | Reflection                                                          | Reflection                                                          | Reflection                                                          | Reflection                                                          | Reflection                                                          | Reflection                                                          | Reflection                                                          | Reflection                                                          | Reflection                                                          | Reflection                                                          | Reflection                                                          | Reflection                                                          | Reflection                                                          | Reflection                                                          | Reflection                                                          | Reflection                                                          | Reflection                                                          | Reflection                                                          | Reflection                                                          | Reflection                                                          | Reflection                                                          | Reflection                                                          | Reflection                                                          | Reflection                                                          | Reflection                                                          | Reflection                                                          | Reflection                                                          | Reflection                                                          | Reflection                                                          | Reflection                                                          | Reflection                                                          | Reflection                                                          | Reflection                                                          | Reflection                                                          | Reflection                                                          | Reflection                                                          | Reflection                                                          | Reflection                                                          | Reflection                                                          | Reflection                                                          | Reflection                                                          | Christina Aguilera                               | Christina Aguilera                               | Christina Aguilera                               | Christina Aguilera                               | Christina Aguilera                               | Christina Aguilera                               | Christina Aguilera                               | Christina Aguilera                               | Christina Aguilera                               | Christina Aguilera                               | Christina Aguilera                               | Christina Aguilera                               | Christina Aguilera                               | Christina Aguilera                               | Christina Aguilera                               | Christina Aguilera                               | Christina Aguilera                               | Christina Aguilera                               | Christina Aguilera                               | Christina Aguilera                               | Christina Aguilera                               | Christina Aguilera                               | Christina Aguilera                               | Christina Aguilera                               | Christina Aguilera                               | Christina Aguilera                               | Christina Aguilera                               | Christina Aguilera                               | Christina Aguilera                               | Christina Aguilera                               | Christina Aguilera                               | Christina Aguilera                               | Christina Aguilera                               | Christina Aguilera                               | Christina Aguilera                               | Christina Aguilera                               | Christina Aguilera                               | Christina Aguilera                               | Christina Aguilera                               | Christina Aguilera                               | Christina Aguilera                               | Christina Aguilera                               | Christina Aguilera                               | Christina Aguilera                               | Christina Aguilera                               | Christina Aguilera                               | Christina Aguilera                               | Christina Aguilera                               | Christina Aguilera                               | Christina Aguilera                               | Christina Aguilera                               | Christina Aguilera                               | Christina Aguilera                               | Christina Aguilera                               | Christina Aguilera                               | Christina Aguilera                               | Christina Aguilera                               | Christina Aguilera                               | Christina Aguilera                               | Christina Aguilera                               | Christina Aguilera                               | Christina Aguilera                               | Christina Aguilera                               | Christina Aguilera                               | Christina Aguilera                               | Christina Aguilera                               | Christina Aguilera                               | Christina Aguilera                               | Christina Aguilera                               | Christina Aguilera                               | Christina Aguilera                               | Christina Aguilera                               | Christina Aguilera                               | Christina Aguilera                               | Christina Aguilera                               | Christina Aguilera                               | Christina Aguilera                               | Christina Aguilera                               | Christina Aguilera                               | Christina Aguilera                               | Christina Aguilera                               | Christina Aguilera                               | Christina Aguilera                               | Christina Aguilera                               | Christina Aguilera                               | Christina Aguilera                               | Christina Aguilera                               | Christina Aguilera                               | Christina Aguilera                               | Christina Aguilera                               | Christina Aguilera                               | Christina Aguilera                               | Christina Aguilera                               | Christina Aguilera                               | Christina Aguilera                               | Christina Aguilera                               | Christina Aguilera                               | Christina Aguilera                               | Christina Aguilera                               | Christina Aguilera                               | 6       | 6       | 6       | 6       | 6       | 6       | 6       | 6       | 6       | 6       | 6       | 6       | 6       | 6       | 6       | 6       | 6       | 6       | 6       | 6       | 6       | 6       | 6       | 6       | 6       | 6       | 6       | 6       | 6       | 6       | 6       | 6       | 6       | 6       | 6       | 6       | 6       | 6       | 6       | 6       | 6       | 6       | 6       | 6       | 6       | 6       | 6       | 6       | 6       | 6       | 6       | 6       | 6       | 6       | 6       | 6       | 6       | 6       | 6       | 6       | 6       | 6       | 6       | 6       | 6       | 6       | 6       | 6       | 6       | 6       | 6       | 6       | 6       | 6       | 6       | 6       | 6       | 6       | 6       | 6       | 6       | 6       | 6       | 6       | 6       | 6       | 6       | 6       | 6       | 6       | 6       | 6       | 6       | 6       | 6       | 6       | 6       | 6       | 6       | 6       | Továbbjutott                              | Továbbjutott                              | Továbbjutott                              | Továbbjutott                              | Továbbjutott                              | Továbbjutott                              | Továbbjutott                              | Továbbjutott                              | Továbbjutott                              | Továbbjutott                              | Továbbjutott                              | Továbbjutott                              | Továbbjutott                              | Továbbjutott                              | Továbbjutott                              | Továbbjutott                              | Továbbjutott                              | Továbbjutott                              | Továbbjutott                              | Továbbjutott                              | Továbbjutott                              | Továbbjutott                              | Továbbjutott                              | Továbbjutott                              | Továbbjutott                              | Továbbjutott                              | Továbbjutott                              | Továbbjutott                              | Továbbjutott                              | Továbbjutott                              | Továbbjutott                              | Továbbjutott                              | Továbbjutott                              | Továbbjutott                              | Továbbjutott                              | Továbbjutott                              | Továbbjutott                              | Továbbjutott                              | Továbbjutott                              | Továbbjutott                              | Továbbjutott                              | Továbbjutott                              | Továbbjutott                              | Továbbjutott                              | Továbbjutott                              | Továbbjutott                              | Továbbjutott                              | Továbbjutott                              | Továbbjutott                              | Továbbjutott                              | Továbbjutott                              | Továbbjutott                              | Továbbjutott                              | Továbbjutott                              | Továbbjutott                              | Továbbjutott                              | Továbbjutott                              | Továbbjutott                              | Továbbjutott                              | Továbbjutott                              | Továbbjutott                              | Továbbjutott                              | Továbbjutott                              | Továbbjutott                              | Továbbjutott                              | Továbbjutott                              | Továbbjutott                              | Továbbjutott                              | Továbbjutott                              | Továbbjutott                              | Továbbjutott                              | Továbbjutott                              | Továbbjutott                              | Továbbjutott                              | Továbbjutott                              | Továbbjutott                              | Továbbjutott                              | Továbbjutott                              | Továbbjutott                              | Továbbjutott                              | Továbbjutott                              | Továbbjutott                              | Továbbjutott                              | Továbbjutott                              | Továbbjutott                              | Továbbjutott                              | Továbbjutott                              | Továbbjutott                              | Továbbjutott                              | Továbbjutott                              | Továbbjutott                              | Továbbjutott                              | Továbbjutott                              | Továbbjutott                              | Továbbjutott                              | Továbbjutott                              | Továbbjutott                              | Továbbjutott                              | Továbbjutott                              | Továbbjutott                              |
| Top 16 (top 8 nőknél)  | Top 16 (top 8 nőknél)  | Top 16 (top 8 nőknél)  | Top 16 (top 8 nőknél)  | Top 16 (top 8 nőknél)  | Top 16 (top 8 nőknél)  | Top 16 (top 8 nőknél)  | Top 16 (top 8 nőknél)  | Top 16 (top 8 nőknél)  | Top 16 (top 8 nőknél)  | Top 16 (top 8 nőknél)  | Top 16 (top 8 nőknél)  | Top 16 (top 8 nőknél)  | Top 16 (top 8 nőknél)  | Top 16 (top 8 nőknél)  | Top 16 (top 8 nőknél)  | Top 16 (top 8 nőknél)  | Top 16 (top 8 nőknél)  | Top 16 (top 8 nőknél)  | Top 16 (top 8 nőknél)  | Top 16 (top 8 nőknél)  | Top 16 (top 8 nőknél)  | Top 16 (top 8 nőknél)  | Top 16 (top 8 nőknél)  | Top 16 (top 8 nőknél)  | Top 16 (top 8 nőknél)  | Top 16 (top 8 nőknél)  | Top 16 (top 8 nőknél)  | Top 16 (top 8 nőknél)  | Top 16 (top 8 nőknél)  | Top 16 (top 8 nőknél)  | Top 16 (top 8 nőknél)  | Top 16 (top 8 nőknél)  | Top 16 (top 8 nőknél)  | Top 16 (top 8 nőknél)  | Top 16 (top 8 nőknél)  | Top 16 (top 8 nőknél)  | Top 16 (top 8 nőknél)  | Top 16 (top 8 nőknél)  | Top 16 (top 8 nőknél)  | Top 16 (top 8 nőknél)  | Top 16 (top 8 nőknél)  | Top 16 (top 8 nőknél)  | Top 16 (top 8 nőknél)  | Top 16 (top 8 nőknél)  | Top 16 (top 8 nőknél)  | Top 16 (top 8 nőknél)  | Top 16 (top 8 nőknél)  | Top 16 (top 8 nőknél)  | Top 16 (top 8 nőknél)  | Top 16 (top 8 nőknél)  | Top 16 (top 8 nőknél)  | Top 16 (top 8 nőknél)  | Top 16 (top 8 nőknél)  | Top 16 (top 8 nőknél)  | Top 16 (top 8 nőknél)  | Top 16 (top 8 nőknél)  | Top 16 (top 8 nőknél)  | Top 16 (top 8 nőknél)  | Top 16 (top 8 nőknél)  | Top 16 (top 8 nőknél)  | Top 16 (top 8 nőknél)  | Top 16 (top 8 nőknél)  | Top 16 (top 8 nőknél)  | Top 16 (top 8 nőknél)  | Top 16 (top 8 nőknél)  | Top 16 (top 8 nőknél)  | Top 16 (top 8 nőknél)  | Top 16 (top 8 nőknél)  | Top 16 (top 8 nőknél)  | Top 16 (top 8 nőknél)  | Top 16 (top 8 nőknél)  | Top 16 (top 8 nőknél)  | Top 16 (top 8 nőknél)  | Top 16 (top 8 nőknél)  | Top 16 (top 8 nőknél)  | Top 16 (top 8 nőknél)  | Top 16 (top 8 nőknél)  | Top 16 (top 8 nőknél)  | Top 16 (top 8 nőknél)  | Top 16 (top 8 nőknél)  | Top 16 (top 8 nőknél)  | Top 16 (top 8 nőknél)  | Top 16 (top 8 nőknél)  | Top 16 (top 8 nőknél)  | Top 16 (top 8 nőknél)  | Top 16 (top 8 nőknél)  | Top 16 (top 8 nőknél)  | Top 16 (top 8 nőknél)  | Top 16 (top 8 nőknél)  | Top 16 (top 8 nőknél)  | Top 16 (top 8 nőknél)  | Top 16 (top 8 nőknél)  | Top 16 (top 8 nőknél)  | Top 16 (top 8 nőknél)  | Top 16 (top 8 nőknél)  | Top 16 (top 8 nőknél)  | Top 16 (top 8 nőknél)  | Top 16 (top 8 nőknél)  | Top 16 (top 8 nőknél)  | -                                                                               | -                                                                               | -                                                                               | -                                                                               | -                                                                               | -                                                                               | -                                                                               | -                                                                               | -                                                                               | -                                                                               | -                                                                               | -                                                                               | -                                                                               | -                                                                               | -                                                                               | -                                                                               | -                                                                               | -                                                                               | -                                                                               | -                                                                               | -                                                                               | -                                                                               | -                                                                               | -                                                                               | -                                                                               | -                                                                               | -                                                                               | -                                                                               | -                                                                               | -                                                                               | -                                                                               | -                                                                               | -                                                                               | -                                                                               | -                                                                               | -                                                                               | -                                                                               | -                                                                               | -                                                                               | -                                                                               | -                                                                               | -                                                                               | -                                                                               | -                                                                               | -                                                                               | -                                                                               | -                                                                               | -                                                                               | -                                                                               | -                                                                               | -                                                                               | -                                                                               | -                                                                               | -                                                                               | -                                                                               | -                                                                               | -                                                                               | -                                                                               | -                                                                               | -                                                                               | -                                                                               | -                                                                               | -                                                                               | -                                                                               | -                                                                               | -                                                                               | -                                                                               | -                                                                               | -                                                                               | -                                                                               | -                                                                               | -                                                                               | -                                                                               | -                                                                               | -                                                                               | -                                                                               | -                                                                               | -                                                                               | -                                                                               | -                                                                               | -                                                                               | -                                                                               | -                                                                               | -                                                                               | -                                                                               | -                                                                               | -                                                                               | -                                                                               | -                                                                               | -                                                                               | -                                                                               | -                                                                               | -                                                                               | -                                                                               | -                                                                               | -                                                                               | -                                                                               | -                                                                               | -                                                                               | -                                                                               | Heartbreaker                                                        | Heartbreaker                                                        | Heartbreaker                                                        | Heartbreaker                                                        | Heartbreaker                                                        | Heartbreaker                                                        | Heartbreaker                                                        | Heartbreaker                                                        | Heartbreaker                                                        | Heartbreaker                                                        | Heartbreaker                                                        | Heartbreaker                                                        | Heartbreaker                                                        | Heartbreaker                                                        | Heartbreaker                                                        | Heartbreaker                                                        | Heartbreaker                                                        | Heartbreaker                                                        | Heartbreaker                                                        | Heartbreaker                                                        | Heartbreaker                                                        | Heartbreaker                                                        | Heartbreaker                                                        | Heartbreaker                                                        | Heartbreaker                                                        | Heartbreaker                                                        | Heartbreaker                                                        | Heartbreaker                                                        | Heartbreaker                                                        | Heartbreaker                                                        | Heartbreaker                                                        | Heartbreaker                                                        | Heartbreaker                                                        | Heartbreaker                                                        | Heartbreaker                                                        | Heartbreaker                                                        | Heartbreaker                                                        | Heartbreaker                                                        | Heartbreaker                                                        | Heartbreaker                                                        | Heartbreaker                                                        | Heartbreaker                                                        | Heartbreaker                                                        | Heartbreaker                                                        | Heartbreaker                                                        | Heartbreaker                                                        | Heartbreaker                                                        | Heartbreaker                                                        | Heartbreaker                                                        | Heartbreaker                                                        | Heartbreaker                                                        | Heartbreaker                                                        | Heartbreaker                                                        | Heartbreaker                                                        | Heartbreaker                                                        | Heartbreaker                                                        | Heartbreaker                                                        | Heartbreaker                                                        | Heartbreaker                                                        | Heartbreaker                                                        | Heartbreaker                                                        | Heartbreaker                                                        | Heartbreaker                                                        | Heartbreaker                                                        | Heartbreaker                                                        | Heartbreaker                                                        | Heartbreaker                                                        | Heartbreaker                                                        | Heartbreaker                                                        | Heartbreaker                                                        | Heartbreaker                                                        | Heartbreaker                                                        | Heartbreaker                                                        | Heartbreaker                                                        | Heartbreaker                                                        | Heartbreaker                                                        | Heartbreaker                                                        | Heartbreaker                                                        | Heartbreaker                                                        | Heartbreaker                                                        | Heartbreaker                                                        | Heartbreaker                                                        | Heartbreaker                                                        | Heartbreaker                                                        | Heartbreaker                                                        | Heartbreaker                                                        | Heartbreaker                                                        | Heartbreaker                                                        | Heartbreaker                                                        | Heartbreaker                                                        | Heartbreaker                                                        | Heartbreaker                                                        | Heartbreaker                                                        | Heartbreaker                                                        | Heartbreaker                                                        | Heartbreaker                                                        | Heartbreaker                                                        | Heartbreaker                                                        | Heartbreaker                                                        | Heartbreaker                                                        | Pat Benatar                                      | Pat Benatar                                      | Pat Benatar                                      | Pat Benatar                                      | Pat Benatar                                      | Pat Benatar                                      | Pat Benatar                                      | Pat Benatar                                      | Pat Benatar                                      | Pat Benatar                                      | Pat Benatar                                      | Pat Benatar                                      | Pat Benatar                                      | Pat Benatar                                      | Pat Benatar                                      | Pat Benatar                                      | Pat Benatar                                      | Pat Benatar                                      | Pat Benatar                                      | Pat Benatar                                      | Pat Benatar                                      | Pat Benatar                                      | Pat Benatar                                      | Pat Benatar                                      | Pat Benatar                                      | Pat Benatar                                      | Pat Benatar                                      | Pat Benatar                                      | Pat Benatar                                      | Pat Benatar                                      | Pat Benatar                                      | Pat Benatar                                      | Pat Benatar                                      | Pat Benatar                                      | Pat Benatar                                      | Pat Benatar                                      | Pat Benatar                                      | Pat Benatar                                      | Pat Benatar                                      | Pat Benatar                                      | Pat Benatar                                      | Pat Benatar                                      | Pat Benatar                                      | Pat Benatar                                      | Pat Benatar                                      | Pat Benatar                                      | Pat Benatar                                      | Pat Benatar                                      | Pat Benatar                                      | Pat Benatar                                      | Pat Benatar                                      | Pat Benatar                                      | Pat Benatar                                      | Pat Benatar                                      | Pat Benatar                                      | Pat Benatar                                      | Pat Benatar                                      | Pat Benatar                                      | Pat Benatar                                      | Pat Benatar                                      | Pat Benatar                                      | Pat Benatar                                      | Pat Benatar                                      | Pat Benatar                                      | Pat Benatar                                      | Pat Benatar                                      | Pat Benatar                                      | Pat Benatar                                      | Pat Benatar                                      | Pat Benatar                                      | Pat Benatar                                      | Pat Benatar                                      | Pat Benatar                                      | Pat Benatar                                      | Pat Benatar                                      | Pat Benatar                                      | Pat Benatar                                      | Pat Benatar                                      | Pat Benatar                                      | Pat Benatar                                      | Pat Benatar                                      | Pat Benatar                                      | Pat Benatar                                      | Pat Benatar                                      | Pat Benatar                                      | Pat Benatar                                      | Pat Benatar                                      | Pat Benatar                                      | Pat Benatar                                      | Pat Benatar                                      | Pat Benatar                                      | Pat Benatar                                      | Pat Benatar                                      | Pat Benatar                                      | Pat Benatar                                      | Pat Benatar                                      | Pat Benatar                                      | Pat Benatar                                      | Pat Benatar                                      | Pat Benatar                                      | 1       | 1       | 1       | 1       | 1       | 1       | 1       | 1       | 1       | 1       | 1       | 1       | 1       | 1       | 1       | 1       | 1       | 1       | 1       | 1       | 1       | 1       | 1       | 1       | 1       | 1       | 1       | 1       | 1       | 1       | 1       | 1       | 1       | 1       | 1       | 1       | 1       | 1       | 1       | 1       | 1       | 1       | 1       | 1       | 1       | 1       | 1       | 1       | 1       | 1       | 1       | 1       | 1       | 1       | 1       | 1       | 1       | 1       | 1       | 1       | 1       | 1       | 1       | 1       | 1       | 1       | 1       | 1       | 1       | 1       | 1       | 1       | 1       | 1       | 1       | 1       | 1       | 1       | 1       | 1       | 1       | 1       | 1       | 1       | 1       | 1       | 1       | 1       | 1       | 1       | 1       | 1       | 1       | 1       | 1       | 1       | 1       | 1       | 1       | 1       | Továbbjutott                              | Továbbjutott                              | Továbbjutott                              | Továbbjutott                              | Továbbjutott                              | Továbbjutott                              | Továbbjutott                              | Továbbjutott                              | Továbbjutott                              | Továbbjutott                              | Továbbjutott                              | Továbbjutott                              | Továbbjutott                              | Továbbjutott                              | Továbbjutott                              | Továbbjutott                              | Továbbjutott                              | Továbbjutott                              | Továbbjutott                              | Továbbjutott                              | Továbbjutott                              | Továbbjutott                              | Továbbjutott                              | Továbbjutott                              | Továbbjutott                              | Továbbjutott                              | Továbbjutott                              | Továbbjutott                              | Továbbjutott                              | Továbbjutott                              | Továbbjutott                              | Továbbjutott                              | Továbbjutott                              | Továbbjutott                              | Továbbjutott                              | Továbbjutott                              | Továbbjutott                              | Továbbjutott                              | Továbbjutott                              | Továbbjutott                              | Továbbjutott                              | Továbbjutott                              | Továbbjutott                              | Továbbjutott                              | Továbbjutott                              | Továbbjutott                              | Továbbjutott                              | Továbbjutott                              | Továbbjutott                              | Továbbjutott                              | Továbbjutott                              | Továbbjutott                              | Továbbjutott                              | Továbbjutott                              | Továbbjutott                              | Továbbjutott                              | Továbbjutott                              | Továbbjutott                              | Továbbjutott                              | Továbbjutott                              | Továbbjutott                              | Továbbjutott                              | Továbbjutott                              | Továbbjutott                              | Továbbjutott                              | Továbbjutott                              | Továbbjutott                              | Továbbjutott                              | Továbbjutott                              | Továbbjutott                              | Továbbjutott                              | Továbbjutott                              | Továbbjutott                              | Továbbjutott                              | Továbbjutott                              | Továbbjutott                              | Továbbjutott                              | Továbbjutott                              | Továbbjutott                              | Továbbjutott                              | Továbbjutott                              | Továbbjutott                              | Továbbjutott                              | Továbbjutott                              | Továbbjutott                              | Továbbjutott                              | Továbbjutott                              | Továbbjutott                              | Továbbjutott                              | Továbbjutott                              | Továbbjutott                              | Továbbjutott                              | Továbbjutott                              | Továbbjutott                              | Továbbjutott                              | Továbbjutott                              | Továbbjutott                              | Továbbjutott                              | Továbbjutott                              | Továbbjutott                              |
| Top 12                 | Top 12                 | Top 12                 | Top 12                 | Top 12                 | Top 12                 | Top 12                 | Top 12                 | Top 12                 | Top 12                 | Top 12                 | Top 12                 | Top 12                 | Top 12                 | Top 12                 | Top 12                 | Top 12                 | Top 12                 | Top 12                 | Top 12                 | Top 12                 | Top 12                 | Top 12                 | Top 12                 | Top 12                 | Top 12                 | Top 12                 | Top 12                 | Top 12                 | Top 12                 | Top 12                 | Top 12                 | Top 12                 | Top 12                 | Top 12                 | Top 12                 | Top 12                 | Top 12                 | Top 12                 | Top 12                 | Top 12                 | Top 12                 | Top 12                 | Top 12                 | Top 12                 | Top 12                 | Top 12                 | Top 12                 | Top 12                 | Top 12                 | Top 12                 | Top 12                 | Top 12                 | Top 12                 | Top 12                 | Top 12                 | Top 12                 | Top 12                 | Top 12                 | Top 12                 | Top 12                 | Top 12                 | Top 12                 | Top 12                 | Top 12                 | Top 12                 | Top 12                 | Top 12                 | Top 12                 | Top 12                 | Top 12                 | Top 12                 | Top 12                 | Top 12                 | Top 12                 | Top 12                 | Top 12                 | Top 12                 | Top 12                 | Top 12                 | Top 12                 | Top 12                 | Top 12                 | Top 12                 | Top 12                 | Top 12                 | Top 12                 | Top 12                 | Top 12                 | Top 12                 | Top 12                 | Top 12                 | Top 12                 | Top 12                 | Top 12                 | Top 12                 | Top 12                 | Top 12                 | Top 12                 | Top 12                 | Diana Ross                                                                      | Diana Ross                                                                      | Diana Ross                                                                      | Diana Ross                                                                      | Diana Ross                                                                      | Diana Ross                                                                      | Diana Ross                                                                      | Diana Ross                                                                      | Diana Ross                                                                      | Diana Ross                                                                      | Diana Ross                                                                      | Diana Ross                                                                      | Diana Ross                                                                      | Diana Ross                                                                      | Diana Ross                                                                      | Diana Ross                                                                      | Diana Ross                                                                      | Diana Ross                                                                      | Diana Ross                                                                      | Diana Ross                                                                      | Diana Ross                                                                      | Diana Ross                                                                      | Diana Ross                                                                      | Diana Ross                                                                      | Diana Ross                                                                      | Diana Ross                                                                      | Diana Ross                                                                      | Diana Ross                                                                      | Diana Ross                                                                      | Diana Ross                                                                      | Diana Ross                                                                      | Diana Ross                                                                      | Diana Ross                                                                      | Diana Ross                                                                      | Diana Ross                                                                      | Diana Ross                                                                      | Diana Ross                                                                      | Diana Ross                                                                      | Diana Ross                                                                      | Diana Ross                                                                      | Diana Ross                                                                      | Diana Ross                                                                      | Diana Ross                                                                      | Diana Ross                                                                      | Diana Ross                                                                      | Diana Ross                                                                      | Diana Ross                                                                      | Diana Ross                                                                      | Diana Ross                                                                      | Diana Ross                                                                      | Diana Ross                                                                      | Diana Ross                                                                      | Diana Ross                                                                      | Diana Ross                                                                      | Diana Ross                                                                      | Diana Ross                                                                      | Diana Ross                                                                      | Diana Ross                                                                      | Diana Ross                                                                      | Diana Ross                                                                      | Diana Ross                                                                      | Diana Ross                                                                      | Diana Ross                                                                      | Diana Ross                                                                      | Diana Ross                                                                      | Diana Ross                                                                      | Diana Ross                                                                      | Diana Ross                                                                      | Diana Ross                                                                      | Diana Ross                                                                      | Diana Ross                                                                      | Diana Ross                                                                      | Diana Ross                                                                      | Diana Ross                                                                      | Diana Ross                                                                      | Diana Ross                                                                      | Diana Ross                                                                      | Diana Ross                                                                      | Diana Ross                                                                      | Diana Ross                                                                      | Diana Ross                                                                      | Diana Ross                                                                      | Diana Ross                                                                      | Diana Ross                                                                      | Diana Ross                                                                      | Diana Ross                                                                      | Diana Ross                                                                      | Diana Ross                                                                      | Diana Ross                                                                      | Diana Ross                                                                      | Diana Ross                                                                      | Diana Ross                                                                      | Diana Ross                                                                      | Diana Ross                                                                      | Diana Ross                                                                      | Diana Ross                                                                      | Diana Ross                                                                      | Diana Ross                                                                      | Diana Ross                                                                      | Diana Ross                                                                      | If We Hold On Together                                              | If We Hold On Together                                              | If We Hold On Together                                              | If We Hold On Together                                              | If We Hold On Together                                              | If We Hold On Together                                              | If We Hold On Together                                              | If We Hold On Together                                              | If We Hold On Together                                              | If We Hold On Together                                              | If We Hold On Together                                              | If We Hold On Together                                              | If We Hold On Together                                              | If We Hold On Together                                              | If We Hold On Together                                              | If We Hold On Together                                              | If We Hold On Together                                              | If We Hold On Together                                              | If We Hold On Together                                              | If We Hold On Together                                              | If We Hold On Together                                              | If We Hold On Together                                              | If We Hold On Together                                              | If We Hold On Together                                              | If We Hold On Together                                              | If We Hold On Together                                              | If We Hold On Together                                              | If We Hold On Together                                              | If We Hold On Together                                              | If We Hold On Together                                              | If We Hold On Together                                              | If We Hold On Together                                              | If We Hold On Together                                              | If We Hold On Together                                              | If We Hold On Together                                              | If We Hold On Together                                              | If We Hold On Together                                              | If We Hold On Together                                              | If We Hold On Together                                              | If We Hold On Together                                              | If We Hold On Together                                              | If We Hold On Together                                              | If We Hold On Together                                              | If We Hold On Together                                              | If We Hold On Together                                              | If We Hold On Together                                              | If We Hold On Together                                              | If We Hold On Together                                              | If We Hold On Together                                              | If We Hold On Together                                              | If We Hold On Together                                              | If We Hold On Together                                              | If We Hold On Together                                              | If We Hold On Together                                              | If We Hold On Together                                              | If We Hold On Together                                              | If We Hold On Together                                              | If We Hold On Together                                              | If We Hold On Together                                              | If We Hold On Together                                              | If We Hold On Together                                              | If We Hold On Together                                              | If We Hold On Together                                              | If We Hold On Together                                              | If We Hold On Together                                              | If We Hold On Together                                              | If We Hold On Together                                              | If We Hold On Together                                              | If We Hold On Together                                              | If We Hold On Together                                              | If We Hold On Together                                              | If We Hold On Together                                              | If We Hold On Together                                              | If We Hold On Together                                              | If We Hold On Together                                              | If We Hold On Together                                              | If We Hold On Together                                              | If We Hold On Together                                              | If We Hold On Together                                              | If We Hold On Together                                              | If We Hold On Together                                              | If We Hold On Together                                              | If We Hold On Together                                              | If We Hold On Together                                              | If We Hold On Together                                              | If We Hold On Together                                              | If We Hold On Together                                              | If We Hold On Together                                              | If We Hold On Together                                              | If We Hold On Together                                              | If We Hold On Together                                              | If We Hold On Together                                              | If We Hold On Together                                              | If We Hold On Together                                              | If We Hold On Together                                              | If We Hold On Together                                              | If We Hold On Together                                              | If We Hold On Together                                              | If We Hold On Together                                              | If We Hold On Together                                              | Diana Ross                                       | Diana Ross                                       | Diana Ross                                       | Diana Ross                                       | Diana Ross                                       | Diana Ross                                       | Diana Ross                                       | Diana Ross                                       | Diana Ross                                       | Diana Ross                                       | Diana Ross                                       | Diana Ross                                       | Diana Ross                                       | Diana Ross                                       | Diana Ross                                       | Diana Ross                                       | Diana Ross                                       | Diana Ross                                       | Diana Ross                                       | Diana Ross                                       | Diana Ross                                       | Diana Ross                                       | Diana Ross                                       | Diana Ross                                       | Diana Ross                                       | Diana Ross                                       | Diana Ross                                       | Diana Ross                                       | Diana Ross                                       | Diana Ross                                       | Diana Ross                                       | Diana Ross                                       | Diana Ross                                       | Diana Ross                                       | Diana Ross                                       | Diana Ross                                       | Diana Ross                                       | Diana Ross                                       | Diana Ross                                       | Diana Ross                                       | Diana Ross                                       | Diana Ross                                       | Diana Ross                                       | Diana Ross                                       | Diana Ross                                       | Diana Ross                                       | Diana Ross                                       | Diana Ross                                       | Diana Ross                                       | Diana Ross                                       | Diana Ross                                       | Diana Ross                                       | Diana Ross                                       | Diana Ross                                       | Diana Ross                                       | Diana Ross                                       | Diana Ross                                       | Diana Ross                                       | Diana Ross                                       | Diana Ross                                       | Diana Ross                                       | Diana Ross                                       | Diana Ross                                       | Diana Ross                                       | Diana Ross                                       | Diana Ross                                       | Diana Ross                                       | Diana Ross                                       | Diana Ross                                       | Diana Ross                                       | Diana Ross                                       | Diana Ross                                       | Diana Ross                                       | Diana Ross                                       | Diana Ross                                       | Diana Ross                                       | Diana Ross                                       | Diana Ross                                       | Diana Ross                                       | Diana Ross                                       | Diana Ross                                       | Diana Ross                                       | Diana Ross                                       | Diana Ross                                       | Diana Ross                                       | Diana Ross                                       | Diana Ross                                       | Diana Ross                                       | Diana Ross                                       | Diana Ross                                       | Diana Ross                                       | Diana Ross                                       | Diana Ross                                       | Diana Ross                                       | Diana Ross                                       | Diana Ross                                       | Diana Ross                                       | Diana Ross                                       | Diana Ross                                       | Diana Ross                                       | 12      | 12      | 12      | 12      | 12      | 12      | 12      | 12      | 12      | 12      | 12      | 12      | 12      | 12      | 12      | 12      | 12      | 12      | 12      | 12      | 12      | 12      | 12      | 12      | 12      | 12      | 12      | 12      | 12      | 12      | 12      | 12      | 12      | 12      | 12      | 12      | 12      | 12      | 12      | 12      | 12      | 12      | 12      | 12      | 12      | 12      | 12      | 12      | 12      | 12      | 12      | 12      | 12      | 12      | 12      | 12      | 12      | 12      | 12      | 12      | 12      | 12      | 12      | 12      | 12      | 12      | 12      | 12      | 12      | 12      | 12      | 12      | 12      | 12      | 12      | 12      | 12      | 12      | 12      | 12      | 12      | 12      | 12      | 12      | 12      | 12      | 12      | 12      | 12      | 12      | 12      | 12      | 12      | 12      | 12      | 12      | 12      | 12      | 12      | 12      | Továbbjutott                              | Továbbjutott                              | Továbbjutott                              | Továbbjutott                              | Továbbjutott                              | Továbbjutott                              | Továbbjutott                              | Továbbjutott                              | Továbbjutott                              | Továbbjutott                              | Továbbjutott                              | Továbbjutott                              | Továbbjutott                              | Továbbjutott                              | Továbbjutott                              | Továbbjutott                              | Továbbjutott                              | Továbbjutott                              | Továbbjutott                              | Továbbjutott                              | Továbbjutott                              | Továbbjutott                              | Továbbjutott                              | Továbbjutott                              | Továbbjutott                              | Továbbjutott                              | Továbbjutott                              | Továbbjutott                              | Továbbjutott                              | Továbbjutott                              | Továbbjutott                              | Továbbjutott                              | Továbbjutott                              | Továbbjutott                              | Továbbjutott                              | Továbbjutott                              | Továbbjutott                              | Továbbjutott                              | Továbbjutott                              | Továbbjutott                              | Továbbjutott                              | Továbbjutott                              | Továbbjutott                              | Továbbjutott                              | Továbbjutott                              | Továbbjutott                              | Továbbjutott                              | Továbbjutott                              | Továbbjutott                              | Továbbjutott                              | Továbbjutott                              | Továbbjutott                              | Továbbjutott                              | Továbbjutott                              | Továbbjutott                              | Továbbjutott                              | Továbbjutott                              | Továbbjutott                              | Továbbjutott                              | Továbbjutott                              | Továbbjutott                              | Továbbjutott                              | Továbbjutott                              | Továbbjutott                              | Továbbjutott                              | Továbbjutott                              | Továbbjutott                              | Továbbjutott                              | Továbbjutott                              | Továbbjutott                              | Továbbjutott                              | Továbbjutott                              | Továbbjutott                              | Továbbjutott                              | Továbbjutott                              | Továbbjutott                              | Továbbjutott                              | Továbbjutott                              | Továbbjutott                              | Továbbjutott                              | Továbbjutott                              | Továbbjutott                              | Továbbjutott                              | Továbbjutott                              | Továbbjutott                              | Továbbjutott                              | Továbbjutott                              | Továbbjutott                              | Továbbjutott                              | Továbbjutott                              | Továbbjutott                              | Továbbjutott                              | Továbbjutott                              | Továbbjutott                              | Továbbjutott                              | Továbbjutott                              | Továbbjutott                              | Továbbjutott                              | Továbbjutott                              | Továbbjutott                              |
| Top 11                 | Top 11                 | Top 11                 | Top 11                 | Top 11                 | Top 11                 | Top 11                 | Top 11                 | Top 11                 | Top 11                 | Top 11                 | Top 11                 | Top 11                 | Top 11                 | Top 11                 | Top 11                 | Top 11                 | Top 11                 | Top 11                 | Top 11                 | Top 11                 | Top 11                 | Top 11                 | Top 11                 | Top 11                 | Top 11                 | Top 11                 | Top 11                 | Top 11                 | Top 11                 | Top 11                 | Top 11                 | Top 11                 | Top 11                 | Top 11                 | Top 11                 | Top 11                 | Top 11                 | Top 11                 | Top 11                 | Top 11                 | Top 11                 | Top 11                 | Top 11                 | Top 11                 | Top 11                 | Top 11                 | Top 11                 | Top 11                 | Top 11                 | Top 11                 | Top 11                 | Top 11                 | Top 11                 | Top 11                 | Top 11                 | Top 11                 | Top 11                 | Top 11                 | Top 11                 | Top 11                 | Top 11                 | Top 11                 | Top 11                 | Top 11                 | Top 11                 | Top 11                 | Top 11                 | Top 11                 | Top 11                 | Top 11                 | Top 11                 | Top 11                 | Top 11                 | Top 11                 | Top 11                 | Top 11                 | Top 11                 | Top 11                 | Top 11                 | Top 11                 | Top 11                 | Top 11                 | Top 11                 | Top 11                 | Top 11                 | Top 11                 | Top 11                 | Top 11                 | Top 11                 | Top 11                 | Top 11                 | Top 11                 | Top 11                 | Top 11                 | Top 11                 | Top 11                 | Top 11                 | Top 11                 | Top 11                 | Brit invázió                                                                    | Brit invázió                                                                    | Brit invázió                                                                    | Brit invázió                                                                    | Brit invázió                                                                    | Brit invázió                                                                    | Brit invázió                                                                    | Brit invázió                                                                    | Brit invázió                                                                    | Brit invázió                                                                    | Brit invázió                                                                    | Brit invázió                                                                    | Brit invázió                                                                    | Brit invázió                                                                    | Brit invázió                                                                    | Brit invázió                                                                    | Brit invázió                                                                    | Brit invázió                                                                    | Brit invázió                                                                    | Brit invázió                                                                    | Brit invázió                                                                    | Brit invázió                                                                    | Brit invázió                                                                    | Brit invázió                                                                    | Brit invázió                                                                    | Brit invázió                                                                    | Brit invázió                                                                    | Brit invázió                                                                    | Brit invázió                                                                    | Brit invázió                                                                    | Brit invázió                                                                    | Brit invázió                                                                    | Brit invázió                                                                    | Brit invázió                                                                    | Brit invázió                                                                    | Brit invázió                                                                    | Brit invázió                                                                    | Brit invázió                                                                    | Brit invázió                                                                    | Brit invázió                                                                    | Brit invázió                                                                    | Brit invázió                                                                    | Brit invázió                                                                    | Brit invázió                                                                    | Brit invázió                                                                    | Brit invázió                                                                    | Brit invázió                                                                    | Brit invázió                                                                    | Brit invázió                                                                    | Brit invázió                                                                    | Brit invázió                                                                    | Brit invázió                                                                    | Brit invázió                                                                    | Brit invázió                                                                    | Brit invázió                                                                    | Brit invázió                                                                    | Brit invázió                                                                    | Brit invázió                                                                    | Brit invázió                                                                    | Brit invázió                                                                    | Brit invázió                                                                    | Brit invázió                                                                    | Brit invázió                                                                    | Brit invázió                                                                    | Brit invázió                                                                    | Brit invázió                                                                    | Brit invázió                                                                    | Brit invázió                                                                    | Brit invázió                                                                    | Brit invázió                                                                    | Brit invázió                                                                    | Brit invázió                                                                    | Brit invázió                                                                    | Brit invázió                                                                    | Brit invázió                                                                    | Brit invázió                                                                    | Brit invázió                                                                    | Brit invázió                                                                    | Brit invázió                                                                    | Brit invázió                                                                    | Brit invázió                                                                    | Brit invázió                                                                    | Brit invázió                                                                    | Brit invázió                                                                    | Brit invázió                                                                    | Brit invázió                                                                    | Brit invázió                                                                    | Brit invázió                                                                    | Brit invázió                                                                    | Brit invázió                                                                    | Brit invázió                                                                    | Brit invázió                                                                    | Brit invázió                                                                    | Brit invázió                                                                    | Brit invázió                                                                    | Brit invázió                                                                    | Brit invázió                                                                    | Brit invázió                                                                    | Brit invázió                                                                    | Brit invázió                                                                    | I (Who Have Nothing)                                                | I (Who Have Nothing)                                                | I (Who Have Nothing)                                                | I (Who Have Nothing)                                                | I (Who Have Nothing)                                                | I (Who Have Nothing)                                                | I (Who Have Nothing)                                                | I (Who Have Nothing)                                                | I (Who Have Nothing)                                                | I (Who Have Nothing)                                                | I (Who Have Nothing)                                                | I (Who Have Nothing)                                                | I (Who Have Nothing)                                                | I (Who Have Nothing)                                                | I (Who Have Nothing)                                                | I (Who Have Nothing)                                                | I (Who Have Nothing)                                                | I (Who Have Nothing)                                                | I (Who Have Nothing)                                                | I (Who Have Nothing)                                                | I (Who Have Nothing)                                                | I (Who Have Nothing)                                                | I (Who Have Nothing)                                                | I (Who Have Nothing)                                                | I (Who Have Nothing)                                                | I (Who Have Nothing)                                                | I (Who Have Nothing)                                                | I (Who Have Nothing)                                                | I (Who Have Nothing)                                                | I (Who Have Nothing)                                                | I (Who Have Nothing)                                                | I (Who Have Nothing)                                                | I (Who Have Nothing)                                                | I (Who Have Nothing)                                                | I (Who Have Nothing)                                                | I (Who Have Nothing)                                                | I (Who Have Nothing)                                                | I (Who Have Nothing)                                                | I (Who Have Nothing)                                                | I (Who Have Nothing)                                                | I (Who Have Nothing)                                                | I (Who Have Nothing)                                                | I (Who Have Nothing)                                                | I (Who Have Nothing)                                                | I (Who Have Nothing)                                                | I (Who Have Nothing)                                                | I (Who Have Nothing)                                                | I (Who Have Nothing)                                                | I (Who Have Nothing)                                                | I (Who Have Nothing)                                                | I (Who Have Nothing)                                                | I (Who Have Nothing)                                                | I (Who Have Nothing)                                                | I (Who Have Nothing)                                                | I (Who Have Nothing)                                                | I (Who Have Nothing)                                                | I (Who Have Nothing)                                                | I (Who Have Nothing)                                                | I (Who Have Nothing)                                                | I (Who Have Nothing)                                                | I (Who Have Nothing)                                                | I (Who Have Nothing)                                                | I (Who Have Nothing)                                                | I (Who Have Nothing)                                                | I (Who Have Nothing)                                                | I (Who Have Nothing)                                                | I (Who Have Nothing)                                                | I (Who Have Nothing)                                                | I (Who Have Nothing)                                                | I (Who Have Nothing)                                                | I (Who Have Nothing)                                                | I (Who Have Nothing)                                                | I (Who Have Nothing)                                                | I (Who Have Nothing)                                                | I (Who Have Nothing)                                                | I (Who Have Nothing)                                                | I (Who Have Nothing)                                                | I (Who Have Nothing)                                                | I (Who Have Nothing)                                                | I (Who Have Nothing)                                                | I (Who Have Nothing)                                                | I (Who Have Nothing)                                                | I (Who Have Nothing)                                                | I (Who Have Nothing)                                                | I (Who Have Nothing)                                                | I (Who Have Nothing)                                                | I (Who Have Nothing)                                                | I (Who Have Nothing)                                                | I (Who Have Nothing)                                                | I (Who Have Nothing)                                                | I (Who Have Nothing)                                                | I (Who Have Nothing)                                                | I (Who Have Nothing)                                                | I (Who Have Nothing)                                                | I (Who Have Nothing)                                                | I (Who Have Nothing)                                                | I (Who Have Nothing)                                                | I (Who Have Nothing)                                                | I (Who Have Nothing)                                                | I (Who Have Nothing)                                                | Shirley Bassey                                   | Shirley Bassey                                   | Shirley Bassey                                   | Shirley Bassey                                   | Shirley Bassey                                   | Shirley Bassey                                   | Shirley Bassey                                   | Shirley Bassey                                   | Shirley Bassey                                   | Shirley Bassey                                   | Shirley Bassey                                   | Shirley Bassey                                   | Shirley Bassey                                   | Shirley Bassey                                   | Shirley Bassey                                   | Shirley Bassey                                   | Shirley Bassey                                   | Shirley Bassey                                   | Shirley Bassey                                   | Shirley Bassey                                   | Shirley Bassey                                   | Shirley Bassey                                   | Shirley Bassey                                   | Shirley Bassey                                   | Shirley Bassey                                   | Shirley Bassey                                   | Shirley Bassey                                   | Shirley Bassey                                   | Shirley Bassey                                   | Shirley Bassey                                   | Shirley Bassey                                   | Shirley Bassey                                   | Shirley Bassey                                   | Shirley Bassey                                   | Shirley Bassey                                   | Shirley Bassey                                   | Shirley Bassey                                   | Shirley Bassey                                   | Shirley Bassey                                   | Shirley Bassey                                   | Shirley Bassey                                   | Shirley Bassey                                   | Shirley Bassey                                   | Shirley Bassey                                   | Shirley Bassey                                   | Shirley Bassey                                   | Shirley Bassey                                   | Shirley Bassey                                   | Shirley Bassey                                   | Shirley Bassey                                   | Shirley Bassey                                   | Shirley Bassey                                   | Shirley Bassey                                   | Shirley Bassey                                   | Shirley Bassey                                   | Shirley Bassey                                   | Shirley Bassey                                   | Shirley Bassey                                   | Shirley Bassey                                   | Shirley Bassey                                   | Shirley Bassey                                   | Shirley Bassey                                   | Shirley Bassey                                   | Shirley Bassey                                   | Shirley Bassey                                   | Shirley Bassey                                   | Shirley Bassey                                   | Shirley Bassey                                   | Shirley Bassey                                   | Shirley Bassey                                   | Shirley Bassey                                   | Shirley Bassey                                   | Shirley Bassey                                   | Shirley Bassey                                   | Shirley Bassey                                   | Shirley Bassey                                   | Shirley Bassey                                   | Shirley Bassey                                   | Shirley Bassey                                   | Shirley Bassey                                   | Shirley Bassey                                   | Shirley Bassey                                   | Shirley Bassey                                   | Shirley Bassey                                   | Shirley Bassey                                   | Shirley Bassey                                   | Shirley Bassey                                   | Shirley Bassey                                   | Shirley Bassey                                   | Shirley Bassey                                   | Shirley Bassey                                   | Shirley Bassey                                   | Shirley Bassey                                   | Shirley Bassey                                   | Shirley Bassey                                   | Shirley Bassey                                   | Shirley Bassey                                   | Shirley Bassey                                   | Shirley Bassey                                   | Shirley Bassey                                   | 7       | 7       | 7       | 7       | 7       | 7       | 7       | 7       | 7       | 7       | 7       | 7       | 7       | 7       | 7       | 7       | 7       | 7       | 7       | 7       | 7       | 7       | 7       | 7       | 7       | 7       | 7       | 7       | 7       | 7       | 7       | 7       | 7       | 7       | 7       | 7       | 7       | 7       | 7       | 7       | 7       | 7       | 7       | 7       | 7       | 7       | 7       | 7       | 7       | 7       | 7       | 7       | 7       | 7       | 7       | 7       | 7       | 7       | 7       | 7       | 7       | 7       | 7       | 7       | 7       | 7       | 7       | 7       | 7       | 7       | 7       | 7       | 7       | 7       | 7       | 7       | 7       | 7       | 7       | 7       | 7       | 7       | 7       | 7       | 7       | 7       | 7       | 7       | 7       | 7       | 7       | 7       | 7       | 7       | 7       | 7       | 7       | 7       | 7       | 7       | Továbbjutott                              | Továbbjutott                              | Továbbjutott                              | Továbbjutott                              | Továbbjutott                              | Továbbjutott                              | Továbbjutott                              | Továbbjutott                              | Továbbjutott                              | Továbbjutott                              | Továbbjutott                              | Továbbjutott                              | Továbbjutott                              | Továbbjutott                              | Továbbjutott                              | Továbbjutott                              | Továbbjutott                              | Továbbjutott                              | Továbbjutott                              | Továbbjutott                              | Továbbjutott                              | Továbbjutott                              | Továbbjutott                              | Továbbjutott                              | Továbbjutott                              | Továbbjutott                              | Továbbjutott                              | Továbbjutott                              | Továbbjutott                              | Továbbjutott                              | Továbbjutott                              | Továbbjutott                              | Továbbjutott                              | Továbbjutott                              | Továbbjutott                              | Továbbjutott                              | Továbbjutott                              | Továbbjutott                              | Továbbjutott                              | Továbbjutott                              | Továbbjutott                              | Továbbjutott                              | Továbbjutott                              | Továbbjutott                              | Továbbjutott                              | Továbbjutott                              | Továbbjutott                              | Továbbjutott                              | Továbbjutott                              | Továbbjutott                              | Továbbjutott                              | Továbbjutott                              | Továbbjutott                              | Továbbjutott                              | Továbbjutott                              | Továbbjutott                              | Továbbjutott                              | Továbbjutott                              | Továbbjutott                              | Továbbjutott                              | Továbbjutott                              | Továbbjutott                              | Továbbjutott                              | Továbbjutott                              | Továbbjutott                              | Továbbjutott                              | Továbbjutott                              | Továbbjutott                              | Továbbjutott                              | Továbbjutott                              | Továbbjutott                              | Továbbjutott                              | Továbbjutott                              | Továbbjutott                              | Továbbjutott                              | Továbbjutott                              | Továbbjutott                              | Továbbjutott                              | Továbbjutott                              | Továbbjutott                              | Továbbjutott                              | Továbbjutott                              | Továbbjutott                              | Továbbjutott                              | Továbbjutott                              | Továbbjutott                              | Továbbjutott                              | Továbbjutott                              | Továbbjutott                              | Továbbjutott                              | Továbbjutott                              | Továbbjutott                              | Továbbjutott                              | Továbbjutott                              | Továbbjutott                              | Továbbjutott                              | Továbbjutott                              | Továbbjutott                              | Továbbjutott                              | Továbbjutott                              |
| Top 10                 | Top 10                 | Top 10                 | Top 10                 | Top 10                 | Top 10                 | Top 10                 | Top 10                 | Top 10                 | Top 10                 | Top 10                 | Top 10                 | Top 10                 | Top 10                 | Top 10                 | Top 10                 | Top 10                 | Top 10                 | Top 10                 | Top 10                 | Top 10                 | Top 10                 | Top 10                 | Top 10                 | Top 10                 | Top 10                 | Top 10                 | Top 10                 | Top 10                 | Top 10                 | Top 10                 | Top 10                 | Top 10                 | Top 10                 | Top 10                 | Top 10                 | Top 10                 | Top 10                 | Top 10                 | Top 10                 | Top 10                 | Top 10                 | Top 10                 | Top 10                 | Top 10                 | Top 10                 | Top 10                 | Top 10                 | Top 10                 | Top 10                 | Top 10                 | Top 10                 | Top 10                 | Top 10                 | Top 10                 | Top 10                 | Top 10                 | Top 10                 | Top 10                 | Top 10                 | Top 10                 | Top 10                 | Top 10                 | Top 10                 | Top 10                 | Top 10                 | Top 10                 | Top 10                 | Top 10                 | Top 10                 | Top 10                 | Top 10                 | Top 10                 | Top 10                 | Top 10                 | Top 10                 | Top 10                 | Top 10                 | Top 10                 | Top 10                 | Top 10                 | Top 10                 | Top 10                 | Top 10                 | Top 10                 | Top 10                 | Top 10                 | Top 10                 | Top 10                 | Top 10                 | Top 10                 | Top 10                 | Top 10                 | Top 10                 | Top 10                 | Top 10                 | Top 10                 | Top 10                 | Top 10                 | Top 10                 | No Doubt /Előadók, akiket inspirált Gwen Stefani                                | No Doubt /Előadók, akiket inspirált Gwen Stefani                                | No Doubt /Előadók, akiket inspirált Gwen Stefani                                | No Doubt /Előadók, akiket inspirált Gwen Stefani                                | No Doubt /Előadók, akiket inspirált Gwen Stefani                                | No Doubt /Előadók, akiket inspirált Gwen Stefani                                | No Doubt /Előadók, akiket inspirált Gwen Stefani                                | No Doubt /Előadók, akiket inspirált Gwen Stefani                                | No Doubt /Előadók, akiket inspirált Gwen Stefani                                | No Doubt /Előadók, akiket inspirált Gwen Stefani                                | No Doubt /Előadók, akiket inspirált Gwen Stefani                                | No Doubt /Előadók, akiket inspirált Gwen Stefani                                | No Doubt /Előadók, akiket inspirált Gwen Stefani                                | No Doubt /Előadók, akiket inspirált Gwen Stefani                                | No Doubt /Előadók, akiket inspirált Gwen Stefani                                | No Doubt /Előadók, akiket inspirált Gwen Stefani                                | No Doubt /Előadók, akiket inspirált Gwen Stefani                                | No Doubt /Előadók, akiket inspirált Gwen Stefani                                | No Doubt /Előadók, akiket inspirált Gwen Stefani                                | No Doubt /Előadók, akiket inspirált Gwen Stefani                                | No Doubt /Előadók, akiket inspirált Gwen Stefani                                | No Doubt /Előadók, akiket inspirált Gwen Stefani                                | No Doubt /Előadók, akiket inspirált Gwen Stefani                                | No Doubt /Előadók, akiket inspirált Gwen Stefani                                | No Doubt /Előadók, akiket inspirált Gwen Stefani                                | No Doubt /Előadók, akiket inspirált Gwen Stefani                                | No Doubt /Előadók, akiket inspirált Gwen Stefani                                | No Doubt /Előadók, akiket inspirált Gwen Stefani                                | No Doubt /Előadók, akiket inspirált Gwen Stefani                                | No Doubt /Előadók, akiket inspirált Gwen Stefani                                | No Doubt /Előadók, akiket inspirált Gwen Stefani                                | No Doubt /Előadók, akiket inspirált Gwen Stefani                                | No Doubt /Előadók, akiket inspirált Gwen Stefani                                | No Doubt /Előadók, akiket inspirált Gwen Stefani                                | No Doubt /Előadók, akiket inspirált Gwen Stefani                                | No Doubt /Előadók, akiket inspirált Gwen Stefani                                | No Doubt /Előadók, akiket inspirált Gwen Stefani                                | No Doubt /Előadók, akiket inspirált Gwen Stefani                                | No Doubt /Előadók, akiket inspirált Gwen Stefani                                | No Doubt /Előadók, akiket inspirált Gwen Stefani                                | No Doubt /Előadók, akiket inspirált Gwen Stefani                                | No Doubt /Előadók, akiket inspirált Gwen Stefani                                | No Doubt /Előadók, akiket inspirált Gwen Stefani                                | No Doubt /Előadók, akiket inspirált Gwen Stefani                                | No Doubt /Előadók, akiket inspirált Gwen Stefani                                | No Doubt /Előadók, akiket inspirált Gwen Stefani                                | No Doubt /Előadók, akiket inspirált Gwen Stefani                                | No Doubt /Előadók, akiket inspirált Gwen Stefani                                | No Doubt /Előadók, akiket inspirált Gwen Stefani                                | No Doubt /Előadók, akiket inspirált Gwen Stefani                                | No Doubt /Előadók, akiket inspirált Gwen Stefani                                | No Doubt /Előadók, akiket inspirált Gwen Stefani                                | No Doubt /Előadók, akiket inspirált Gwen Stefani                                | No Doubt /Előadók, akiket inspirált Gwen Stefani                                | No Doubt /Előadók, akiket inspirált Gwen Stefani                                | No Doubt /Előadók, akiket inspirált Gwen Stefani                                | No Doubt /Előadók, akiket inspirált Gwen Stefani                                | No Doubt /Előadók, akiket inspirált Gwen Stefani                                | No Doubt /Előadók, akiket inspirált Gwen Stefani                                | No Doubt /Előadók, akiket inspirált Gwen Stefani                                | No Doubt /Előadók, akiket inspirált Gwen Stefani                                | No Doubt /Előadók, akiket inspirált Gwen Stefani                                | No Doubt /Előadók, akiket inspirált Gwen Stefani                                | No Doubt /Előadók, akiket inspirált Gwen Stefani                                | No Doubt /Előadók, akiket inspirált Gwen Stefani                                | No Doubt /Előadók, akiket inspirált Gwen Stefani                                | No Doubt /Előadók, akiket inspirált Gwen Stefani                                | No Doubt /Előadók, akiket inspirált Gwen Stefani                                | No Doubt /Előadók, akiket inspirált Gwen Stefani                                | No Doubt /Előadók, akiket inspirált Gwen Stefani                                | No Doubt /Előadók, akiket inspirált Gwen Stefani                                | No Doubt /Előadók, akiket inspirált Gwen Stefani                                | No Doubt /Előadók, akiket inspirált Gwen Stefani                                | No Doubt /Előadók, akiket inspirált Gwen Stefani                                | No Doubt /Előadók, akiket inspirált Gwen Stefani                                | No Doubt /Előadók, akiket inspirált Gwen Stefani                                | No Doubt /Előadók, akiket inspirált Gwen Stefani                                | No Doubt /Előadók, akiket inspirált Gwen Stefani                                | No Doubt /Előadók, akiket inspirált Gwen Stefani                                | No Doubt /Előadók, akiket inspirált Gwen Stefani                                | No Doubt /Előadók, akiket inspirált Gwen Stefani                                | No Doubt /Előadók, akiket inspirált Gwen Stefani                                | No Doubt /Előadók, akiket inspirált Gwen Stefani                                | No Doubt /Előadók, akiket inspirált Gwen Stefani                                | No Doubt /Előadók, akiket inspirált Gwen Stefani                                | No Doubt /Előadók, akiket inspirált Gwen Stefani                                | No Doubt /Előadók, akiket inspirált Gwen Stefani                                | No Doubt /Előadók, akiket inspirált Gwen Stefani                                | No Doubt /Előadók, akiket inspirált Gwen Stefani                                | No Doubt /Előadók, akiket inspirált Gwen Stefani                                | No Doubt /Előadók, akiket inspirált Gwen Stefani                                | No Doubt /Előadók, akiket inspirált Gwen Stefani                                | No Doubt /Előadók, akiket inspirált Gwen Stefani                                | No Doubt /Előadók, akiket inspirált Gwen Stefani                                | No Doubt /Előadók, akiket inspirált Gwen Stefani                                | No Doubt /Előadók, akiket inspirált Gwen Stefani                                | No Doubt /Előadók, akiket inspirált Gwen Stefani                                | No Doubt /Előadók, akiket inspirált Gwen Stefani                                | No Doubt /Előadók, akiket inspirált Gwen Stefani                                | No Doubt /Előadók, akiket inspirált Gwen Stefani                                | Hey Baby                                                            | Hey Baby                                                            | Hey Baby                                                            | Hey Baby                                                            | Hey Baby                                                            | Hey Baby                                                            | Hey Baby                                                            | Hey Baby                                                            | Hey Baby                                                            | Hey Baby                                                            | Hey Baby                                                            | Hey Baby                                                            | Hey Baby                                                            | Hey Baby                                                            | Hey Baby                                                            | Hey Baby                                                            | Hey Baby                                                            | Hey Baby                                                            | Hey Baby                                                            | Hey Baby                                                            | Hey Baby                                                            | Hey Baby                                                            | Hey Baby                                                            | Hey Baby                                                            | Hey Baby                                                            | Hey Baby                                                            | Hey Baby                                                            | Hey Baby                                                            | Hey Baby                                                            | Hey Baby                                                            | Hey Baby                                                            | Hey Baby                                                            | Hey Baby                                                            | Hey Baby                                                            | Hey Baby                                                            | Hey Baby                                                            | Hey Baby                                                            | Hey Baby                                                            | Hey Baby                                                            | Hey Baby                                                            | Hey Baby                                                            | Hey Baby                                                            | Hey Baby                                                            | Hey Baby                                                            | Hey Baby                                                            | Hey Baby                                                            | Hey Baby                                                            | Hey Baby                                                            | Hey Baby                                                            | Hey Baby                                                            | Hey Baby                                                            | Hey Baby                                                            | Hey Baby                                                            | Hey Baby                                                            | Hey Baby                                                            | Hey Baby                                                            | Hey Baby                                                            | Hey Baby                                                            | Hey Baby                                                            | Hey Baby                                                            | Hey Baby                                                            | Hey Baby                                                            | Hey Baby                                                            | Hey Baby                                                            | Hey Baby                                                            | Hey Baby                                                            | Hey Baby                                                            | Hey Baby                                                            | Hey Baby                                                            | Hey Baby                                                            | Hey Baby                                                            | Hey Baby                                                            | Hey Baby                                                            | Hey Baby                                                            | Hey Baby                                                            | Hey Baby                                                            | Hey Baby                                                            | Hey Baby                                                            | Hey Baby                                                            | Hey Baby                                                            | Hey Baby                                                            | Hey Baby                                                            | Hey Baby                                                            | Hey Baby                                                            | Hey Baby                                                            | Hey Baby                                                            | Hey Baby                                                            | Hey Baby                                                            | Hey Baby                                                            | Hey Baby                                                            | Hey Baby                                                            | Hey Baby                                                            | Hey Baby                                                            | Hey Baby                                                            | Hey Baby                                                            | Hey Baby                                                            | Hey Baby                                                            | Hey Baby                                                            | Hey Baby                                                            | Hey Baby                                                            | No Doubt                                         | No Doubt                                         | No Doubt                                         | No Doubt                                         | No Doubt                                         | No Doubt                                         | No Doubt                                         | No Doubt                                         | No Doubt                                         | No Doubt                                         | No Doubt                                         | No Doubt                                         | No Doubt                                         | No Doubt                                         | No Doubt                                         | No Doubt                                         | No Doubt                                         | No Doubt                                         | No Doubt                                         | No Doubt                                         | No Doubt                                         | No Doubt                                         | No Doubt                                         | No Doubt                                         | No Doubt                                         | No Doubt                                         | No Doubt                                         | No Doubt                                         | No Doubt                                         | No Doubt                                         | No Doubt                                         | No Doubt                                         | No Doubt                                         | No Doubt                                         | No Doubt                                         | No Doubt                                         | No Doubt                                         | No Doubt                                         | No Doubt                                         | No Doubt                                         | No Doubt                                         | No Doubt                                         | No Doubt                                         | No Doubt                                         | No Doubt                                         | No Doubt                                         | No Doubt                                         | No Doubt                                         | No Doubt                                         | No Doubt                                         | No Doubt                                         | No Doubt                                         | No Doubt                                         | No Doubt                                         | No Doubt                                         | No Doubt                                         | No Doubt                                         | No Doubt                                         | No Doubt                                         | No Doubt                                         | No Doubt                                         | No Doubt                                         | No Doubt                                         | No Doubt                                         | No Doubt                                         | No Doubt                                         | No Doubt                                         | No Doubt                                         | No Doubt                                         | No Doubt                                         | No Doubt                                         | No Doubt                                         | No Doubt                                         | No Doubt                                         | No Doubt                                         | No Doubt                                         | No Doubt                                         | No Doubt                                         | No Doubt                                         | No Doubt                                         | No Doubt                                         | No Doubt                                         | No Doubt                                         | No Doubt                                         | No Doubt                                         | No Doubt                                         | No Doubt                                         | No Doubt                                         | No Doubt                                         | No Doubt                                         | No Doubt                                         | No Doubt                                         | No Doubt                                         | No Doubt                                         | No Doubt                                         | No Doubt                                         | No Doubt                                         | No Doubt                                         | No Doubt                                         | No Doubt                                         | 9       | 9       | 9       | 9       | 9       | 9       | 9       | 9       | 9       | 9       | 9       | 9       | 9       | 9       | 9       | 9       | 9       | 9       | 9       | 9       | 9       | 9       | 9       | 9       | 9       | 9       | 9       | 9       | 9       | 9       | 9       | 9       | 9       | 9       | 9       | 9       | 9       | 9       | 9       | 9       | 9       | 9       | 9       | 9       | 9       | 9       | 9       | 9       | 9       | 9       | 9       | 9       | 9       | 9       | 9       | 9       | 9       | 9       | 9       | 9       | 9       | 9       | 9       | 9       | 9       | 9       | 9       | 9       | 9       | 9       | 9       | 9       | 9       | 9       | 9       | 9       | 9       | 9       | 9       | 9       | 9       | 9       | 9       | 9       | 9       | 9       | 9       | 9       | 9       | 9       | 9       | 9       | 9       | 9       | 9       | 9       | 9       | 9       | 9       | 9       | Továbbjutott                              | Továbbjutott                              | Továbbjutott                              | Továbbjutott                              | Továbbjutott                              | Továbbjutott                              | Továbbjutott                              | Továbbjutott                              | Továbbjutott                              | Továbbjutott                              | Továbbjutott                              | Továbbjutott                              | Továbbjutott                              | Továbbjutott                              | Továbbjutott                              | Továbbjutott                              | Továbbjutott                              | Továbbjutott                              | Továbbjutott                              | Továbbjutott                              | Továbbjutott                              | Továbbjutott                              | Továbbjutott                              | Továbbjutott                              | Továbbjutott                              | Továbbjutott                              | Továbbjutott                              | Továbbjutott                              | Továbbjutott                              | Továbbjutott                              | Továbbjutott                              | Továbbjutott                              | Továbbjutott                              | Továbbjutott                              | Továbbjutott                              | Továbbjutott                              | Továbbjutott                              | Továbbjutott                              | Továbbjutott                              | Továbbjutott                              | Továbbjutott                              | Továbbjutott                              | Továbbjutott                              | Továbbjutott                              | Továbbjutott                              | Továbbjutott                              | Továbbjutott                              | Továbbjutott                              | Továbbjutott                              | Továbbjutott                              | Továbbjutott                              | Továbbjutott                              | Továbbjutott                              | Továbbjutott                              | Továbbjutott                              | Továbbjutott                              | Továbbjutott                              | Továbbjutott                              | Továbbjutott                              | Továbbjutott                              | Továbbjutott                              | Továbbjutott                              | Továbbjutott                              | Továbbjutott                              | Továbbjutott                              | Továbbjutott                              | Továbbjutott                              | Továbbjutott                              | Továbbjutott                              | Továbbjutott                              | Továbbjutott                              | Továbbjutott                              | Továbbjutott                              | Továbbjutott                              | Továbbjutott                              | Továbbjutott                              | Továbbjutott                              | Továbbjutott                              | Továbbjutott                              | Továbbjutott                              | Továbbjutott                              | Továbbjutott                              | Továbbjutott                              | Továbbjutott                              | Továbbjutott                              | Továbbjutott                              | Továbbjutott                              | Továbbjutott                              | Továbbjutott                              | Továbbjutott                              | Továbbjutott                              | Továbbjutott                              | Továbbjutott                              | Továbbjutott                              | Továbbjutott                              | Továbbjutott                              | Továbbjutott                              | Továbbjutott                              | Továbbjutott                              | Továbbjutott                              |
| Top 9                  | Top 9                  | Top 9                  | Top 9                  | Top 9                  | Top 9                  | Top 9                  | Top 9                  | Top 9                  | Top 9                  | Top 9                  | Top 9                  | Top 9                  | Top 9                  | Top 9                  | Top 9                  | Top 9                  | Top 9                  | Top 9                  | Top 9                  | Top 9                  | Top 9                  | Top 9                  | Top 9                  | Top 9                  | Top 9                  | Top 9                  | Top 9                  | Top 9                  | Top 9                  | Top 9                  | Top 9                  | Top 9                  | Top 9                  | Top 9                  | Top 9                  | Top 9                  | Top 9                  | Top 9                  | Top 9                  | Top 9                  | Top 9                  | Top 9                  | Top 9                  | Top 9                  | Top 9                  | Top 9                  | Top 9                  | Top 9                  | Top 9                  | Top 9                  | Top 9                  | Top 9                  | Top 9                  | Top 9                  | Top 9                  | Top 9                  | Top 9                  | Top 9                  | Top 9                  | Top 9                  | Top 9                  | Top 9                  | Top 9                  | Top 9                  | Top 9                  | Top 9                  | Top 9                  | Top 9                  | Top 9                  | Top 9                  | Top 9                  | Top 9                  | Top 9                  | Top 9                  | Top 9                  | Top 9                  | Top 9                  | Top 9                  | Top 9                  | Top 9                  | Top 9                  | Top 9                  | Top 9                  | Top 9                  | Top 9                  | Top 9                  | Top 9                  | Top 9                  | Top 9                  | Top 9                  | Top 9                  | Top 9                  | Top 9                  | Top 9                  | Top 9                  | Top 9                  | Top 9                  | Top 9                  | Top 9                  | Amerikai klasszikusok                                                           | Amerikai klasszikusok                                                           | Amerikai klasszikusok                                                           | Amerikai klasszikusok                                                           | Amerikai klasszikusok                                                           | Amerikai klasszikusok                                                           | Amerikai klasszikusok                                                           | Amerikai klasszikusok                                                           | Amerikai klasszikusok                                                           | Amerikai klasszikusok                                                           | Amerikai klasszikusok                                                           | Amerikai klasszikusok                                                           | Amerikai klasszikusok                                                           | Amerikai klasszikusok                                                           | Amerikai klasszikusok                                                           | Amerikai klasszikusok                                                           | Amerikai klasszikusok                                                           | Amerikai klasszikusok                                                           | Amerikai klasszikusok                                                           | Amerikai klasszikusok                                                           | Amerikai klasszikusok                                                           | Amerikai klasszikusok                                                           | Amerikai klasszikusok                                                           | Amerikai klasszikusok                                                           | Amerikai klasszikusok                                                           | Amerikai klasszikusok                                                           | Amerikai klasszikusok                                                           | Amerikai klasszikusok                                                           | Amerikai klasszikusok                                                           | Amerikai klasszikusok                                                           | Amerikai klasszikusok                                                           | Amerikai klasszikusok                                                           | Amerikai klasszikusok                                                           | Amerikai klasszikusok                                                           | Amerikai klasszikusok                                                           | Amerikai klasszikusok                                                           | Amerikai klasszikusok                                                           | Amerikai klasszikusok                                                           | Amerikai klasszikusok                                                           | Amerikai klasszikusok                                                           | Amerikai klasszikusok                                                           | Amerikai klasszikusok                                                           | Amerikai klasszikusok                                                           | Amerikai klasszikusok                                                           | Amerikai klasszikusok                                                           | Amerikai klasszikusok                                                           | Amerikai klasszikusok                                                           | Amerikai klasszikusok                                                           | Amerikai klasszikusok                                                           | Amerikai klasszikusok                                                           | Amerikai klasszikusok                                                           | Amerikai klasszikusok                                                           | Amerikai klasszikusok                                                           | Amerikai klasszikusok                                                           | Amerikai klasszikusok                                                           | Amerikai klasszikusok                                                           | Amerikai klasszikusok                                                           | Amerikai klasszikusok                                                           | Amerikai klasszikusok                                                           | Amerikai klasszikusok                                                           | Amerikai klasszikusok                                                           | Amerikai klasszikusok                                                           | Amerikai klasszikusok                                                           | Amerikai klasszikusok                                                           | Amerikai klasszikusok                                                           | Amerikai klasszikusok                                                           | Amerikai klasszikusok                                                           | Amerikai klasszikusok                                                           | Amerikai klasszikusok                                                           | Amerikai klasszikusok                                                           | Amerikai klasszikusok                                                           | Amerikai klasszikusok                                                           | Amerikai klasszikusok                                                           | Amerikai klasszikusok                                                           | Amerikai klasszikusok                                                           | Amerikai klasszikusok                                                           | Amerikai klasszikusok                                                           | Amerikai klasszikusok                                                           | Amerikai klasszikusok                                                           | Amerikai klasszikusok                                                           | Amerikai klasszikusok                                                           | Amerikai klasszikusok                                                           | Amerikai klasszikusok                                                           | Amerikai klasszikusok                                                           | Amerikai klasszikusok                                                           | Amerikai klasszikusok                                                           | Amerikai klasszikusok                                                           | Amerikai klasszikusok                                                           | Amerikai klasszikusok                                                           | Amerikai klasszikusok                                                           | Amerikai klasszikusok                                                           | Amerikai klasszikusok                                                           | Amerikai klasszikusok                                                           | Amerikai klasszikusok                                                           | Amerikai klasszikusok                                                           | Amerikai klasszikusok                                                           | Amerikai klasszikusok                                                           | Amerikai klasszikusok                                                           | Amerikai klasszikusok                                                           | Amerikai klasszikusok                                                           | On a Clear Day                                                      | On a Clear Day                                                      | On a Clear Day                                                      | On a Clear Day                                                      | On a Clear Day                                                      | On a Clear Day                                                      | On a Clear Day                                                      | On a Clear Day                                                      | On a Clear Day                                                      | On a Clear Day                                                      | On a Clear Day                                                      | On a Clear Day                                                      | On a Clear Day                                                      | On a Clear Day                                                      | On a Clear Day                                                      | On a Clear Day                                                      | On a Clear Day                                                      | On a Clear Day                                                      | On a Clear Day                                                      | On a Clear Day                                                      | On a Clear Day                                                      | On a Clear Day                                                      | On a Clear Day                                                      | On a Clear Day                                                      | On a Clear Day                                                      | On a Clear Day                                                      | On a Clear Day                                                      | On a Clear Day                                                      | On a Clear Day                                                      | On a Clear Day                                                      | On a Clear Day                                                      | On a Clear Day                                                      | On a Clear Day                                                      | On a Clear Day                                                      | On a Clear Day                                                      | On a Clear Day                                                      | On a Clear Day                                                      | On a Clear Day                                                      | On a Clear Day                                                      | On a Clear Day                                                      | On a Clear Day                                                      | On a Clear Day                                                      | On a Clear Day                                                      | On a Clear Day                                                      | On a Clear Day                                                      | On a Clear Day                                                      | On a Clear Day                                                      | On a Clear Day                                                      | On a Clear Day                                                      | On a Clear Day                                                      | On a Clear Day                                                      | On a Clear Day                                                      | On a Clear Day                                                      | On a Clear Day                                                      | On a Clear Day                                                      | On a Clear Day                                                      | On a Clear Day                                                      | On a Clear Day                                                      | On a Clear Day                                                      | On a Clear Day                                                      | On a Clear Day                                                      | On a Clear Day                                                      | On a Clear Day                                                      | On a Clear Day                                                      | On a Clear Day                                                      | On a Clear Day                                                      | On a Clear Day                                                      | On a Clear Day                                                      | On a Clear Day                                                      | On a Clear Day                                                      | On a Clear Day                                                      | On a Clear Day                                                      | On a Clear Day                                                      | On a Clear Day                                                      | On a Clear Day                                                      | On a Clear Day                                                      | On a Clear Day                                                      | On a Clear Day                                                      | On a Clear Day                                                      | On a Clear Day                                                      | On a Clear Day                                                      | On a Clear Day                                                      | On a Clear Day                                                      | On a Clear Day                                                      | On a Clear Day                                                      | On a Clear Day                                                      | On a Clear Day                                                      | On a Clear Day                                                      | On a Clear Day                                                      | On a Clear Day                                                      | On a Clear Day                                                      | On a Clear Day                                                      | On a Clear Day                                                      | On a Clear Day                                                      | On a Clear Day                                                      | On a Clear Day                                                      | On a Clear Day                                                      | On a Clear Day                                                      | On a Clear Day                                                      | On a Clear Day                                                      | Tony Bennett                                     | Tony Bennett                                     | Tony Bennett                                     | Tony Bennett                                     | Tony Bennett                                     | Tony Bennett                                     | Tony Bennett                                     | Tony Bennett                                     | Tony Bennett                                     | Tony Bennett                                     | Tony Bennett                                     | Tony Bennett                                     | Tony Bennett                                     | Tony Bennett                                     | Tony Bennett                                     | Tony Bennett                                     | Tony Bennett                                     | Tony Bennett                                     | Tony Bennett                                     | Tony Bennett                                     | Tony Bennett                                     | Tony Bennett                                     | Tony Bennett                                     | Tony Bennett                                     | Tony Bennett                                     | Tony Bennett                                     | Tony Bennett                                     | Tony Bennett                                     | Tony Bennett                                     | Tony Bennett                                     | Tony Bennett                                     | Tony Bennett                                     | Tony Bennett                                     | Tony Bennett                                     | Tony Bennett                                     | Tony Bennett                                     | Tony Bennett                                     | Tony Bennett                                     | Tony Bennett                                     | Tony Bennett                                     | Tony Bennett                                     | Tony Bennett                                     | Tony Bennett                                     | Tony Bennett                                     | Tony Bennett                                     | Tony Bennett                                     | Tony Bennett                                     | Tony Bennett                                     | Tony Bennett                                     | Tony Bennett                                     | Tony Bennett                                     | Tony Bennett                                     | Tony Bennett                                     | Tony Bennett                                     | Tony Bennett                                     | Tony Bennett                                     | Tony Bennett                                     | Tony Bennett                                     | Tony Bennett                                     | Tony Bennett                                     | Tony Bennett                                     | Tony Bennett                                     | Tony Bennett                                     | Tony Bennett                                     | Tony Bennett                                     | Tony Bennett                                     | Tony Bennett                                     | Tony Bennett                                     | Tony Bennett                                     | Tony Bennett                                     | Tony Bennett                                     | Tony Bennett                                     | Tony Bennett                                     | Tony Bennett                                     | Tony Bennett                                     | Tony Bennett                                     | Tony Bennett                                     | Tony Bennett                                     | Tony Bennett                                     | Tony Bennett                                     | Tony Bennett                                     | Tony Bennett                                     | Tony Bennett                                     | Tony Bennett                                     | Tony Bennett                                     | Tony Bennett                                     | Tony Bennett                                     | Tony Bennett                                     | Tony Bennett                                     | Tony Bennett                                     | Tony Bennett                                     | Tony Bennett                                     | Tony Bennett                                     | Tony Bennett                                     | Tony Bennett                                     | Tony Bennett                                     | Tony Bennett                                     | Tony Bennett                                     | Tony Bennett                                     | Tony Bennett                                     | 5       | 5       | 5       | 5       | 5       | 5       | 5       | 5       | 5       | 5       | 5       | 5       | 5       | 5       | 5       | 5       | 5       | 5       | 5       | 5       | 5       | 5       | 5       | 5       | 5       | 5       | 5       | 5       | 5       | 5       | 5       | 5       | 5       | 5       | 5       | 5       | 5       | 5       | 5       | 5       | 5       | 5       | 5       | 5       | 5       | 5       | 5       | 5       | 5       | 5       | 5       | 5       | 5       | 5       | 5       | 5       | 5       | 5       | 5       | 5       | 5       | 5       | 5       | 5       | 5       | 5       | 5       | 5       | 5       | 5       | 5       | 5       | 5       | 5       | 5       | 5       | 5       | 5       | 5       | 5       | 5       | 5       | 5       | 5       | 5       | 5       | 5       | 5       | 5       | 5       | 5       | 5       | 5       | 5       | 5       | 5       | 5       | 5       | 5       | 5       | Továbbjutott                              | Továbbjutott                              | Továbbjutott                              | Továbbjutott                              | Továbbjutott                              | Továbbjutott                              | Továbbjutott                              | Továbbjutott                              | Továbbjutott                              | Továbbjutott                              | Továbbjutott                              | Továbbjutott                              | Továbbjutott                              | Továbbjutott                              | Továbbjutott                              | Továbbjutott                              | Továbbjutott                              | Továbbjutott                              | Továbbjutott                              | Továbbjutott                              | Továbbjutott                              | Továbbjutott                              | Továbbjutott                              | Továbbjutott                              | Továbbjutott                              | Továbbjutott                              | Továbbjutott                              | Továbbjutott                              | Továbbjutott                              | Továbbjutott                              | Továbbjutott                              | Továbbjutott                              | Továbbjutott                              | Továbbjutott                              | Továbbjutott                              | Továbbjutott                              | Továbbjutott                              | Továbbjutott                              | Továbbjutott                              | Továbbjutott                              | Továbbjutott                              | Továbbjutott                              | Továbbjutott                              | Továbbjutott                              | Továbbjutott                              | Továbbjutott                              | Továbbjutott                              | Továbbjutott                              | Továbbjutott                              | Továbbjutott                              | Továbbjutott                              | Továbbjutott                              | Továbbjutott                              | Továbbjutott                              | Továbbjutott                              | Továbbjutott                              | Továbbjutott                              | Továbbjutott                              | Továbbjutott                              | Továbbjutott                              | Továbbjutott                              | Továbbjutott                              | Továbbjutott                              | Továbbjutott                              | Továbbjutott                              | Továbbjutott                              | Továbbjutott                              | Továbbjutott                              | Továbbjutott                              | Továbbjutott                              | Továbbjutott                              | Továbbjutott                              | Továbbjutott                              | Továbbjutott                              | Továbbjutott                              | Továbbjutott                              | Továbbjutott                              | Továbbjutott                              | Továbbjutott                              | Továbbjutott                              | Továbbjutott                              | Továbbjutott                              | Továbbjutott                              | Továbbjutott                              | Továbbjutott                              | Továbbjutott                              | Továbbjutott                              | Továbbjutott                              | Továbbjutott                              | Továbbjutott                              | Továbbjutott                              | Továbbjutott                              | Továbbjutott                              | Továbbjutott                              | Továbbjutott                              | Továbbjutott                              | Továbbjutott                              | Továbbjutott                              | Továbbjutott                              | Továbbjutott                              |
| Top 8                  | Top 8                  | Top 8                  | Top 8                  | Top 8                  | Top 8                  | Top 8                  | Top 8                  | Top 8                  | Top 8                  | Top 8                  | Top 8                  | Top 8                  | Top 8                  | Top 8                  | Top 8                  | Top 8                  | Top 8                  | Top 8                  | Top 8                  | Top 8                  | Top 8                  | Top 8                  | Top 8                  | Top 8                  | Top 8                  | Top 8                  | Top 8                  | Top 8                  | Top 8                  | Top 8                  | Top 8                  | Top 8                  | Top 8                  | Top 8                  | Top 8                  | Top 8                  | Top 8                  | Top 8                  | Top 8                  | Top 8                  | Top 8                  | Top 8                  | Top 8                  | Top 8                  | Top 8                  | Top 8                  | Top 8                  | Top 8                  | Top 8                  | Top 8                  | Top 8                  | Top 8                  | Top 8                  | Top 8                  | Top 8                  | Top 8                  | Top 8                  | Top 8                  | Top 8                  | Top 8                  | Top 8                  | Top 8                  | Top 8                  | Top 8                  | Top 8                  | Top 8                  | Top 8                  | Top 8                  | Top 8                  | Top 8                  | Top 8                  | Top 8                  | Top 8                  | Top 8                  | Top 8                  | Top 8                  | Top 8                  | Top 8                  | Top 8                  | Top 8                  | Top 8                  | Top 8                  | Top 8                  | Top 8                  | Top 8                  | Top 8                  | Top 8                  | Top 8                  | Top 8                  | Top 8                  | Top 8                  | Top 8                  | Top 8                  | Top 8                  | Top 8                  | Top 8                  | Top 8                  | Top 8                  | Top 8                  | Latin                                                                           | Latin                                                                           | Latin                                                                           | Latin                                                                           | Latin                                                                           | Latin                                                                           | Latin                                                                           | Latin                                                                           | Latin                                                                           | Latin                                                                           | Latin                                                                           | Latin                                                                           | Latin                                                                           | Latin                                                                           | Latin                                                                           | Latin                                                                           | Latin                                                                           | Latin                                                                           | Latin                                                                           | Latin                                                                           | Latin                                                                           | Latin                                                                           | Latin                                                                           | Latin                                                                           | Latin                                                                           | Latin                                                                           | Latin                                                                           | Latin                                                                           | Latin                                                                           | Latin                                                                           | Latin                                                                           | Latin                                                                           | Latin                                                                           | Latin                                                                           | Latin                                                                           | Latin                                                                           | Latin                                                                           | Latin                                                                           | Latin                                                                           | Latin                                                                           | Latin                                                                           | Latin                                                                           | Latin                                                                           | Latin                                                                           | Latin                                                                           | Latin                                                                           | Latin                                                                           | Latin                                                                           | Latin                                                                           | Latin                                                                           | Latin                                                                           | Latin                                                                           | Latin                                                                           | Latin                                                                           | Latin                                                                           | Latin                                                                           | Latin                                                                           | Latin                                                                           | Latin                                                                           | Latin                                                                           | Latin                                                                           | Latin                                                                           | Latin                                                                           | Latin                                                                           | Latin                                                                           | Latin                                                                           | Latin                                                                           | Latin                                                                           | Latin                                                                           | Latin                                                                           | Latin                                                                           | Latin                                                                           | Latin                                                                           | Latin                                                                           | Latin                                                                           | Latin                                                                           | Latin                                                                           | Latin                                                                           | Latin                                                                           | Latin                                                                           | Latin                                                                           | Latin                                                                           | Latin                                                                           | Latin                                                                           | Latin                                                                           | Latin                                                                           | Latin                                                                           | Latin                                                                           | Latin                                                                           | Latin                                                                           | Latin                                                                           | Latin                                                                           | Latin                                                                           | Latin                                                                           | Latin                                                                           | Latin                                                                           | Latin                                                                           | Latin                                                                           | Latin                                                                           | Latin                                                                           | Rhythm Is Gonna Get You                                             | Rhythm Is Gonna Get You                                             | Rhythm Is Gonna Get You                                             | Rhythm Is Gonna Get You                                             | Rhythm Is Gonna Get You                                             | Rhythm Is Gonna Get You                                             | Rhythm Is Gonna Get You                                             | Rhythm Is Gonna Get You                                             | Rhythm Is Gonna Get You                                             | Rhythm Is Gonna Get You                                             | Rhythm Is Gonna Get You                                             | Rhythm Is Gonna Get You                                             | Rhythm Is Gonna Get You                                             | Rhythm Is Gonna Get You                                             | Rhythm Is Gonna Get You                                             | Rhythm Is Gonna Get You                                             | Rhythm Is Gonna Get You                                             | Rhythm Is Gonna Get You                                             | Rhythm Is Gonna Get You                                             | Rhythm Is Gonna Get You                                             | Rhythm Is Gonna Get You                                             | Rhythm Is Gonna Get You                                             | Rhythm Is Gonna Get You                                             | Rhythm Is Gonna Get You                                             | Rhythm Is Gonna Get You                                             | Rhythm Is Gonna Get You                                             | Rhythm Is Gonna Get You                                             | Rhythm Is Gonna Get You                                             | Rhythm Is Gonna Get You                                             | Rhythm Is Gonna Get You                                             | Rhythm Is Gonna Get You                                             | Rhythm Is Gonna Get You                                             | Rhythm Is Gonna Get You                                             | Rhythm Is Gonna Get You                                             | Rhythm Is Gonna Get You                                             | Rhythm Is Gonna Get You                                             | Rhythm Is Gonna Get You                                             | Rhythm Is Gonna Get You                                             | Rhythm Is Gonna Get You                                             | Rhythm Is Gonna Get You                                             | Rhythm Is Gonna Get You                                             | Rhythm Is Gonna Get You                                             | Rhythm Is Gonna Get You                                             | Rhythm Is Gonna Get You                                             | Rhythm Is Gonna Get You                                             | Rhythm Is Gonna Get You                                             | Rhythm Is Gonna Get You                                             | Rhythm Is Gonna Get You                                             | Rhythm Is Gonna Get You                                             | Rhythm Is Gonna Get You                                             | Rhythm Is Gonna Get You                                             | Rhythm Is Gonna Get You                                             | Rhythm Is Gonna Get You                                             | Rhythm Is Gonna Get You                                             | Rhythm Is Gonna Get You                                             | Rhythm Is Gonna Get You                                             | Rhythm Is Gonna Get You                                             | Rhythm Is Gonna Get You                                             | Rhythm Is Gonna Get You                                             | Rhythm Is Gonna Get You                                             | Rhythm Is Gonna Get You                                             | Rhythm Is Gonna Get You                                             | Rhythm Is Gonna Get You                                             | Rhythm Is Gonna Get You                                             | Rhythm Is Gonna Get You                                             | Rhythm Is Gonna Get You                                             | Rhythm Is Gonna Get You                                             | Rhythm Is Gonna Get You                                             | Rhythm Is Gonna Get You                                             | Rhythm Is Gonna Get You                                             | Rhythm Is Gonna Get You                                             | Rhythm Is Gonna Get You                                             | Rhythm Is Gonna Get You                                             | Rhythm Is Gonna Get You                                             | Rhythm Is Gonna Get You                                             | Rhythm Is Gonna Get You                                             | Rhythm Is Gonna Get You                                             | Rhythm Is Gonna Get You                                             | Rhythm Is Gonna Get You                                             | Rhythm Is Gonna Get You                                             | Rhythm Is Gonna Get You                                             | Rhythm Is Gonna Get You                                             | Rhythm Is Gonna Get You                                             | Rhythm Is Gonna Get You                                             | Rhythm Is Gonna Get You                                             | Rhythm Is Gonna Get You                                             | Rhythm Is Gonna Get You                                             | Rhythm Is Gonna Get You                                             | Rhythm Is Gonna Get You                                             | Rhythm Is Gonna Get You                                             | Rhythm Is Gonna Get You                                             | Rhythm Is Gonna Get You                                             | Rhythm Is Gonna Get You                                             | Rhythm Is Gonna Get You                                             | Rhythm Is Gonna Get You                                             | Rhythm Is Gonna Get You                                             | Rhythm Is Gonna Get You                                             | Rhythm Is Gonna Get You                                             | Rhythm Is Gonna Get You                                             | Rhythm Is Gonna Get You                                             | Gloria Estefan                                   | Gloria Estefan                                   | Gloria Estefan                                   | Gloria Estefan                                   | Gloria Estefan                                   | Gloria Estefan                                   | Gloria Estefan                                   | Gloria Estefan                                   | Gloria Estefan                                   | Gloria Estefan                                   | Gloria Estefan                                   | Gloria Estefan                                   | Gloria Estefan                                   | Gloria Estefan                                   | Gloria Estefan                                   | Gloria Estefan                                   | Gloria Estefan                                   | Gloria Estefan                                   | Gloria Estefan                                   | Gloria Estefan                                   | Gloria Estefan                                   | Gloria Estefan                                   | Gloria Estefan                                   | Gloria Estefan                                   | Gloria Estefan                                   | Gloria Estefan                                   | Gloria Estefan                                   | Gloria Estefan                                   | Gloria Estefan                                   | Gloria Estefan                                   | Gloria Estefan                                   | Gloria Estefan                                   | Gloria Estefan                                   | Gloria Estefan                                   | Gloria Estefan                                   | Gloria Estefan                                   | Gloria Estefan                                   | Gloria Estefan                                   | Gloria Estefan                                   | Gloria Estefan                                   | Gloria Estefan                                   | Gloria Estefan                                   | Gloria Estefan                                   | Gloria Estefan                                   | Gloria Estefan                                   | Gloria Estefan                                   | Gloria Estefan                                   | Gloria Estefan                                   | Gloria Estefan                                   | Gloria Estefan                                   | Gloria Estefan                                   | Gloria Estefan                                   | Gloria Estefan                                   | Gloria Estefan                                   | Gloria Estefan                                   | Gloria Estefan                                   | Gloria Estefan                                   | Gloria Estefan                                   | Gloria Estefan                                   | Gloria Estefan                                   | Gloria Estefan                                   | Gloria Estefan                                   | Gloria Estefan                                   | Gloria Estefan                                   | Gloria Estefan                                   | Gloria Estefan                                   | Gloria Estefan                                   | Gloria Estefan                                   | Gloria Estefan                                   | Gloria Estefan                                   | Gloria Estefan                                   | Gloria Estefan                                   | Gloria Estefan                                   | Gloria Estefan                                   | Gloria Estefan                                   | Gloria Estefan                                   | Gloria Estefan                                   | Gloria Estefan                                   | Gloria Estefan                                   | Gloria Estefan                                   | Gloria Estefan                                   | Gloria Estefan                                   | Gloria Estefan                                   | Gloria Estefan                                   | Gloria Estefan                                   | Gloria Estefan                                   | Gloria Estefan                                   | Gloria Estefan                                   | Gloria Estefan                                   | Gloria Estefan                                   | Gloria Estefan                                   | Gloria Estefan                                   | Gloria Estefan                                   | Gloria Estefan                                   | Gloria Estefan                                   | Gloria Estefan                                   | Gloria Estefan                                   | Gloria Estefan                                   | Gloria Estefan                                   | Gloria Estefan                                   | 6       | 6       | 6       | 6       | 6       | 6       | 6       | 6       | 6       | 6       | 6       | 6       | 6       | 6       | 6       | 6       | 6       | 6       | 6       | 6       | 6       | 6       | 6       | 6       | 6       | 6       | 6       | 6       | 6       | 6       | 6       | 6       | 6       | 6       | 6       | 6       | 6       | 6       | 6       | 6       | 6       | 6       | 6       | 6       | 6       | 6       | 6       | 6       | 6       | 6       | 6       | 6       | 6       | 6       | 6       | 6       | 6       | 6       | 6       | 6       | 6       | 6       | 6       | 6       | 6       | 6       | 6       | 6       | 6       | 6       | 6       | 6       | 6       | 6       | 6       | 6       | 6       | 6       | 6       | 6       | 6       | 6       | 6       | 6       | 6       | 6       | 6       | 6       | 6       | 6       | 6       | 6       | 6       | 6       | 6       | 6       | 6       | 6       | 6       | 6       | Továbbjutott                              | Továbbjutott                              | Továbbjutott                              | Továbbjutott                              | Továbbjutott                              | Továbbjutott                              | Továbbjutott                              | Továbbjutott                              | Továbbjutott                              | Továbbjutott                              | Továbbjutott                              | Továbbjutott                              | Továbbjutott                              | Továbbjutott                              | Továbbjutott                              | Továbbjutott                              | Továbbjutott                              | Továbbjutott                              | Továbbjutott                              | Továbbjutott                              | Továbbjutott                              | Továbbjutott                              | Továbbjutott                              | Továbbjutott                              | Továbbjutott                              | Továbbjutott                              | Továbbjutott                              | Továbbjutott                              | Továbbjutott                              | Továbbjutott                              | Továbbjutott                              | Továbbjutott                              | Továbbjutott                              | Továbbjutott                              | Továbbjutott                              | Továbbjutott                              | Továbbjutott                              | Továbbjutott                              | Továbbjutott                              | Továbbjutott                              | Továbbjutott                              | Továbbjutott                              | Továbbjutott                              | Továbbjutott                              | Továbbjutott                              | Továbbjutott                              | Továbbjutott                              | Továbbjutott                              | Továbbjutott                              | Továbbjutott                              | Továbbjutott                              | Továbbjutott                              | Továbbjutott                              | Továbbjutott                              | Továbbjutott                              | Továbbjutott                              | Továbbjutott                              | Továbbjutott                              | Továbbjutott                              | Továbbjutott                              | Továbbjutott                              | Továbbjutott                              | Továbbjutott                              | Továbbjutott                              | Továbbjutott                              | Továbbjutott                              | Továbbjutott                              | Továbbjutott                              | Továbbjutott                              | Továbbjutott                              | Továbbjutott                              | Továbbjutott                              | Továbbjutott                              | Továbbjutott                              | Továbbjutott                              | Továbbjutott                              | Továbbjutott                              | Továbbjutott                              | Továbbjutott                              | Továbbjutott                              | Továbbjutott                              | Továbbjutott                              | Továbbjutott                              | Továbbjutott                              | Továbbjutott                              | Továbbjutott                              | Továbbjutott                              | Továbbjutott                              | Továbbjutott                              | Továbbjutott                              | Továbbjutott                              | Továbbjutott                              | Továbbjutott                              | Továbbjutott                              | Továbbjutott                              | Továbbjutott                              | Továbbjutott                              | Továbbjutott                              | Továbbjutott                              | Továbbjutott                              |
| Top 7                  | Top 7                  | Top 7                  | Top 7                  | Top 7                  | Top 7                  | Top 7                  | Top 7                  | Top 7                  | Top 7                  | Top 7                  | Top 7                  | Top 7                  | Top 7                  | Top 7                  | Top 7                  | Top 7                  | Top 7                  | Top 7                  | Top 7                  | Top 7                  | Top 7                  | Top 7                  | Top 7                  | Top 7                  | Top 7                  | Top 7                  | Top 7                  | Top 7                  | Top 7                  | Top 7                  | Top 7                  | Top 7                  | Top 7                  | Top 7                  | Top 7                  | Top 7                  | Top 7                  | Top 7                  | Top 7                  | Top 7                  | Top 7                  | Top 7                  | Top 7                  | Top 7                  | Top 7                  | Top 7                  | Top 7                  | Top 7                  | Top 7                  | Top 7                  | Top 7                  | Top 7                  | Top 7                  | Top 7                  | Top 7                  | Top 7                  | Top 7                  | Top 7                  | Top 7                  | Top 7                  | Top 7                  | Top 7                  | Top 7                  | Top 7                  | Top 7                  | Top 7                  | Top 7                  | Top 7                  | Top 7                  | Top 7                  | Top 7                  | Top 7                  | Top 7                  | Top 7                  | Top 7                  | Top 7                  | Top 7                  | Top 7                  | Top 7                  | Top 7                  | Top 7                  | Top 7                  | Top 7                  | Top 7                  | Top 7                  | Top 7                  | Top 7                  | Top 7                  | Top 7                  | Top 7                  | Top 7                  | Top 7                  | Top 7                  | Top 7                  | Top 7                  | Top 7                  | Top 7                  | Top 7                  | Top 7                  | Country                                                                         | Country                                                                         | Country                                                                         | Country                                                                         | Country                                                                         | Country                                                                         | Country                                                                         | Country                                                                         | Country                                                                         | Country                                                                         | Country                                                                         | Country                                                                         | Country                                                                         | Country                                                                         | Country                                                                         | Country                                                                         | Country                                                                         | Country                                                                         | Country                                                                         | Country                                                                         | Country                                                                         | Country                                                                         | Country                                                                         | Country                                                                         | Country                                                                         | Country                                                                         | Country                                                                         | Country                                                                         | Country                                                                         | Country                                                                         | Country                                                                         | Country                                                                         | Country                                                                         | Country                                                                         | Country                                                                         | Country                                                                         | Country                                                                         | Country                                                                         | Country                                                                         | Country                                                                         | Country                                                                         | Country                                                                         | Country                                                                         | Country                                                                         | Country                                                                         | Country                                                                         | Country                                                                         | Country                                                                         | Country                                                                         | Country                                                                         | Country                                                                         | Country                                                                         | Country                                                                         | Country                                                                         | Country                                                                         | Country                                                                         | Country                                                                         | Country                                                                         | Country                                                                         | Country                                                                         | Country                                                                         | Country                                                                         | Country                                                                         | Country                                                                         | Country                                                                         | Country                                                                         | Country                                                                         | Country                                                                         | Country                                                                         | Country                                                                         | Country                                                                         | Country                                                                         | Country                                                                         | Country                                                                         | Country                                                                         | Country                                                                         | Country                                                                         | Country                                                                         | Country                                                                         | Country                                                                         | Country                                                                         | Country                                                                         | Country                                                                         | Country                                                                         | Country                                                                         | Country                                                                         | Country                                                                         | Country                                                                         | Country                                                                         | Country                                                                         | Country                                                                         | Country                                                                         | Country                                                                         | Country                                                                         | Country                                                                         | Country                                                                         | Country                                                                         | Country                                                                         | Country                                                                         | Country                                                                         | A Broken Wing                                                       | A Broken Wing                                                       | A Broken Wing                                                       | A Broken Wing                                                       | A Broken Wing                                                       | A Broken Wing                                                       | A Broken Wing                                                       | A Broken Wing                                                       | A Broken Wing                                                       | A Broken Wing                                                       | A Broken Wing                                                       | A Broken Wing                                                       | A Broken Wing                                                       | A Broken Wing                                                       | A Broken Wing                                                       | A Broken Wing                                                       | A Broken Wing                                                       | A Broken Wing                                                       | A Broken Wing                                                       | A Broken Wing                                                       | A Broken Wing                                                       | A Broken Wing                                                       | A Broken Wing                                                       | A Broken Wing                                                       | A Broken Wing                                                       | A Broken Wing                                                       | A Broken Wing                                                       | A Broken Wing                                                       | A Broken Wing                                                       | A Broken Wing                                                       | A Broken Wing                                                       | A Broken Wing                                                       | A Broken Wing                                                       | A Broken Wing                                                       | A Broken Wing                                                       | A Broken Wing                                                       | A Broken Wing                                                       | A Broken Wing                                                       | A Broken Wing                                                       | A Broken Wing                                                       | A Broken Wing                                                       | A Broken Wing                                                       | A Broken Wing                                                       | A Broken Wing                                                       | A Broken Wing                                                       | A Broken Wing                                                       | A Broken Wing                                                       | A Broken Wing                                                       | A Broken Wing                                                       | A Broken Wing                                                       | A Broken Wing                                                       | A Broken Wing                                                       | A Broken Wing                                                       | A Broken Wing                                                       | A Broken Wing                                                       | A Broken Wing                                                       | A Broken Wing                                                       | A Broken Wing                                                       | A Broken Wing                                                       | A Broken Wing                                                       | A Broken Wing                                                       | A Broken Wing                                                       | A Broken Wing                                                       | A Broken Wing                                                       | A Broken Wing                                                       | A Broken Wing                                                       | A Broken Wing                                                       | A Broken Wing                                                       | A Broken Wing                                                       | A Broken Wing                                                       | A Broken Wing                                                       | A Broken Wing                                                       | A Broken Wing                                                       | A Broken Wing                                                       | A Broken Wing                                                       | A Broken Wing                                                       | A Broken Wing                                                       | A Broken Wing                                                       | A Broken Wing                                                       | A Broken Wing                                                       | A Broken Wing                                                       | A Broken Wing                                                       | A Broken Wing                                                       | A Broken Wing                                                       | A Broken Wing                                                       | A Broken Wing                                                       | A Broken Wing                                                       | A Broken Wing                                                       | A Broken Wing                                                       | A Broken Wing                                                       | A Broken Wing                                                       | A Broken Wing                                                       | A Broken Wing                                                       | A Broken Wing                                                       | A Broken Wing                                                       | A Broken Wing                                                       | A Broken Wing                                                       | A Broken Wing                                                       | A Broken Wing                                                       | A Broken Wing                                                       | Martina McBride                                  | Martina McBride                                  | Martina McBride                                  | Martina McBride                                  | Martina McBride                                  | Martina McBride                                  | Martina McBride                                  | Martina McBride                                  | Martina McBride                                  | Martina McBride                                  | Martina McBride                                  | Martina McBride                                  | Martina McBride                                  | Martina McBride                                  | Martina McBride                                  | Martina McBride                                  | Martina McBride                                  | Martina McBride                                  | Martina McBride                                  | Martina McBride                                  | Martina McBride                                  | Martina McBride                                  | Martina McBride                                  | Martina McBride                                  | Martina McBride                                  | Martina McBride                                  | Martina McBride                                  | Martina McBride                                  | Martina McBride                                  | Martina McBride                                  | Martina McBride                                  | Martina McBride                                  | Martina McBride                                  | Martina McBride                                  | Martina McBride                                  | Martina McBride                                  | Martina McBride                                  | Martina McBride                                  | Martina McBride                                  | Martina McBride                                  | Martina McBride                                  | Martina McBride                                  | Martina McBride                                  | Martina McBride                                  | Martina McBride                                  | Martina McBride                                  | Martina McBride                                  | Martina McBride                                  | Martina McBride                                  | Martina McBride                                  | Martina McBride                                  | Martina McBride                                  | Martina McBride                                  | Martina McBride                                  | Martina McBride                                  | Martina McBride                                  | Martina McBride                                  | Martina McBride                                  | Martina McBride                                  | Martina McBride                                  | Martina McBride                                  | Martina McBride                                  | Martina McBride                                  | Martina McBride                                  | Martina McBride                                  | Martina McBride                                  | Martina McBride                                  | Martina McBride                                  | Martina McBride                                  | Martina McBride                                  | Martina McBride                                  | Martina McBride                                  | Martina McBride                                  | Martina McBride                                  | Martina McBride                                  | Martina McBride                                  | Martina McBride                                  | Martina McBride                                  | Martina McBride                                  | Martina McBride                                  | Martina McBride                                  | Martina McBride                                  | Martina McBride                                  | Martina McBride                                  | Martina McBride                                  | Martina McBride                                  | Martina McBride                                  | Martina McBride                                  | Martina McBride                                  | Martina McBride                                  | Martina McBride                                  | Martina McBride                                  | Martina McBride                                  | Martina McBride                                  | Martina McBride                                  | Martina McBride                                  | Martina McBride                                  | Martina McBride                                  | Martina McBride                                  | Martina McBride                                  | 2       | 2       | 2       | 2       | 2       | 2       | 2       | 2       | 2       | 2       | 2       | 2       | 2       | 2       | 2       | 2       | 2       | 2       | 2       | 2       | 2       | 2       | 2       | 2       | 2       | 2       | 2       | 2       | 2       | 2       | 2       | 2       | 2       | 2       | 2       | 2       | 2       | 2       | 2       | 2       | 2       | 2       | 2       | 2       | 2       | 2       | 2       | 2       | 2       | 2       | 2       | 2       | 2       | 2       | 2       | 2       | 2       | 2       | 2       | 2       | 2       | 2       | 2       | 2       | 2       | 2       | 2       | 2       | 2       | 2       | 2       | 2       | 2       | 2       | 2       | 2       | 2       | 2       | 2       | 2       | 2       | 2       | 2       | 2       | 2       | 2       | 2       | 2       | 2       | 2       | 2       | 2       | 2       | 2       | 2       | 2       | 2       | 2       | 2       | 2       | Továbbjutott                              | Továbbjutott                              | Továbbjutott                              | Továbbjutott                              | Továbbjutott                              | Továbbjutott                              | Továbbjutott                              | Továbbjutott                              | Továbbjutott                              | Továbbjutott                              | Továbbjutott                              | Továbbjutott                              | Továbbjutott                              | Továbbjutott                              | Továbbjutott                              | Továbbjutott                              | Továbbjutott                              | Továbbjutott                              | Továbbjutott                              | Továbbjutott                              | Továbbjutott                              | Továbbjutott                              | Továbbjutott                              | Továbbjutott                              | Továbbjutott                              | Továbbjutott                              | Továbbjutott                              | Továbbjutott                              | Továbbjutott                              | Továbbjutott                              | Továbbjutott                              | Továbbjutott                              | Továbbjutott                              | Továbbjutott                              | Továbbjutott                              | Továbbjutott                              | Továbbjutott                              | Továbbjutott                              | Továbbjutott                              | Továbbjutott                              | Továbbjutott                              | Továbbjutott                              | Továbbjutott                              | Továbbjutott                              | Továbbjutott                              | Továbbjutott                              | Továbbjutott                              | Továbbjutott                              | Továbbjutott                              | Továbbjutott                              | Továbbjutott                              | Továbbjutott                              | Továbbjutott                              | Továbbjutott                              | Továbbjutott                              | Továbbjutott                              | Továbbjutott                              | Továbbjutott                              | Továbbjutott                              | Továbbjutott                              | Továbbjutott                              | Továbbjutott                              | Továbbjutott                              | Továbbjutott                              | Továbbjutott                              | Továbbjutott                              | Továbbjutott                              | Továbbjutott                              | Továbbjutott                              | Továbbjutott                              | Továbbjutott                              | Továbbjutott                              | Továbbjutott                              | Továbbjutott                              | Továbbjutott                              | Továbbjutott                              | Továbbjutott                              | Továbbjutott                              | Továbbjutott                              | Továbbjutott                              | Továbbjutott                              | Továbbjutott                              | Továbbjutott                              | Továbbjutott                              | Továbbjutott                              | Továbbjutott                              | Továbbjutott                              | Továbbjutott                              | Továbbjutott                              | Továbbjutott                              | Továbbjutott                              | Továbbjutott                              | Továbbjutott                              | Továbbjutott                              | Továbbjutott                              | Továbbjutott                              | Továbbjutott                              | Továbbjutott                              | Továbbjutott                              | Továbbjutott                              |
| Top 6                  | Top 6                  | Top 6                  | Top 6                  | Top 6                  | Top 6                  | Top 6                  | Top 6                  | Top 6                  | Top 6                  | Top 6                  | Top 6                  | Top 6                  | Top 6                  | Top 6                  | Top 6                  | Top 6                  | Top 6                  | Top 6                  | Top 6                  | Top 6                  | Top 6                  | Top 6                  | Top 6                  | Top 6                  | Top 6                  | Top 6                  | Top 6                  | Top 6                  | Top 6                  | Top 6                  | Top 6                  | Top 6                  | Top 6                  | Top 6                  | Top 6                  | Top 6                  | Top 6                  | Top 6                  | Top 6                  | Top 6                  | Top 6                  | Top 6                  | Top 6                  | Top 6                  | Top 6                  | Top 6                  | Top 6                  | Top 6                  | Top 6                  | Top 6                  | Top 6                  | Top 6                  | Top 6                  | Top 6                  | Top 6                  | Top 6                  | Top 6                  | Top 6                  | Top 6                  | Top 6                  | Top 6                  | Top 6                  | Top 6                  | Top 6                  | Top 6                  | Top 6                  | Top 6                  | Top 6                  | Top 6                  | Top 6                  | Top 6                  | Top 6                  | Top 6                  | Top 6                  | Top 6                  | Top 6                  | Top 6                  | Top 6                  | Top 6                  | Top 6                  | Top 6                  | Top 6                  | Top 6                  | Top 6                  | Top 6                  | Top 6                  | Top 6                  | Top 6                  | Top 6                  | Top 6                  | Top 6                  | Top 6                  | Top 6                  | Top 6                  | Top 6                  | Top 6                  | Top 6                  | Top 6                  | Top 6                  | Lelekesítés                                                                     | Lelekesítés                                                                     | Lelekesítés                                                                     | Lelekesítés                                                                     | Lelekesítés                                                                     | Lelekesítés                                                                     | Lelekesítés                                                                     | Lelekesítés                                                                     | Lelekesítés                                                                     | Lelekesítés                                                                     | Lelekesítés                                                                     | Lelekesítés                                                                     | Lelekesítés                                                                     | Lelekesítés                                                                     | Lelekesítés                                                                     | Lelekesítés                                                                     | Lelekesítés                                                                     | Lelekesítés                                                                     | Lelekesítés                                                                     | Lelekesítés                                                                     | Lelekesítés                                                                     | Lelekesítés                                                                     | Lelekesítés                                                                     | Lelekesítés                                                                     | Lelekesítés                                                                     | Lelekesítés                                                                     | Lelekesítés                                                                     | Lelekesítés                                                                     | Lelekesítés                                                                     | Lelekesítés                                                                     | Lelekesítés                                                                     | Lelekesítés                                                                     | Lelekesítés                                                                     | Lelekesítés                                                                     | Lelekesítés                                                                     | Lelekesítés                                                                     | Lelekesítés                                                                     | Lelekesítés                                                                     | Lelekesítés                                                                     | Lelekesítés                                                                     | Lelekesítés                                                                     | Lelekesítés                                                                     | Lelekesítés                                                                     | Lelekesítés                                                                     | Lelekesítés                                                                     | Lelekesítés                                                                     | Lelekesítés                                                                     | Lelekesítés                                                                     | Lelekesítés                                                                     | Lelekesítés                                                                     | Lelekesítés                                                                     | Lelekesítés                                                                     | Lelekesítés                                                                     | Lelekesítés                                                                     | Lelekesítés                                                                     | Lelekesítés                                                                     | Lelekesítés                                                                     | Lelekesítés                                                                     | Lelekesítés                                                                     | Lelekesítés                                                                     | Lelekesítés                                                                     | Lelekesítés                                                                     | Lelekesítés                                                                     | Lelekesítés                                                                     | Lelekesítés                                                                     | Lelekesítés                                                                     | Lelekesítés                                                                     | Lelekesítés                                                                     | Lelekesítés                                                                     | Lelekesítés                                                                     | Lelekesítés                                                                     | Lelekesítés                                                                     | Lelekesítés                                                                     | Lelekesítés                                                                     | Lelekesítés                                                                     | Lelekesítés                                                                     | Lelekesítés                                                                     | Lelekesítés                                                                     | Lelekesítés                                                                     | Lelekesítés                                                                     | Lelekesítés                                                                     | Lelekesítés                                                                     | Lelekesítés                                                                     | Lelekesítés                                                                     | Lelekesítés                                                                     | Lelekesítés                                                                     | Lelekesítés                                                                     | Lelekesítés                                                                     | Lelekesítés                                                                     | Lelekesítés                                                                     | Lelekesítés                                                                     | Lelekesítés                                                                     | Lelekesítés                                                                     | Lelekesítés                                                                     | Lelekesítés                                                                     | Lelekesítés                                                                     | Lelekesítés                                                                     | Lelekesítés                                                                     | Lelekesítés                                                                     | Lelekesítés                                                                     | You'll Never Walk Alone                                             | You'll Never Walk Alone                                             | You'll Never Walk Alone                                             | You'll Never Walk Alone                                             | You'll Never Walk Alone                                             | You'll Never Walk Alone                                             | You'll Never Walk Alone                                             | You'll Never Walk Alone                                             | You'll Never Walk Alone                                             | You'll Never Walk Alone                                             | You'll Never Walk Alone                                             | You'll Never Walk Alone                                             | You'll Never Walk Alone                                             | You'll Never Walk Alone                                             | You'll Never Walk Alone                                             | You'll Never Walk Alone                                             | You'll Never Walk Alone                                             | You'll Never Walk Alone                                             | You'll Never Walk Alone                                             | You'll Never Walk Alone                                             | You'll Never Walk Alone                                             | You'll Never Walk Alone                                             | You'll Never Walk Alone                                             | You'll Never Walk Alone                                             | You'll Never Walk Alone                                             | You'll Never Walk Alone                                             | You'll Never Walk Alone                                             | You'll Never Walk Alone                                             | You'll Never Walk Alone                                             | You'll Never Walk Alone                                             | You'll Never Walk Alone                                             | You'll Never Walk Alone                                             | You'll Never Walk Alone                                             | You'll Never Walk Alone                                             | You'll Never Walk Alone                                             | You'll Never Walk Alone                                             | You'll Never Walk Alone                                             | You'll Never Walk Alone                                             | You'll Never Walk Alone                                             | You'll Never Walk Alone                                             | You'll Never Walk Alone                                             | You'll Never Walk Alone                                             | You'll Never Walk Alone                                             | You'll Never Walk Alone                                             | You'll Never Walk Alone                                             | You'll Never Walk Alone                                             | You'll Never Walk Alone                                             | You'll Never Walk Alone                                             | You'll Never Walk Alone                                             | You'll Never Walk Alone                                             | You'll Never Walk Alone                                             | You'll Never Walk Alone                                             | You'll Never Walk Alone                                             | You'll Never Walk Alone                                             | You'll Never Walk Alone                                             | You'll Never Walk Alone                                             | You'll Never Walk Alone                                             | You'll Never Walk Alone                                             | You'll Never Walk Alone                                             | You'll Never Walk Alone                                             | You'll Never Walk Alone                                             | You'll Never Walk Alone                                             | You'll Never Walk Alone                                             | You'll Never Walk Alone                                             | You'll Never Walk Alone                                             | You'll Never Walk Alone                                             | You'll Never Walk Alone                                             | You'll Never Walk Alone                                             | You'll Never Walk Alone                                             | You'll Never Walk Alone                                             | You'll Never Walk Alone                                             | You'll Never Walk Alone                                             | You'll Never Walk Alone                                             | You'll Never Walk Alone                                             | You'll Never Walk Alone                                             | You'll Never Walk Alone                                             | You'll Never Walk Alone                                             | You'll Never Walk Alone                                             | You'll Never Walk Alone                                             | You'll Never Walk Alone                                             | You'll Never Walk Alone                                             | You'll Never Walk Alone                                             | You'll Never Walk Alone                                             | You'll Never Walk Alone                                             | You'll Never Walk Alone                                             | You'll Never Walk Alone                                             | You'll Never Walk Alone                                             | You'll Never Walk Alone                                             | You'll Never Walk Alone                                             | You'll Never Walk Alone                                             | You'll Never Walk Alone                                             | You'll Never Walk Alone                                             | You'll Never Walk Alone                                             | You'll Never Walk Alone                                             | You'll Never Walk Alone                                             | You'll Never Walk Alone                                             | You'll Never Walk Alone                                             | You'll Never Walk Alone                                             | You'll Never Walk Alone                                             | You'll Never Walk Alone                                             | Richard Rodgers                                  | Richard Rodgers                                  | Richard Rodgers                                  | Richard Rodgers                                  | Richard Rodgers                                  | Richard Rodgers                                  | Richard Rodgers                                  | Richard Rodgers                                  | Richard Rodgers                                  | Richard Rodgers                                  | Richard Rodgers                                  | Richard Rodgers                                  | Richard Rodgers                                  | Richard Rodgers                                  | Richard Rodgers                                  | Richard Rodgers                                  | Richard Rodgers                                  | Richard Rodgers                                  | Richard Rodgers                                  | Richard Rodgers                                  | Richard Rodgers                                  | Richard Rodgers                                  | Richard Rodgers                                  | Richard Rodgers                                  | Richard Rodgers                                  | Richard Rodgers                                  | Richard Rodgers                                  | Richard Rodgers                                  | Richard Rodgers                                  | Richard Rodgers                                  | Richard Rodgers                                  | Richard Rodgers                                  | Richard Rodgers                                  | Richard Rodgers                                  | Richard Rodgers                                  | Richard Rodgers                                  | Richard Rodgers                                  | Richard Rodgers                                  | Richard Rodgers                                  | Richard Rodgers                                  | Richard Rodgers                                  | Richard Rodgers                                  | Richard Rodgers                                  | Richard Rodgers                                  | Richard Rodgers                                  | Richard Rodgers                                  | Richard Rodgers                                  | Richard Rodgers                                  | Richard Rodgers                                  | Richard Rodgers                                  | Richard Rodgers                                  | Richard Rodgers                                  | Richard Rodgers                                  | Richard Rodgers                                  | Richard Rodgers                                  | Richard Rodgers                                  | Richard Rodgers                                  | Richard Rodgers                                  | Richard Rodgers                                  | Richard Rodgers                                  | Richard Rodgers                                  | Richard Rodgers                                  | Richard Rodgers                                  | Richard Rodgers                                  | Richard Rodgers                                  | Richard Rodgers                                  | Richard Rodgers                                  | Richard Rodgers                                  | Richard Rodgers                                  | Richard Rodgers                                  | Richard Rodgers                                  | Richard Rodgers                                  | Richard Rodgers                                  | Richard Rodgers                                  | Richard Rodgers                                  | Richard Rodgers                                  | Richard Rodgers                                  | Richard Rodgers                                  | Richard Rodgers                                  | Richard Rodgers                                  | Richard Rodgers                                  | Richard Rodgers                                  | Richard Rodgers                                  | Richard Rodgers                                  | Richard Rodgers                                  | Richard Rodgers                                  | Richard Rodgers                                  | Richard Rodgers                                  | Richard Rodgers                                  | Richard Rodgers                                  | Richard Rodgers                                  | Richard Rodgers                                  | Richard Rodgers                                  | Richard Rodgers                                  | Richard Rodgers                                  | Richard Rodgers                                  | Richard Rodgers                                  | Richard Rodgers                                  | Richard Rodgers                                  | Richard Rodgers                                  | 6       | 6       | 6       | 6       | 6       | 6       | 6       | 6       | 6       | 6       | 6       | 6       | 6       | 6       | 6       | 6       | 6       | 6       | 6       | 6       | 6       | 6       | 6       | 6       | 6       | 6       | 6       | 6       | 6       | 6       | 6       | 6       | 6       | 6       | 6       | 6       | 6       | 6       | 6       | 6       | 6       | 6       | 6       | 6       | 6       | 6       | 6       | 6       | 6       | 6       | 6       | 6       | 6       | 6       | 6       | 6       | 6       | 6       | 6       | 6       | 6       | 6       | 6       | 6       | 6       | 6       | 6       | 6       | 6       | 6       | 6       | 6       | 6       | 6       | 6       | 6       | 6       | 6       | 6       | 6       | 6       | 6       | 6       | 6       | 6       | 6       | 6       | 6       | 6       | 6       | 6       | 6       | 6       | 6       | 6       | 6       | 6       | 6       | 6       | 6       | Továbbjutott Ezen a héten nem volt kiesés | Továbbjutott Ezen a héten nem volt kiesés | Továbbjutott Ezen a héten nem volt kiesés | Továbbjutott Ezen a héten nem volt kiesés | Továbbjutott Ezen a héten nem volt kiesés | Továbbjutott Ezen a héten nem volt kiesés | Továbbjutott Ezen a héten nem volt kiesés | Továbbjutott Ezen a héten nem volt kiesés | Továbbjutott Ezen a héten nem volt kiesés | Továbbjutott Ezen a héten nem volt kiesés | Továbbjutott Ezen a héten nem volt kiesés | Továbbjutott Ezen a héten nem volt kiesés | Továbbjutott Ezen a héten nem volt kiesés | Továbbjutott Ezen a héten nem volt kiesés | Továbbjutott Ezen a héten nem volt kiesés | Továbbjutott Ezen a héten nem volt kiesés | Továbbjutott Ezen a héten nem volt kiesés | Továbbjutott Ezen a héten nem volt kiesés | Továbbjutott Ezen a héten nem volt kiesés | Továbbjutott Ezen a héten nem volt kiesés | Továbbjutott Ezen a héten nem volt kiesés | Továbbjutott Ezen a héten nem volt kiesés | Továbbjutott Ezen a héten nem volt kiesés | Továbbjutott Ezen a héten nem volt kiesés | Továbbjutott Ezen a héten nem volt kiesés | Továbbjutott Ezen a héten nem volt kiesés | Továbbjutott Ezen a héten nem volt kiesés | Továbbjutott Ezen a héten nem volt kiesés | Továbbjutott Ezen a héten nem volt kiesés | Továbbjutott Ezen a héten nem volt kiesés | Továbbjutott Ezen a héten nem volt kiesés | Továbbjutott Ezen a héten nem volt kiesés | Továbbjutott Ezen a héten nem volt kiesés | Továbbjutott Ezen a héten nem volt kiesés | Továbbjutott Ezen a héten nem volt kiesés | Továbbjutott Ezen a héten nem volt kiesés | Továbbjutott Ezen a héten nem volt kiesés | Továbbjutott Ezen a héten nem volt kiesés | Továbbjutott Ezen a héten nem volt kiesés | Továbbjutott Ezen a héten nem volt kiesés | Továbbjutott Ezen a héten nem volt kiesés | Továbbjutott Ezen a héten nem volt kiesés | Továbbjutott Ezen a héten nem volt kiesés | Továbbjutott Ezen a héten nem volt kiesés | Továbbjutott Ezen a héten nem volt kiesés | Továbbjutott Ezen a héten nem volt kiesés | Továbbjutott Ezen a héten nem volt kiesés | Továbbjutott Ezen a héten nem volt kiesés | Továbbjutott Ezen a héten nem volt kiesés | Továbbjutott Ezen a héten nem volt kiesés | Továbbjutott Ezen a héten nem volt kiesés | Továbbjutott Ezen a héten nem volt kiesés | Továbbjutott Ezen a héten nem volt kiesés | Továbbjutott Ezen a héten nem volt kiesés | Továbbjutott Ezen a héten nem volt kiesés | Továbbjutott Ezen a héten nem volt kiesés | Továbbjutott Ezen a héten nem volt kiesés | Továbbjutott Ezen a héten nem volt kiesés | Továbbjutott Ezen a héten nem volt kiesés | Továbbjutott Ezen a héten nem volt kiesés | Továbbjutott Ezen a héten nem volt kiesés | Továbbjutott Ezen a héten nem volt kiesés | Továbbjutott Ezen a héten nem volt kiesés | Továbbjutott Ezen a héten nem volt kiesés | Továbbjutott Ezen a héten nem volt kiesés | Továbbjutott Ezen a héten nem volt kiesés | Továbbjutott Ezen a héten nem volt kiesés | Továbbjutott Ezen a héten nem volt kiesés | Továbbjutott Ezen a héten nem volt kiesés | Továbbjutott Ezen a héten nem volt kiesés | Továbbjutott Ezen a héten nem volt kiesés | Továbbjutott Ezen a héten nem volt kiesés | Továbbjutott Ezen a héten nem volt kiesés | Továbbjutott Ezen a héten nem volt kiesés | Továbbjutott Ezen a héten nem volt kiesés | Továbbjutott Ezen a héten nem volt kiesés | Továbbjutott Ezen a héten nem volt kiesés | Továbbjutott Ezen a héten nem volt kiesés | Továbbjutott Ezen a héten nem volt kiesés | Továbbjutott Ezen a héten nem volt kiesés | Továbbjutott Ezen a héten nem volt kiesés | Továbbjutott Ezen a héten nem volt kiesés | Továbbjutott Ezen a héten nem volt kiesés | Továbbjutott Ezen a héten nem volt kiesés | Továbbjutott Ezen a héten nem volt kiesés | Továbbjutott Ezen a héten nem volt kiesés | Továbbjutott Ezen a héten nem volt kiesés | Továbbjutott Ezen a héten nem volt kiesés | Továbbjutott Ezen a héten nem volt kiesés | Továbbjutott Ezen a héten nem volt kiesés | Továbbjutott Ezen a héten nem volt kiesés | Továbbjutott Ezen a héten nem volt kiesés | Továbbjutott Ezen a héten nem volt kiesés | Továbbjutott Ezen a héten nem volt kiesés | Továbbjutott Ezen a héten nem volt kiesés | Továbbjutott Ezen a héten nem volt kiesés | Továbbjutott Ezen a héten nem volt kiesés | Továbbjutott Ezen a héten nem volt kiesés | Továbbjutott Ezen a héten nem volt kiesés | Továbbjutott Ezen a héten nem volt kiesés |
| Top 6                  | Top 6                  | Top 6                  | Top 6                  | Top 6                  | Top 6                  | Top 6                  | Top 6                  | Top 6                  | Top 6                  | Top 6                  | Top 6                  | Top 6                  | Top 6                  | Top 6                  | Top 6                  | Top 6                  | Top 6                  | Top 6                  | Top 6                  | Top 6                  | Top 6                  | Top 6                  | Top 6                  | Top 6                  | Top 6                  | Top 6                  | Top 6                  | Top 6                  | Top 6                  | Top 6                  | Top 6                  | Top 6                  | Top 6                  | Top 6                  | Top 6                  | Top 6                  | Top 6                  | Top 6                  | Top 6                  | Top 6                  | Top 6                  | Top 6                  | Top 6                  | Top 6                  | Top 6                  | Top 6                  | Top 6                  | Top 6                  | Top 6                  | Top 6                  | Top 6                  | Top 6                  | Top 6                  | Top 6                  | Top 6                  | Top 6                  | Top 6                  | Top 6                  | Top 6                  | Top 6                  | Top 6                  | Top 6                  | Top 6                  | Top 6                  | Top 6                  | Top 6                  | Top 6                  | Top 6                  | Top 6                  | Top 6                  | Top 6                  | Top 6                  | Top 6                  | Top 6                  | Top 6                  | Top 6                  | Top 6                  | Top 6                  | Top 6                  | Top 6                  | Top 6                  | Top 6                  | Top 6                  | Top 6                  | Top 6                  | Top 6                  | Top 6                  | Top 6                  | Top 6                  | Top 6                  | Top 6                  | Top 6                  | Top 6                  | Top 6                  | Top 6                  | Top 6                  | Top 6                  | Top 6                  | Top 6                  | Bon Jovi                                                                        | Bon Jovi                                                                        | Bon Jovi                                                                        | Bon Jovi                                                                        | Bon Jovi                                                                        | Bon Jovi                                                                        | Bon Jovi                                                                        | Bon Jovi                                                                        | Bon Jovi                                                                        | Bon Jovi                                                                        | Bon Jovi                                                                        | Bon Jovi                                                                        | Bon Jovi                                                                        | Bon Jovi                                                                        | Bon Jovi                                                                        | Bon Jovi                                                                        | Bon Jovi                                                                        | Bon Jovi                                                                        | Bon Jovi                                                                        | Bon Jovi                                                                        | Bon Jovi                                                                        | Bon Jovi                                                                        | Bon Jovi                                                                        | Bon Jovi                                                                        | Bon Jovi                                                                        | Bon Jovi                                                                        | Bon Jovi                                                                        | Bon Jovi                                                                        | Bon Jovi                                                                        | Bon Jovi                                                                        | Bon Jovi                                                                        | Bon Jovi                                                                        | Bon Jovi                                                                        | Bon Jovi                                                                        | Bon Jovi                                                                        | Bon Jovi                                                                        | Bon Jovi                                                                        | Bon Jovi                                                                        | Bon Jovi                                                                        | Bon Jovi                                                                        | Bon Jovi                                                                        | Bon Jovi                                                                        | Bon Jovi                                                                        | Bon Jovi                                                                        | Bon Jovi                                                                        | Bon Jovi                                                                        | Bon Jovi                                                                        | Bon Jovi                                                                        | Bon Jovi                                                                        | Bon Jovi                                                                        | Bon Jovi                                                                        | Bon Jovi                                                                        | Bon Jovi                                                                        | Bon Jovi                                                                        | Bon Jovi                                                                        | Bon Jovi                                                                        | Bon Jovi                                                                        | Bon Jovi                                                                        | Bon Jovi                                                                        | Bon Jovi                                                                        | Bon Jovi                                                                        | Bon Jovi                                                                        | Bon Jovi                                                                        | Bon Jovi                                                                        | Bon Jovi                                                                        | Bon Jovi                                                                        | Bon Jovi                                                                        | Bon Jovi                                                                        | Bon Jovi                                                                        | Bon Jovi                                                                        | Bon Jovi                                                                        | Bon Jovi                                                                        | Bon Jovi                                                                        | Bon Jovi                                                                        | Bon Jovi                                                                        | Bon Jovi                                                                        | Bon Jovi                                                                        | Bon Jovi                                                                        | Bon Jovi                                                                        | Bon Jovi                                                                        | Bon Jovi                                                                        | Bon Jovi                                                                        | Bon Jovi                                                                        | Bon Jovi                                                                        | Bon Jovi                                                                        | Bon Jovi                                                                        | Bon Jovi                                                                        | Bon Jovi                                                                        | Bon Jovi                                                                        | Bon Jovi                                                                        | Bon Jovi                                                                        | Bon Jovi                                                                        | Bon Jovi                                                                        | Bon Jovi                                                                        | Bon Jovi                                                                        | Bon Jovi                                                                        | Bon Jovi                                                                        | Bon Jovi                                                                        | Bon Jovi                                                                        | Bon Jovi                                                                        | Livin' on a Prayer                                                  | Livin' on a Prayer                                                  | Livin' on a Prayer                                                  | Livin' on a Prayer                                                  | Livin' on a Prayer                                                  | Livin' on a Prayer                                                  | Livin' on a Prayer                                                  | Livin' on a Prayer                                                  | Livin' on a Prayer                                                  | Livin' on a Prayer                                                  | Livin' on a Prayer                                                  | Livin' on a Prayer                                                  | Livin' on a Prayer                                                  | Livin' on a Prayer                                                  | Livin' on a Prayer                                                  | Livin' on a Prayer                                                  | Livin' on a Prayer                                                  | Livin' on a Prayer                                                  | Livin' on a Prayer                                                  | Livin' on a Prayer                                                  | Livin' on a Prayer                                                  | Livin' on a Prayer                                                  | Livin' on a Prayer                                                  | Livin' on a Prayer                                                  | Livin' on a Prayer                                                  | Livin' on a Prayer                                                  | Livin' on a Prayer                                                  | Livin' on a Prayer                                                  | Livin' on a Prayer                                                  | Livin' on a Prayer                                                  | Livin' on a Prayer                                                  | Livin' on a Prayer                                                  | Livin' on a Prayer                                                  | Livin' on a Prayer                                                  | Livin' on a Prayer                                                  | Livin' on a Prayer                                                  | Livin' on a Prayer                                                  | Livin' on a Prayer                                                  | Livin' on a Prayer                                                  | Livin' on a Prayer                                                  | Livin' on a Prayer                                                  | Livin' on a Prayer                                                  | Livin' on a Prayer                                                  | Livin' on a Prayer                                                  | Livin' on a Prayer                                                  | Livin' on a Prayer                                                  | Livin' on a Prayer                                                  | Livin' on a Prayer                                                  | Livin' on a Prayer                                                  | Livin' on a Prayer                                                  | Livin' on a Prayer                                                  | Livin' on a Prayer                                                  | Livin' on a Prayer                                                  | Livin' on a Prayer                                                  | Livin' on a Prayer                                                  | Livin' on a Prayer                                                  | Livin' on a Prayer                                                  | Livin' on a Prayer                                                  | Livin' on a Prayer                                                  | Livin' on a Prayer                                                  | Livin' on a Prayer                                                  | Livin' on a Prayer                                                  | Livin' on a Prayer                                                  | Livin' on a Prayer                                                  | Livin' on a Prayer                                                  | Livin' on a Prayer                                                  | Livin' on a Prayer                                                  | Livin' on a Prayer                                                  | Livin' on a Prayer                                                  | Livin' on a Prayer                                                  | Livin' on a Prayer                                                  | Livin' on a Prayer                                                  | Livin' on a Prayer                                                  | Livin' on a Prayer                                                  | Livin' on a Prayer                                                  | Livin' on a Prayer                                                  | Livin' on a Prayer                                                  | Livin' on a Prayer                                                  | Livin' on a Prayer                                                  | Livin' on a Prayer                                                  | Livin' on a Prayer                                                  | Livin' on a Prayer                                                  | Livin' on a Prayer                                                  | Livin' on a Prayer                                                  | Livin' on a Prayer                                                  | Livin' on a Prayer                                                  | Livin' on a Prayer                                                  | Livin' on a Prayer                                                  | Livin' on a Prayer                                                  | Livin' on a Prayer                                                  | Livin' on a Prayer                                                  | Livin' on a Prayer                                                  | Livin' on a Prayer                                                  | Livin' on a Prayer                                                  | Livin' on a Prayer                                                  | Livin' on a Prayer                                                  | Livin' on a Prayer                                                  | Livin' on a Prayer                                                  | Livin' on a Prayer                                                  | Livin' on a Prayer                                                  | Bon Jovi                                         | Bon Jovi                                         | Bon Jovi                                         | Bon Jovi                                         | Bon Jovi                                         | Bon Jovi                                         | Bon Jovi                                         | Bon Jovi                                         | Bon Jovi                                         | Bon Jovi                                         | Bon Jovi                                         | Bon Jovi                                         | Bon Jovi                                         | Bon Jovi                                         | Bon Jovi                                         | Bon Jovi                                         | Bon Jovi                                         | Bon Jovi                                         | Bon Jovi                                         | Bon Jovi                                         | Bon Jovi                                         | Bon Jovi                                         | Bon Jovi                                         | Bon Jovi                                         | Bon Jovi                                         | Bon Jovi                                         | Bon Jovi                                         | Bon Jovi                                         | Bon Jovi                                         | Bon Jovi                                         | Bon Jovi                                         | Bon Jovi                                         | Bon Jovi                                         | Bon Jovi                                         | Bon Jovi                                         | Bon Jovi                                         | Bon Jovi                                         | Bon Jovi                                         | Bon Jovi                                         | Bon Jovi                                         | Bon Jovi                                         | Bon Jovi                                         | Bon Jovi                                         | Bon Jovi                                         | Bon Jovi                                         | Bon Jovi                                         | Bon Jovi                                         | Bon Jovi                                         | Bon Jovi                                         | Bon Jovi                                         | Bon Jovi                                         | Bon Jovi                                         | Bon Jovi                                         | Bon Jovi                                         | Bon Jovi                                         | Bon Jovi                                         | Bon Jovi                                         | Bon Jovi                                         | Bon Jovi                                         | Bon Jovi                                         | Bon Jovi                                         | Bon Jovi                                         | Bon Jovi                                         | Bon Jovi                                         | Bon Jovi                                         | Bon Jovi                                         | Bon Jovi                                         | Bon Jovi                                         | Bon Jovi                                         | Bon Jovi                                         | Bon Jovi                                         | Bon Jovi                                         | Bon Jovi                                         | Bon Jovi                                         | Bon Jovi                                         | Bon Jovi                                         | Bon Jovi                                         | Bon Jovi                                         | Bon Jovi                                         | Bon Jovi                                         | Bon Jovi                                         | Bon Jovi                                         | Bon Jovi                                         | Bon Jovi                                         | Bon Jovi                                         | Bon Jovi                                         | Bon Jovi                                         | Bon Jovi                                         | Bon Jovi                                         | Bon Jovi                                         | Bon Jovi                                         | Bon Jovi                                         | Bon Jovi                                         | Bon Jovi                                         | Bon Jovi                                         | Bon Jovi                                         | Bon Jovi                                         | Bon Jovi                                         | Bon Jovi                                         | Bon Jovi                                         | 2       | 2       | 2       | 2       | 2       | 2       | 2       | 2       | 2       | 2       | 2       | 2       | 2       | 2       | 2       | 2       | 2       | 2       | 2       | 2       | 2       | 2       | 2       | 2       | 2       | 2       | 2       | 2       | 2       | 2       | 2       | 2       | 2       | 2       | 2       | 2       | 2       | 2       | 2       | 2       | 2       | 2       | 2       | 2       | 2       | 2       | 2       | 2       | 2       | 2       | 2       | 2       | 2       | 2       | 2       | 2       | 2       | 2       | 2       | 2       | 2       | 2       | 2       | 2       | 2       | 2       | 2       | 2       | 2       | 2       | 2       | 2       | 2       | 2       | 2       | 2       | 2       | 2       | 2       | 2       | 2       | 2       | 2       | 2       | 2       | 2       | 2       | 2       | 2       | 2       | 2       | 2       | 2       | 2       | 2       | 2       | 2       | 2       | 2       | 2       | Továbbjutott                              | Továbbjutott                              | Továbbjutott                              | Továbbjutott                              | Továbbjutott                              | Továbbjutott                              | Továbbjutott                              | Továbbjutott                              | Továbbjutott                              | Továbbjutott                              | Továbbjutott                              | Továbbjutott                              | Továbbjutott                              | Továbbjutott                              | Továbbjutott                              | Továbbjutott                              | Továbbjutott                              | Továbbjutott                              | Továbbjutott                              | Továbbjutott                              | Továbbjutott                              | Továbbjutott                              | Továbbjutott                              | Továbbjutott                              | Továbbjutott                              | Továbbjutott                              | Továbbjutott                              | Továbbjutott                              | Továbbjutott                              | Továbbjutott                              | Továbbjutott                              | Továbbjutott                              | Továbbjutott                              | Továbbjutott                              | Továbbjutott                              | Továbbjutott                              | Továbbjutott                              | Továbbjutott                              | Továbbjutott                              | Továbbjutott                              | Továbbjutott                              | Továbbjutott                              | Továbbjutott                              | Továbbjutott                              | Továbbjutott                              | Továbbjutott                              | Továbbjutott                              | Továbbjutott                              | Továbbjutott                              | Továbbjutott                              | Továbbjutott                              | Továbbjutott                              | Továbbjutott                              | Továbbjutott                              | Továbbjutott                              | Továbbjutott                              | Továbbjutott                              | Továbbjutott                              | Továbbjutott                              | Továbbjutott                              | Továbbjutott                              | Továbbjutott                              | Továbbjutott                              | Továbbjutott                              | Továbbjutott                              | Továbbjutott                              | Továbbjutott                              | Továbbjutott                              | Továbbjutott                              | Továbbjutott                              | Továbbjutott                              | Továbbjutott                              | Továbbjutott                              | Továbbjutott                              | Továbbjutott                              | Továbbjutott                              | Továbbjutott                              | Továbbjutott                              | Továbbjutott                              | Továbbjutott                              | Továbbjutott                              | Továbbjutott                              | Továbbjutott                              | Továbbjutott                              | Továbbjutott                              | Továbbjutott                              | Továbbjutott                              | Továbbjutott                              | Továbbjutott                              | Továbbjutott                              | Továbbjutott                              | Továbbjutott                              | Továbbjutott                              | Továbbjutott                              | Továbbjutott                              | Továbbjutott                              | Továbbjutott                              | Továbbjutott                              | Továbbjutott                              | Továbbjutott                              |
| Top 4                  | Top 4                  | Top 4                  | Top 4                  | Top 4                  | Top 4                  | Top 4                  | Top 4                  | Top 4                  | Top 4                  | Top 4                  | Top 4                  | Top 4                  | Top 4                  | Top 4                  | Top 4                  | Top 4                  | Top 4                  | Top 4                  | Top 4                  | Top 4                  | Top 4                  | Top 4                  | Top 4                  | Top 4                  | Top 4                  | Top 4                  | Top 4                  | Top 4                  | Top 4                  | Top 4                  | Top 4                  | Top 4                  | Top 4                  | Top 4                  | Top 4                  | Top 4                  | Top 4                  | Top 4                  | Top 4                  | Top 4                  | Top 4                  | Top 4                  | Top 4                  | Top 4                  | Top 4                  | Top 4                  | Top 4                  | Top 4                  | Top 4                  | Top 4                  | Top 4                  | Top 4                  | Top 4                  | Top 4                  | Top 4                  | Top 4                  | Top 4                  | Top 4                  | Top 4                  | Top 4                  | Top 4                  | Top 4                  | Top 4                  | Top 4                  | Top 4                  | Top 4                  | Top 4                  | Top 4                  | Top 4                  | Top 4                  | Top 4                  | Top 4                  | Top 4                  | Top 4                  | Top 4                  | Top 4                  | Top 4                  | Top 4                  | Top 4                  | Top 4                  | Top 4                  | Top 4                  | Top 4                  | Top 4                  | Top 4                  | Top 4                  | Top 4                  | Top 4                  | Top 4                  | Top 4                  | Top 4                  | Top 4                  | Top 4                  | Top 4                  | Top 4                  | Top 4                  | Top 4                  | Top 4                  | Top 4                  | Barry Gibb                                                                      | Barry Gibb                                                                      | Barry Gibb                                                                      | Barry Gibb                                                                      | Barry Gibb                                                                      | Barry Gibb                                                                      | Barry Gibb                                                                      | Barry Gibb                                                                      | Barry Gibb                                                                      | Barry Gibb                                                                      | Barry Gibb                                                                      | Barry Gibb                                                                      | Barry Gibb                                                                      | Barry Gibb                                                                      | Barry Gibb                                                                      | Barry Gibb                                                                      | Barry Gibb                                                                      | Barry Gibb                                                                      | Barry Gibb                                                                      | Barry Gibb                                                                      | Barry Gibb                                                                      | Barry Gibb                                                                      | Barry Gibb                                                                      | Barry Gibb                                                                      | Barry Gibb                                                                      | Barry Gibb                                                                      | Barry Gibb                                                                      | Barry Gibb                                                                      | Barry Gibb                                                                      | Barry Gibb                                                                      | Barry Gibb                                                                      | Barry Gibb                                                                      | Barry Gibb                                                                      | Barry Gibb                                                                      | Barry Gibb                                                                      | Barry Gibb                                                                      | Barry Gibb                                                                      | Barry Gibb                                                                      | Barry Gibb                                                                      | Barry Gibb                                                                      | Barry Gibb                                                                      | Barry Gibb                                                                      | Barry Gibb                                                                      | Barry Gibb                                                                      | Barry Gibb                                                                      | Barry Gibb                                                                      | Barry Gibb                                                                      | Barry Gibb                                                                      | Barry Gibb                                                                      | Barry Gibb                                                                      | Barry Gibb                                                                      | Barry Gibb                                                                      | Barry Gibb                                                                      | Barry Gibb                                                                      | Barry Gibb                                                                      | Barry Gibb                                                                      | Barry Gibb                                                                      | Barry Gibb                                                                      | Barry Gibb                                                                      | Barry Gibb                                                                      | Barry Gibb                                                                      | Barry Gibb                                                                      | Barry Gibb                                                                      | Barry Gibb                                                                      | Barry Gibb                                                                      | Barry Gibb                                                                      | Barry Gibb                                                                      | Barry Gibb                                                                      | Barry Gibb                                                                      | Barry Gibb                                                                      | Barry Gibb                                                                      | Barry Gibb                                                                      | Barry Gibb                                                                      | Barry Gibb                                                                      | Barry Gibb                                                                      | Barry Gibb                                                                      | Barry Gibb                                                                      | Barry Gibb                                                                      | Barry Gibb                                                                      | Barry Gibb                                                                      | Barry Gibb                                                                      | Barry Gibb                                                                      | Barry Gibb                                                                      | Barry Gibb                                                                      | Barry Gibb                                                                      | Barry Gibb                                                                      | Barry Gibb                                                                      | Barry Gibb                                                                      | Barry Gibb                                                                      | Barry Gibb                                                                      | Barry Gibb                                                                      | Barry Gibb                                                                      | Barry Gibb                                                                      | Barry Gibb                                                                      | Barry Gibb                                                                      | Barry Gibb                                                                      | Barry Gibb                                                                      | Barry Gibb                                                                      | Barry Gibb                                                                      | Barry Gibb                                                                      | "To Love Somebody" Woman in Love"                                   | "To Love Somebody" Woman in Love"                                   | "To Love Somebody" Woman in Love"                                   | "To Love Somebody" Woman in Love"                                   | "To Love Somebody" Woman in Love"                                   | "To Love Somebody" Woman in Love"                                   | "To Love Somebody" Woman in Love"                                   | "To Love Somebody" Woman in Love"                                   | "To Love Somebody" Woman in Love"                                   | "To Love Somebody" Woman in Love"                                   | "To Love Somebody" Woman in Love"                                   | "To Love Somebody" Woman in Love"                                   | "To Love Somebody" Woman in Love"                                   | "To Love Somebody" Woman in Love"                                   | "To Love Somebody" Woman in Love"                                   | "To Love Somebody" Woman in Love"                                   | "To Love Somebody" Woman in Love"                                   | "To Love Somebody" Woman in Love"                                   | "To Love Somebody" Woman in Love"                                   | "To Love Somebody" Woman in Love"                                   | "To Love Somebody" Woman in Love"                                   | "To Love Somebody" Woman in Love"                                   | "To Love Somebody" Woman in Love"                                   | "To Love Somebody" Woman in Love"                                   | "To Love Somebody" Woman in Love"                                   | "To Love Somebody" Woman in Love"                                   | "To Love Somebody" Woman in Love"                                   | "To Love Somebody" Woman in Love"                                   | "To Love Somebody" Woman in Love"                                   | "To Love Somebody" Woman in Love"                                   | "To Love Somebody" Woman in Love"                                   | "To Love Somebody" Woman in Love"                                   | "To Love Somebody" Woman in Love"                                   | "To Love Somebody" Woman in Love"                                   | "To Love Somebody" Woman in Love"                                   | "To Love Somebody" Woman in Love"                                   | "To Love Somebody" Woman in Love"                                   | "To Love Somebody" Woman in Love"                                   | "To Love Somebody" Woman in Love"                                   | "To Love Somebody" Woman in Love"                                   | "To Love Somebody" Woman in Love"                                   | "To Love Somebody" Woman in Love"                                   | "To Love Somebody" Woman in Love"                                   | "To Love Somebody" Woman in Love"                                   | "To Love Somebody" Woman in Love"                                   | "To Love Somebody" Woman in Love"                                   | "To Love Somebody" Woman in Love"                                   | "To Love Somebody" Woman in Love"                                   | "To Love Somebody" Woman in Love"                                   | "To Love Somebody" Woman in Love"                                   | "To Love Somebody" Woman in Love"                                   | "To Love Somebody" Woman in Love"                                   | "To Love Somebody" Woman in Love"                                   | "To Love Somebody" Woman in Love"                                   | "To Love Somebody" Woman in Love"                                   | "To Love Somebody" Woman in Love"                                   | "To Love Somebody" Woman in Love"                                   | "To Love Somebody" Woman in Love"                                   | "To Love Somebody" Woman in Love"                                   | "To Love Somebody" Woman in Love"                                   | "To Love Somebody" Woman in Love"                                   | "To Love Somebody" Woman in Love"                                   | "To Love Somebody" Woman in Love"                                   | "To Love Somebody" Woman in Love"                                   | "To Love Somebody" Woman in Love"                                   | "To Love Somebody" Woman in Love"                                   | "To Love Somebody" Woman in Love"                                   | "To Love Somebody" Woman in Love"                                   | "To Love Somebody" Woman in Love"                                   | "To Love Somebody" Woman in Love"                                   | "To Love Somebody" Woman in Love"                                   | "To Love Somebody" Woman in Love"                                   | "To Love Somebody" Woman in Love"                                   | "To Love Somebody" Woman in Love"                                   | "To Love Somebody" Woman in Love"                                   | "To Love Somebody" Woman in Love"                                   | "To Love Somebody" Woman in Love"                                   | "To Love Somebody" Woman in Love"                                   | "To Love Somebody" Woman in Love"                                   | "To Love Somebody" Woman in Love"                                   | "To Love Somebody" Woman in Love"                                   | "To Love Somebody" Woman in Love"                                   | "To Love Somebody" Woman in Love"                                   | "To Love Somebody" Woman in Love"                                   | "To Love Somebody" Woman in Love"                                   | "To Love Somebody" Woman in Love"                                   | "To Love Somebody" Woman in Love"                                   | "To Love Somebody" Woman in Love"                                   | "To Love Somebody" Woman in Love"                                   | "To Love Somebody" Woman in Love"                                   | "To Love Somebody" Woman in Love"                                   | "To Love Somebody" Woman in Love"                                   | "To Love Somebody" Woman in Love"                                   | "To Love Somebody" Woman in Love"                                   | "To Love Somebody" Woman in Love"                                   | "To Love Somebody" Woman in Love"                                   | "To Love Somebody" Woman in Love"                                   | "To Love Somebody" Woman in Love"                                   | "To Love Somebody" Woman in Love"                                   | "To Love Somebody" Woman in Love"                                   | Bee Gees Barbra Streisand                        | Bee Gees Barbra Streisand                        | Bee Gees Barbra Streisand                        | Bee Gees Barbra Streisand                        | Bee Gees Barbra Streisand                        | Bee Gees Barbra Streisand                        | Bee Gees Barbra Streisand                        | Bee Gees Barbra Streisand                        | Bee Gees Barbra Streisand                        | Bee Gees Barbra Streisand                        | Bee Gees Barbra Streisand                        | Bee Gees Barbra Streisand                        | Bee Gees Barbra Streisand                        | Bee Gees Barbra Streisand                        | Bee Gees Barbra Streisand                        | Bee Gees Barbra Streisand                        | Bee Gees Barbra Streisand                        | Bee Gees Barbra Streisand                        | Bee Gees Barbra Streisand                        | Bee Gees Barbra Streisand                        | Bee Gees Barbra Streisand                        | Bee Gees Barbra Streisand                        | Bee Gees Barbra Streisand                        | Bee Gees Barbra Streisand                        | Bee Gees Barbra Streisand                        | Bee Gees Barbra Streisand                        | Bee Gees Barbra Streisand                        | Bee Gees Barbra Streisand                        | Bee Gees Barbra Streisand                        | Bee Gees Barbra Streisand                        | Bee Gees Barbra Streisand                        | Bee Gees Barbra Streisand                        | Bee Gees Barbra Streisand                        | Bee Gees Barbra Streisand                        | Bee Gees Barbra Streisand                        | Bee Gees Barbra Streisand                        | Bee Gees Barbra Streisand                        | Bee Gees Barbra Streisand                        | Bee Gees Barbra Streisand                        | Bee Gees Barbra Streisand                        | Bee Gees Barbra Streisand                        | Bee Gees Barbra Streisand                        | Bee Gees Barbra Streisand                        | Bee Gees Barbra Streisand                        | Bee Gees Barbra Streisand                        | Bee Gees Barbra Streisand                        | Bee Gees Barbra Streisand                        | Bee Gees Barbra Streisand                        | Bee Gees Barbra Streisand                        | Bee Gees Barbra Streisand                        | Bee Gees Barbra Streisand                        | Bee Gees Barbra Streisand                        | Bee Gees Barbra Streisand                        | Bee Gees Barbra Streisand                        | Bee Gees Barbra Streisand                        | Bee Gees Barbra Streisand                        | Bee Gees Barbra Streisand                        | Bee Gees Barbra Streisand                        | Bee Gees Barbra Streisand                        | Bee Gees Barbra Streisand                        | Bee Gees Barbra Streisand                        | Bee Gees Barbra Streisand                        | Bee Gees Barbra Streisand                        | Bee Gees Barbra Streisand                        | Bee Gees Barbra Streisand                        | Bee Gees Barbra Streisand                        | Bee Gees Barbra Streisand                        | Bee Gees Barbra Streisand                        | Bee Gees Barbra Streisand                        | Bee Gees Barbra Streisand                        | Bee Gees Barbra Streisand                        | Bee Gees Barbra Streisand                        | Bee Gees Barbra Streisand                        | Bee Gees Barbra Streisand                        | Bee Gees Barbra Streisand                        | Bee Gees Barbra Streisand                        | Bee Gees Barbra Streisand                        | Bee Gees Barbra Streisand                        | Bee Gees Barbra Streisand                        | Bee Gees Barbra Streisand                        | Bee Gees Barbra Streisand                        | Bee Gees Barbra Streisand                        | Bee Gees Barbra Streisand                        | Bee Gees Barbra Streisand                        | Bee Gees Barbra Streisand                        | Bee Gees Barbra Streisand                        | Bee Gees Barbra Streisand                        | Bee Gees Barbra Streisand                        | Bee Gees Barbra Streisand                        | Bee Gees Barbra Streisand                        | Bee Gees Barbra Streisand                        | Bee Gees Barbra Streisand                        | Bee Gees Barbra Streisand                        | Bee Gees Barbra Streisand                        | Bee Gees Barbra Streisand                        | Bee Gees Barbra Streisand                        | Bee Gees Barbra Streisand                        | Bee Gees Barbra Streisand                        | Bee Gees Barbra Streisand                        | Bee Gees Barbra Streisand                        | 4 8     | 4 8     | 4 8     | 4 8     | 4 8     | 4 8     | 4 8     | 4 8     | 4 8     | 4 8     | 4 8     | 4 8     | 4 8     | 4 8     | 4 8     | 4 8     | 4 8     | 4 8     | 4 8     | 4 8     | 4 8     | 4 8     | 4 8     | 4 8     | 4 8     | 4 8     | 4 8     | 4 8     | 4 8     | 4 8     | 4 8     | 4 8     | 4 8     | 4 8     | 4 8     | 4 8     | 4 8     | 4 8     | 4 8     | 4 8     | 4 8     | 4 8     | 4 8     | 4 8     | 4 8     | 4 8     | 4 8     | 4 8     | 4 8     | 4 8     | 4 8     | 4 8     | 4 8     | 4 8     | 4 8     | 4 8     | 4 8     | 4 8     | 4 8     | 4 8     | 4 8     | 4 8     | 4 8     | 4 8     | 4 8     | 4 8     | 4 8     | 4 8     | 4 8     | 4 8     | 4 8     | 4 8     | 4 8     | 4 8     | 4 8     | 4 8     | 4 8     | 4 8     | 4 8     | 4 8     | 4 8     | 4 8     | 4 8     | 4 8     | 4 8     | 4 8     | 4 8     | 4 8     | 4 8     | 4 8     | 4 8     | 4 8     | 4 8     | 4 8     | 4 8     | 4 8     | 4 8     | 4 8     | 4 8     | 4 8     | Továbbjutott                              | Továbbjutott                              | Továbbjutott                              | Továbbjutott                              | Továbbjutott                              | Továbbjutott                              | Továbbjutott                              | Továbbjutott                              | Továbbjutott                              | Továbbjutott                              | Továbbjutott                              | Továbbjutott                              | Továbbjutott                              | Továbbjutott                              | Továbbjutott                              | Továbbjutott                              | Továbbjutott                              | Továbbjutott                              | Továbbjutott                              | Továbbjutott                              | Továbbjutott                              | Továbbjutott                              | Továbbjutott                              | Továbbjutott                              | Továbbjutott                              | Továbbjutott                              | Továbbjutott                              | Továbbjutott                              | Továbbjutott                              | Továbbjutott                              | Továbbjutott                              | Továbbjutott                              | Továbbjutott                              | Továbbjutott                              | Továbbjutott                              | Továbbjutott                              | Továbbjutott                              | Továbbjutott                              | Továbbjutott                              | Továbbjutott                              | Továbbjutott                              | Továbbjutott                              | Továbbjutott                              | Továbbjutott                              | Továbbjutott                              | Továbbjutott                              | Továbbjutott                              | Továbbjutott                              | Továbbjutott                              | Továbbjutott                              | Továbbjutott                              | Továbbjutott                              | Továbbjutott                              | Továbbjutott                              | Továbbjutott                              | Továbbjutott                              | Továbbjutott                              | Továbbjutott                              | Továbbjutott                              | Továbbjutott                              | Továbbjutott                              | Továbbjutott                              | Továbbjutott                              | Továbbjutott                              | Továbbjutott                              | Továbbjutott                              | Továbbjutott                              | Továbbjutott                              | Továbbjutott                              | Továbbjutott                              | Továbbjutott                              | Továbbjutott                              | Továbbjutott                              | Továbbjutott                              | Továbbjutott                              | Továbbjutott                              | Továbbjutott                              | Továbbjutott                              | Továbbjutott                              | Továbbjutott                              | Továbbjutott                              | Továbbjutott                              | Továbbjutott                              | Továbbjutott                              | Továbbjutott                              | Továbbjutott                              | Továbbjutott                              | Továbbjutott                              | Továbbjutott                              | Továbbjutott                              | Továbbjutott                              | Továbbjutott                              | Továbbjutott                              | Továbbjutott                              | Továbbjutott                              | Továbbjutott                              | Továbbjutott                              | Továbbjutott                              | Továbbjutott                              | Továbbjutott                              |
| Top 3                  | Top 3                  | Top 3                  | Top 3                  | Top 3                  | Top 3                  | Top 3                  | Top 3                  | Top 3                  | Top 3                  | Top 3                  | Top 3                  | Top 3                  | Top 3                  | Top 3                  | Top 3                  | Top 3                  | Top 3                  | Top 3                  | Top 3                  | Top 3                  | Top 3                  | Top 3                  | Top 3                  | Top 3                  | Top 3                  | Top 3                  | Top 3                  | Top 3                  | Top 3                  | Top 3                  | Top 3                  | Top 3                  | Top 3                  | Top 3                  | Top 3                  | Top 3                  | Top 3                  | Top 3                  | Top 3                  | Top 3                  | Top 3                  | Top 3                  | Top 3                  | Top 3                  | Top 3                  | Top 3                  | Top 3                  | Top 3                  | Top 3                  | Top 3                  | Top 3                  | Top 3                  | Top 3                  | Top 3                  | Top 3                  | Top 3                  | Top 3                  | Top 3                  | Top 3                  | Top 3                  | Top 3                  | Top 3                  | Top 3                  | Top 3                  | Top 3                  | Top 3                  | Top 3                  | Top 3                  | Top 3                  | Top 3                  | Top 3                  | Top 3                  | Top 3                  | Top 3                  | Top 3                  | Top 3                  | Top 3                  | Top 3                  | Top 3                  | Top 3                  | Top 3                  | Top 3                  | Top 3                  | Top 3                  | Top 3                  | Top 3                  | Top 3                  | Top 3                  | Top 3                  | Top 3                  | Top 3                  | Top 3                  | Top 3                  | Top 3                  | Top 3                  | Top 3                  | Top 3                  | Top 3                  | Top 3                  | Zsűrik választása (Simon Cowell) Producerek választása Versenytársak választása | Zsűrik választása (Simon Cowell) Producerek választása Versenytársak választása | Zsűrik választása (Simon Cowell) Producerek választása Versenytársak választása | Zsűrik választása (Simon Cowell) Producerek választása Versenytársak választása | Zsűrik választása (Simon Cowell) Producerek választása Versenytársak választása | Zsűrik választása (Simon Cowell) Producerek választása Versenytársak választása | Zsűrik választása (Simon Cowell) Producerek választása Versenytársak választása | Zsűrik választása (Simon Cowell) Producerek választása Versenytársak választása | Zsűrik választása (Simon Cowell) Producerek választása Versenytársak választása | Zsűrik választása (Simon Cowell) Producerek választása Versenytársak választása | Zsűrik választása (Simon Cowell) Producerek választása Versenytársak választása | Zsűrik választása (Simon Cowell) Producerek választása Versenytársak választása | Zsűrik választása (Simon Cowell) Producerek választása Versenytársak választása | Zsűrik választása (Simon Cowell) Producerek választása Versenytársak választása | Zsűrik választása (Simon Cowell) Producerek választása Versenytársak választása | Zsűrik választása (Simon Cowell) Producerek választása Versenytársak választása | Zsűrik választása (Simon Cowell) Producerek választása Versenytársak választása | Zsűrik választása (Simon Cowell) Producerek választása Versenytársak választása | Zsűrik választása (Simon Cowell) Producerek választása Versenytársak választása | Zsűrik választása (Simon Cowell) Producerek választása Versenytársak választása | Zsűrik választása (Simon Cowell) Producerek választása Versenytársak választása | Zsűrik választása (Simon Cowell) Producerek választása Versenytársak választása | Zsűrik választása (Simon Cowell) Producerek választása Versenytársak választása | Zsűrik választása (Simon Cowell) Producerek választása Versenytársak választása | Zsűrik választása (Simon Cowell) Producerek választása Versenytársak választása | Zsűrik választása (Simon Cowell) Producerek választása Versenytársak választása | Zsűrik választása (Simon Cowell) Producerek választása Versenytársak választása | Zsűrik választása (Simon Cowell) Producerek választása Versenytársak választása | Zsűrik választása (Simon Cowell) Producerek választása Versenytársak választása | Zsűrik választása (Simon Cowell) Producerek választása Versenytársak választása | Zsűrik választása (Simon Cowell) Producerek választása Versenytársak választása | Zsűrik választása (Simon Cowell) Producerek választása Versenytársak választása | Zsűrik választása (Simon Cowell) Producerek választása Versenytársak választása | Zsűrik választása (Simon Cowell) Producerek választása Versenytársak választása | Zsűrik választása (Simon Cowell) Producerek választása Versenytársak választása | Zsűrik választása (Simon Cowell) Producerek választása Versenytársak választása | Zsűrik választása (Simon Cowell) Producerek választása Versenytársak választása | Zsűrik választása (Simon Cowell) Producerek választása Versenytársak választása | Zsűrik választása (Simon Cowell) Producerek választása Versenytársak választása | Zsűrik választása (Simon Cowell) Producerek választása Versenytársak választása | Zsűrik választása (Simon Cowell) Producerek választása Versenytársak választása | Zsűrik választása (Simon Cowell) Producerek választása Versenytársak választása | Zsűrik választása (Simon Cowell) Producerek választása Versenytársak választása | Zsűrik választása (Simon Cowell) Producerek választása Versenytársak választása | Zsűrik választása (Simon Cowell) Producerek választása Versenytársak választása | Zsűrik választása (Simon Cowell) Producerek választása Versenytársak választása | Zsűrik választása (Simon Cowell) Producerek választása Versenytársak választása | Zsűrik választása (Simon Cowell) Producerek választása Versenytársak választása | Zsűrik választása (Simon Cowell) Producerek választása Versenytársak választása | Zsűrik választása (Simon Cowell) Producerek választása Versenytársak választása | Zsűrik választása (Simon Cowell) Producerek választása Versenytársak választása | Zsűrik választása (Simon Cowell) Producerek választása Versenytársak választása | Zsűrik választása (Simon Cowell) Producerek választása Versenytársak választása | Zsűrik választása (Simon Cowell) Producerek választása Versenytársak választása | Zsűrik választása (Simon Cowell) Producerek választása Versenytársak választása | Zsűrik választása (Simon Cowell) Producerek választása Versenytársak választása | Zsűrik választása (Simon Cowell) Producerek választása Versenytársak választása | Zsűrik választása (Simon Cowell) Producerek választása Versenytársak választása | Zsűrik választása (Simon Cowell) Producerek választása Versenytársak választása | Zsűrik választása (Simon Cowell) Producerek választása Versenytársak választása | Zsűrik választása (Simon Cowell) Producerek választása Versenytársak választása | Zsűrik választása (Simon Cowell) Producerek választása Versenytársak választása | Zsűrik választása (Simon Cowell) Producerek választása Versenytársak választása | Zsűrik választása (Simon Cowell) Producerek választása Versenytársak választása | Zsűrik választása (Simon Cowell) Producerek választása Versenytársak választása | Zsűrik választása (Simon Cowell) Producerek választása Versenytársak választása | Zsűrik választása (Simon Cowell) Producerek választása Versenytársak választása | Zsűrik választása (Simon Cowell) Producerek választása Versenytársak választása | Zsűrik választása (Simon Cowell) Producerek választása Versenytársak választása | Zsűrik választása (Simon Cowell) Producerek választása Versenytársak választása | Zsűrik választása (Simon Cowell) Producerek választása Versenytársak választása | Zsűrik választása (Simon Cowell) Producerek választása Versenytársak választása | Zsűrik választása (Simon Cowell) Producerek választása Versenytársak választása | Zsűrik választása (Simon Cowell) Producerek választása Versenytársak választása | Zsűrik választása (Simon Cowell) Producerek választása Versenytársak választása | Zsűrik választása (Simon Cowell) Producerek választása Versenytársak választása | Zsűrik választása (Simon Cowell) Producerek választása Versenytársak választása | Zsűrik választása (Simon Cowell) Producerek választása Versenytársak választása | Zsűrik választása (Simon Cowell) Producerek választása Versenytársak választása | Zsűrik választása (Simon Cowell) Producerek választása Versenytársak választása | Zsűrik választása (Simon Cowell) Producerek választása Versenytársak választása | Zsűrik választása (Simon Cowell) Producerek választása Versenytársak választása | Zsűrik választása (Simon Cowell) Producerek választása Versenytársak választása | Zsűrik választása (Simon Cowell) Producerek választása Versenytársak választása | Zsűrik választása (Simon Cowell) Producerek választása Versenytársak választása | Zsűrik választása (Simon Cowell) Producerek választása Versenytársak választása | Zsűrik választása (Simon Cowell) Producerek választása Versenytársak választása | Zsűrik választása (Simon Cowell) Producerek választása Versenytársak választása | Zsűrik választása (Simon Cowell) Producerek választása Versenytársak választása | Zsűrik választása (Simon Cowell) Producerek választása Versenytársak választása | Zsűrik választása (Simon Cowell) Producerek választása Versenytársak választása | Zsűrik választása (Simon Cowell) Producerek választása Versenytársak választása | Zsűrik választása (Simon Cowell) Producerek választása Versenytársak választása | Zsűrik választása (Simon Cowell) Producerek választása Versenytársak választása | Zsűrik választása (Simon Cowell) Producerek választása Versenytársak választása | Zsűrik választása (Simon Cowell) Producerek választása Versenytársak választása | Zsűrik választása (Simon Cowell) Producerek választása Versenytársak választása | Zsűrik választása (Simon Cowell) Producerek választása Versenytársak választása | Zsűrik választása (Simon Cowell) Producerek választása Versenytársak választása | Zsűrik választása (Simon Cowell) Producerek választása Versenytársak választása | Wishing on a Star She Works Hard for the Money I (Who Have Nothing) | Wishing on a Star She Works Hard for the Money I (Who Have Nothing) | Wishing on a Star She Works Hard for the Money I (Who Have Nothing) | Wishing on a Star She Works Hard for the Money I (Who Have Nothing) | Wishing on a Star She Works Hard for the Money I (Who Have Nothing) | Wishing on a Star She Works Hard for the Money I (Who Have Nothing) | Wishing on a Star She Works Hard for the Money I (Who Have Nothing) | Wishing on a Star She Works Hard for the Money I (Who Have Nothing) | Wishing on a Star She Works Hard for the Money I (Who Have Nothing) | Wishing on a Star She Works Hard for the Money I (Who Have Nothing) | Wishing on a Star She Works Hard for the Money I (Who Have Nothing) | Wishing on a Star She Works Hard for the Money I (Who Have Nothing) | Wishing on a Star She Works Hard for the Money I (Who Have Nothing) | Wishing on a Star She Works Hard for the Money I (Who Have Nothing) | Wishing on a Star She Works Hard for the Money I (Who Have Nothing) | Wishing on a Star She Works Hard for the Money I (Who Have Nothing) | Wishing on a Star She Works Hard for the Money I (Who Have Nothing) | Wishing on a Star She Works Hard for the Money I (Who Have Nothing) | Wishing on a Star She Works Hard for the Money I (Who Have Nothing) | Wishing on a Star She Works Hard for the Money I (Who Have Nothing) | Wishing on a Star She Works Hard for the Money I (Who Have Nothing) | Wishing on a Star She Works Hard for the Money I (Who Have Nothing) | Wishing on a Star She Works Hard for the Money I (Who Have Nothing) | Wishing on a Star She Works Hard for the Money I (Who Have Nothing) | Wishing on a Star She Works Hard for the Money I (Who Have Nothing) | Wishing on a Star She Works Hard for the Money I (Who Have Nothing) | Wishing on a Star She Works Hard for the Money I (Who Have Nothing) | Wishing on a Star She Works Hard for the Money I (Who Have Nothing) | Wishing on a Star She Works Hard for the Money I (Who Have Nothing) | Wishing on a Star She Works Hard for the Money I (Who Have Nothing) | Wishing on a Star She Works Hard for the Money I (Who Have Nothing) | Wishing on a Star She Works Hard for the Money I (Who Have Nothing) | Wishing on a Star She Works Hard for the Money I (Who Have Nothing) | Wishing on a Star She Works Hard for the Money I (Who Have Nothing) | Wishing on a Star She Works Hard for the Money I (Who Have Nothing) | Wishing on a Star She Works Hard for the Money I (Who Have Nothing) | Wishing on a Star She Works Hard for the Money I (Who Have Nothing) | Wishing on a Star She Works Hard for the Money I (Who Have Nothing) | Wishing on a Star She Works Hard for the Money I (Who Have Nothing) | Wishing on a Star She Works Hard for the Money I (Who Have Nothing) | Wishing on a Star She Works Hard for the Money I (Who Have Nothing) | Wishing on a Star She Works Hard for the Money I (Who Have Nothing) | Wishing on a Star She Works Hard for the Money I (Who Have Nothing) | Wishing on a Star She Works Hard for the Money I (Who Have Nothing) | Wishing on a Star She Works Hard for the Money I (Who Have Nothing) | Wishing on a Star She Works Hard for the Money I (Who Have Nothing) | Wishing on a Star She Works Hard for the Money I (Who Have Nothing) | Wishing on a Star She Works Hard for the Money I (Who Have Nothing) | Wishing on a Star She Works Hard for the Money I (Who Have Nothing) | Wishing on a Star She Works Hard for the Money I (Who Have Nothing) | Wishing on a Star She Works Hard for the Money I (Who Have Nothing) | Wishing on a Star She Works Hard for the Money I (Who Have Nothing) | Wishing on a Star She Works Hard for the Money I (Who Have Nothing) | Wishing on a Star She Works Hard for the Money I (Who Have Nothing) | Wishing on a Star She Works Hard for the Money I (Who Have Nothing) | Wishing on a Star She Works Hard for the Money I (Who Have Nothing) | Wishing on a Star She Works Hard for the Money I (Who Have Nothing) | Wishing on a Star She Works Hard for the Money I (Who Have Nothing) | Wishing on a Star She Works Hard for the Money I (Who Have Nothing) | Wishing on a Star She Works Hard for the Money I (Who Have Nothing) | Wishing on a Star She Works Hard for the Money I (Who Have Nothing) | Wishing on a Star She Works Hard for the Money I (Who Have Nothing) | Wishing on a Star She Works Hard for the Money I (Who Have Nothing) | Wishing on a Star She Works Hard for the Money I (Who Have Nothing) | Wishing on a Star She Works Hard for the Money I (Who Have Nothing) | Wishing on a Star She Works Hard for the Money I (Who Have Nothing) | Wishing on a Star She Works Hard for the Money I (Who Have Nothing) | Wishing on a Star She Works Hard for the Money I (Who Have Nothing) | Wishing on a Star She Works Hard for the Money I (Who Have Nothing) | Wishing on a Star She Works Hard for the Money I (Who Have Nothing) | Wishing on a Star She Works Hard for the Money I (Who Have Nothing) | Wishing on a Star She Works Hard for the Money I (Who Have Nothing) | Wishing on a Star She Works Hard for the Money I (Who Have Nothing) | Wishing on a Star She Works Hard for the Money I (Who Have Nothing) | Wishing on a Star She Works Hard for the Money I (Who Have Nothing) | Wishing on a Star She Works Hard for the Money I (Who Have Nothing) | Wishing on a Star She Works Hard for the Money I (Who Have Nothing) | Wishing on a Star She Works Hard for the Money I (Who Have Nothing) | Wishing on a Star She Works Hard for the Money I (Who Have Nothing) | Wishing on a Star She Works Hard for the Money I (Who Have Nothing) | Wishing on a Star She Works Hard for the Money I (Who Have Nothing) | Wishing on a Star She Works Hard for the Money I (Who Have Nothing) | Wishing on a Star She Works Hard for the Money I (Who Have Nothing) | Wishing on a Star She Works Hard for the Money I (Who Have Nothing) | Wishing on a Star She Works Hard for the Money I (Who Have Nothing) | Wishing on a Star She Works Hard for the Money I (Who Have Nothing) | Wishing on a Star She Works Hard for the Money I (Who Have Nothing) | Wishing on a Star She Works Hard for the Money I (Who Have Nothing) | Wishing on a Star She Works Hard for the Money I (Who Have Nothing) | Wishing on a Star She Works Hard for the Money I (Who Have Nothing) | Wishing on a Star She Works Hard for the Money I (Who Have Nothing) | Wishing on a Star She Works Hard for the Money I (Who Have Nothing) | Wishing on a Star She Works Hard for the Money I (Who Have Nothing) | Wishing on a Star She Works Hard for the Money I (Who Have Nothing) | Wishing on a Star She Works Hard for the Money I (Who Have Nothing) | Wishing on a Star She Works Hard for the Money I (Who Have Nothing) | Wishing on a Star She Works Hard for the Money I (Who Have Nothing) | Wishing on a Star She Works Hard for the Money I (Who Have Nothing) | Wishing on a Star She Works Hard for the Money I (Who Have Nothing) | Wishing on a Star She Works Hard for the Money I (Who Have Nothing) | Rose Royce Donna Summer Shirley Bassey           | Rose Royce Donna Summer Shirley Bassey           | Rose Royce Donna Summer Shirley Bassey           | Rose Royce Donna Summer Shirley Bassey           | Rose Royce Donna Summer Shirley Bassey           | Rose Royce Donna Summer Shirley Bassey           | Rose Royce Donna Summer Shirley Bassey           | Rose Royce Donna Summer Shirley Bassey           | Rose Royce Donna Summer Shirley Bassey           | Rose Royce Donna Summer Shirley Bassey           | Rose Royce Donna Summer Shirley Bassey           | Rose Royce Donna Summer Shirley Bassey           | Rose Royce Donna Summer Shirley Bassey           | Rose Royce Donna Summer Shirley Bassey           | Rose Royce Donna Summer Shirley Bassey           | Rose Royce Donna Summer Shirley Bassey           | Rose Royce Donna Summer Shirley Bassey           | Rose Royce Donna Summer Shirley Bassey           | Rose Royce Donna Summer Shirley Bassey           | Rose Royce Donna Summer Shirley Bassey           | Rose Royce Donna Summer Shirley Bassey           | Rose Royce Donna Summer Shirley Bassey           | Rose Royce Donna Summer Shirley Bassey           | Rose Royce Donna Summer Shirley Bassey           | Rose Royce Donna Summer Shirley Bassey           | Rose Royce Donna Summer Shirley Bassey           | Rose Royce Donna Summer Shirley Bassey           | Rose Royce Donna Summer Shirley Bassey           | Rose Royce Donna Summer Shirley Bassey           | Rose Royce Donna Summer Shirley Bassey           | Rose Royce Donna Summer Shirley Bassey           | Rose Royce Donna Summer Shirley Bassey           | Rose Royce Donna Summer Shirley Bassey           | Rose Royce Donna Summer Shirley Bassey           | Rose Royce Donna Summer Shirley Bassey           | Rose Royce Donna Summer Shirley Bassey           | Rose Royce Donna Summer Shirley Bassey           | Rose Royce Donna Summer Shirley Bassey           | Rose Royce Donna Summer Shirley Bassey           | Rose Royce Donna Summer Shirley Bassey           | Rose Royce Donna Summer Shirley Bassey           | Rose Royce Donna Summer Shirley Bassey           | Rose Royce Donna Summer Shirley Bassey           | Rose Royce Donna Summer Shirley Bassey           | Rose Royce Donna Summer Shirley Bassey           | Rose Royce Donna Summer Shirley Bassey           | Rose Royce Donna Summer Shirley Bassey           | Rose Royce Donna Summer Shirley Bassey           | Rose Royce Donna Summer Shirley Bassey           | Rose Royce Donna Summer Shirley Bassey           | Rose Royce Donna Summer Shirley Bassey           | Rose Royce Donna Summer Shirley Bassey           | Rose Royce Donna Summer Shirley Bassey           | Rose Royce Donna Summer Shirley Bassey           | Rose Royce Donna Summer Shirley Bassey           | Rose Royce Donna Summer Shirley Bassey           | Rose Royce Donna Summer Shirley Bassey           | Rose Royce Donna Summer Shirley Bassey           | Rose Royce Donna Summer Shirley Bassey           | Rose Royce Donna Summer Shirley Bassey           | Rose Royce Donna Summer Shirley Bassey           | Rose Royce Donna Summer Shirley Bassey           | Rose Royce Donna Summer Shirley Bassey           | Rose Royce Donna Summer Shirley Bassey           | Rose Royce Donna Summer Shirley Bassey           | Rose Royce Donna Summer Shirley Bassey           | Rose Royce Donna Summer Shirley Bassey           | Rose Royce Donna Summer Shirley Bassey           | Rose Royce Donna Summer Shirley Bassey           | Rose Royce Donna Summer Shirley Bassey           | Rose Royce Donna Summer Shirley Bassey           | Rose Royce Donna Summer Shirley Bassey           | Rose Royce Donna Summer Shirley Bassey           | Rose Royce Donna Summer Shirley Bassey           | Rose Royce Donna Summer Shirley Bassey           | Rose Royce Donna Summer Shirley Bassey           | Rose Royce Donna Summer Shirley Bassey           | Rose Royce Donna Summer Shirley Bassey           | Rose Royce Donna Summer Shirley Bassey           | Rose Royce Donna Summer Shirley Bassey           | Rose Royce Donna Summer Shirley Bassey           | Rose Royce Donna Summer Shirley Bassey           | Rose Royce Donna Summer Shirley Bassey           | Rose Royce Donna Summer Shirley Bassey           | Rose Royce Donna Summer Shirley Bassey           | Rose Royce Donna Summer Shirley Bassey           | Rose Royce Donna Summer Shirley Bassey           | Rose Royce Donna Summer Shirley Bassey           | Rose Royce Donna Summer Shirley Bassey           | Rose Royce Donna Summer Shirley Bassey           | Rose Royce Donna Summer Shirley Bassey           | Rose Royce Donna Summer Shirley Bassey           | Rose Royce Donna Summer Shirley Bassey           | Rose Royce Donna Summer Shirley Bassey           | Rose Royce Donna Summer Shirley Bassey           | Rose Royce Donna Summer Shirley Bassey           | Rose Royce Donna Summer Shirley Bassey           | Rose Royce Donna Summer Shirley Bassey           | Rose Royce Donna Summer Shirley Bassey           | Rose Royce Donna Summer Shirley Bassey           | 1 4 7   | 1 4 7   | 1 4 7   | 1 4 7   | 1 4 7   | 1 4 7   | 1 4 7   | 1 4 7   | 1 4 7   | 1 4 7   | 1 4 7   | 1 4 7   | 1 4 7   | 1 4 7   | 1 4 7   | 1 4 7   | 1 4 7   | 1 4 7   | 1 4 7   | 1 4 7   | 1 4 7   | 1 4 7   | 1 4 7   | 1 4 7   | 1 4 7   | 1 4 7   | 1 4 7   | 1 4 7   | 1 4 7   | 1 4 7   | 1 4 7   | 1 4 7   | 1 4 7   | 1 4 7   | 1 4 7   | 1 4 7   | 1 4 7   | 1 4 7   | 1 4 7   | 1 4 7   | 1 4 7   | 1 4 7   | 1 4 7   | 1 4 7   | 1 4 7   | 1 4 7   | 1 4 7   | 1 4 7   | 1 4 7   | 1 4 7   | 1 4 7   | 1 4 7   | 1 4 7   | 1 4 7   | 1 4 7   | 1 4 7   | 1 4 7   | 1 4 7   | 1 4 7   | 1 4 7   | 1 4 7   | 1 4 7   | 1 4 7   | 1 4 7   | 1 4 7   | 1 4 7   | 1 4 7   | 1 4 7   | 1 4 7   | 1 4 7   | 1 4 7   | 1 4 7   | 1 4 7   | 1 4 7   | 1 4 7   | 1 4 7   | 1 4 7   | 1 4 7   | 1 4 7   | 1 4 7   | 1 4 7   | 1 4 7   | 1 4 7   | 1 4 7   | 1 4 7   | 1 4 7   | 1 4 7   | 1 4 7   | 1 4 7   | 1 4 7   | 1 4 7   | 1 4 7   | 1 4 7   | 1 4 7   | 1 4 7   | 1 4 7   | 1 4 7   | 1 4 7   | 1 4 7   | 1 4 7   | Továbbjutott                              | Továbbjutott                              | Továbbjutott                              | Továbbjutott                              | Továbbjutott                              | Továbbjutott                              | Továbbjutott                              | Továbbjutott                              | Továbbjutott                              | Továbbjutott                              | Továbbjutott                              | Továbbjutott                              | Továbbjutott                              | Továbbjutott                              | Továbbjutott                              | Továbbjutott                              | Továbbjutott                              | Továbbjutott                              | Továbbjutott                              | Továbbjutott                              | Továbbjutott                              | Továbbjutott                              | Továbbjutott                              | Továbbjutott                              | Továbbjutott                              | Továbbjutott                              | Továbbjutott                              | Továbbjutott                              | Továbbjutott                              | Továbbjutott                              | Továbbjutott                              | Továbbjutott                              | Továbbjutott                              | Továbbjutott                              | Továbbjutott                              | Továbbjutott                              | Továbbjutott                              | Továbbjutott                              | Továbbjutott                              | Továbbjutott                              | Továbbjutott                              | Továbbjutott                              | Továbbjutott                              | Továbbjutott                              | Továbbjutott                              | Továbbjutott                              | Továbbjutott                              | Továbbjutott                              | Továbbjutott                              | Továbbjutott                              | Továbbjutott                              | Továbbjutott                              | Továbbjutott                              | Továbbjutott                              | Továbbjutott                              | Továbbjutott                              | Továbbjutott                              | Továbbjutott                              | Továbbjutott                              | Továbbjutott                              | Továbbjutott                              | Továbbjutott                              | Továbbjutott                              | Továbbjutott                              | Továbbjutott                              | Továbbjutott                              | Továbbjutott                              | Továbbjutott                              | Továbbjutott                              | Továbbjutott                              | Továbbjutott                              | Továbbjutott                              | Továbbjutott                              | Továbbjutott                              | Továbbjutott                              | Továbbjutott                              | Továbbjutott                              | Továbbjutott                              | Továbbjutott                              | Továbbjutott                              | Továbbjutott                              | Továbbjutott                              | Továbbjutott                              | Továbbjutott                              | Továbbjutott                              | Továbbjutott                              | Továbbjutott                              | Továbbjutott                              | Továbbjutott                              | Továbbjutott                              | Továbbjutott                              | Továbbjutott                              | Továbbjutott                              | Továbbjutott                              | Továbbjutott                              | Továbbjutott                              | Továbbjutott                              | Továbbjutott                              | Továbbjutott                              | Továbbjutott                              |
| Döntő                  | Döntő                  | Döntő                  | Döntő                  | Döntő                  | Döntő                  | Döntő                  | Döntő                  | Döntő                  | Döntő                  | Döntő                  | Döntő                  | Döntő                  | Döntő                  | Döntő                  | Döntő                  | Döntő                  | Döntő                  | Döntő                  | Döntő                  | Döntő                  | Döntő                  | Döntő                  | Döntő                  | Döntő                  | Döntő                  | Döntő                  | Döntő                  | Döntő                  | Döntő                  | Döntő                  | Döntő                  | Döntő                  | Döntő                  | Döntő                  | Döntő                  | Döntő                  | Döntő                  | Döntő                  | Döntő                  | Döntő                  | Döntő                  | Döntő                  | Döntő                  | Döntő                  | Döntő                  | Döntő                  | Döntő                  | Döntő                  | Döntő                  | Döntő                  | Döntő                  | Döntő                  | Döntő                  | Döntő                  | Döntő                  | Döntő                  | Döntő                  | Döntő                  | Döntő                  | Döntő                  | Döntő                  | Döntő                  | Döntő                  | Döntő                  | Döntő                  | Döntő                  | Döntő                  | Döntő                  | Döntő                  | Döntő                  | Döntő                  | Döntő                  | Döntő                  | Döntő                  | Döntő                  | Döntő                  | Döntő                  | Döntő                  | Döntő                  | Döntő                  | Döntő                  | Döntő                  | Döntő                  | Döntő                  | Döntő                  | Döntő                  | Döntő                  | Döntő                  | Döntő                  | Döntő                  | Döntő                  | Döntő                  | Döntő                  | Döntő                  | Döntő                  | Döntő                  | Döntő                  | Döntő                  | Döntő                  | Új dal Előző dal Koronázó dal                                                   | Új dal Előző dal Koronázó dal                                                   | Új dal Előző dal Koronázó dal                                                   | Új dal Előző dal Koronázó dal                                                   | Új dal Előző dal Koronázó dal                                                   | Új dal Előző dal Koronázó dal                                                   | Új dal Előző dal Koronázó dal                                                   | Új dal Előző dal Koronázó dal                                                   | Új dal Előző dal Koronázó dal                                                   | Új dal Előző dal Koronázó dal                                                   | Új dal Előző dal Koronázó dal                                                   | Új dal Előző dal Koronázó dal                                                   | Új dal Előző dal Koronázó dal                                                   | Új dal Előző dal Koronázó dal                                                   | Új dal Előző dal Koronázó dal                                                   | Új dal Előző dal Koronázó dal                                                   | Új dal Előző dal Koronázó dal                                                   | Új dal Előző dal Koronázó dal                                                   | Új dal Előző dal Koronázó dal                                                   | Új dal Előző dal Koronázó dal                                                   | Új dal Előző dal Koronázó dal                                                   | Új dal Előző dal Koronázó dal                                                   | Új dal Előző dal Koronázó dal                                                   | Új dal Előző dal Koronázó dal                                                   | Új dal Előző dal Koronázó dal                                                   | Új dal Előző dal Koronázó dal                                                   | Új dal Előző dal Koronázó dal                                                   | Új dal Előző dal Koronázó dal                                                   | Új dal Előző dal Koronázó dal                                                   | Új dal Előző dal Koronázó dal                                                   | Új dal Előző dal Koronázó dal                                                   | Új dal Előző dal Koronázó dal                                                   | Új dal Előző dal Koronázó dal                                                   | Új dal Előző dal Koronázó dal                                                   | Új dal Előző dal Koronázó dal                                                   | Új dal Előző dal Koronázó dal                                                   | Új dal Előző dal Koronázó dal                                                   | Új dal Előző dal Koronázó dal                                                   | Új dal Előző dal Koronázó dal                                                   | Új dal Előző dal Koronázó dal                                                   | Új dal Előző dal Koronázó dal                                                   | Új dal Előző dal Koronázó dal                                                   | Új dal Előző dal Koronázó dal                                                   | Új dal Előző dal Koronázó dal                                                   | Új dal Előző dal Koronázó dal                                                   | Új dal Előző dal Koronázó dal                                                   | Új dal Előző dal Koronázó dal                                                   | Új dal Előző dal Koronázó dal                                                   | Új dal Előző dal Koronázó dal                                                   | Új dal Előző dal Koronázó dal                                                   | Új dal Előző dal Koronázó dal                                                   | Új dal Előző dal Koronázó dal                                                   | Új dal Előző dal Koronázó dal                                                   | Új dal Előző dal Koronázó dal                                                   | Új dal Előző dal Koronázó dal                                                   | Új dal Előző dal Koronázó dal                                                   | Új dal Előző dal Koronázó dal                                                   | Új dal Előző dal Koronázó dal                                                   | Új dal Előző dal Koronázó dal                                                   | Új dal Előző dal Koronázó dal                                                   | Új dal Előző dal Koronázó dal                                                   | Új dal Előző dal Koronázó dal                                                   | Új dal Előző dal Koronázó dal                                                   | Új dal Előző dal Koronázó dal                                                   | Új dal Előző dal Koronázó dal                                                   | Új dal Előző dal Koronázó dal                                                   | Új dal Előző dal Koronázó dal                                                   | Új dal Előző dal Koronázó dal                                                   | Új dal Előző dal Koronázó dal                                                   | Új dal Előző dal Koronázó dal                                                   | Új dal Előző dal Koronázó dal                                                   | Új dal Előző dal Koronázó dal                                                   | Új dal Előző dal Koronázó dal                                                   | Új dal Előző dal Koronázó dal                                                   | Új dal Előző dal Koronázó dal                                                   | Új dal Előző dal Koronázó dal                                                   | Új dal Előző dal Koronázó dal                                                   | Új dal Előző dal Koronázó dal                                                   | Új dal Előző dal Koronázó dal                                                   | Új dal Előző dal Koronázó dal                                                   | Új dal Előző dal Koronázó dal                                                   | Új dal Előző dal Koronázó dal                                                   | Új dal Előző dal Koronázó dal                                                   | Új dal Előző dal Koronázó dal                                                   | Új dal Előző dal Koronázó dal                                                   | Új dal Előző dal Koronázó dal                                                   | Új dal Előző dal Koronázó dal                                                   | Új dal Előző dal Koronázó dal                                                   | Új dal Előző dal Koronázó dal                                                   | Új dal Előző dal Koronázó dal                                                   | Új dal Előző dal Koronázó dal                                                   | Új dal Előző dal Koronázó dal                                                   | Új dal Előző dal Koronázó dal                                                   | Új dal Előző dal Koronázó dal                                                   | Új dal Előző dal Koronázó dal                                                   | Új dal Előző dal Koronázó dal                                                   | Új dal Előző dal Koronázó dal                                                   | Új dal Előző dal Koronázó dal                                                   | Új dal Előző dal Koronázó dal                                                   | Új dal Előző dal Koronázó dal                                                   | "Fighter" "A Broken Wing" "This Is My Now"                          | "Fighter" "A Broken Wing" "This Is My Now"                          | "Fighter" "A Broken Wing" "This Is My Now"                          | "Fighter" "A Broken Wing" "This Is My Now"                          | "Fighter" "A Broken Wing" "This Is My Now"                          | "Fighter" "A Broken Wing" "This Is My Now"                          | "Fighter" "A Broken Wing" "This Is My Now"                          | "Fighter" "A Broken Wing" "This Is My Now"                          | "Fighter" "A Broken Wing" "This Is My Now"                          | "Fighter" "A Broken Wing" "This Is My Now"                          | "Fighter" "A Broken Wing" "This Is My Now"                          | "Fighter" "A Broken Wing" "This Is My Now"                          | "Fighter" "A Broken Wing" "This Is My Now"                          | "Fighter" "A Broken Wing" "This Is My Now"                          | "Fighter" "A Broken Wing" "This Is My Now"                          | "Fighter" "A Broken Wing" "This Is My Now"                          | "Fighter" "A Broken Wing" "This Is My Now"                          | "Fighter" "A Broken Wing" "This Is My Now"                          | "Fighter" "A Broken Wing" "This Is My Now"                          | "Fighter" "A Broken Wing" "This Is My Now"                          | "Fighter" "A Broken Wing" "This Is My Now"                          | "Fighter" "A Broken Wing" "This Is My Now"                          | "Fighter" "A Broken Wing" "This Is My Now"                          | "Fighter" "A Broken Wing" "This Is My Now"                          | "Fighter" "A Broken Wing" "This Is My Now"                          | "Fighter" "A Broken Wing" "This Is My Now"                          | "Fighter" "A Broken Wing" "This Is My Now"                          | "Fighter" "A Broken Wing" "This Is My Now"                          | "Fighter" "A Broken Wing" "This Is My Now"                          | "Fighter" "A Broken Wing" "This Is My Now"                          | "Fighter" "A Broken Wing" "This Is My Now"                          | "Fighter" "A Broken Wing" "This Is My Now"                          | "Fighter" "A Broken Wing" "This Is My Now"                          | "Fighter" "A Broken Wing" "This Is My Now"                          | "Fighter" "A Broken Wing" "This Is My Now"                          | "Fighter" "A Broken Wing" "This Is My Now"                          | "Fighter" "A Broken Wing" "This Is My Now"                          | "Fighter" "A Broken Wing" "This Is My Now"                          | "Fighter" "A Broken Wing" "This Is My Now"                          | "Fighter" "A Broken Wing" "This Is My Now"                          | "Fighter" "A Broken Wing" "This Is My Now"                          | "Fighter" "A Broken Wing" "This Is My Now"                          | "Fighter" "A Broken Wing" "This Is My Now"                          | "Fighter" "A Broken Wing" "This Is My Now"                          | "Fighter" "A Broken Wing" "This Is My Now"                          | "Fighter" "A Broken Wing" "This Is My Now"                          | "Fighter" "A Broken Wing" "This Is My Now"                          | "Fighter" "A Broken Wing" "This Is My Now"                          | "Fighter" "A Broken Wing" "This Is My Now"                          | "Fighter" "A Broken Wing" "This Is My Now"                          | "Fighter" "A Broken Wing" "This Is My Now"                          | "Fighter" "A Broken Wing" "This Is My Now"                          | "Fighter" "A Broken Wing" "This Is My Now"                          | "Fighter" "A Broken Wing" "This Is My Now"                          | "Fighter" "A Broken Wing" "This Is My Now"                          | "Fighter" "A Broken Wing" "This Is My Now"                          | "Fighter" "A Broken Wing" "This Is My Now"                          | "Fighter" "A Broken Wing" "This Is My Now"                          | "Fighter" "A Broken Wing" "This Is My Now"                          | "Fighter" "A Broken Wing" "This Is My Now"                          | "Fighter" "A Broken Wing" "This Is My Now"                          | "Fighter" "A Broken Wing" "This Is My Now"                          | "Fighter" "A Broken Wing" "This Is My Now"                          | "Fighter" "A Broken Wing" "This Is My Now"                          | "Fighter" "A Broken Wing" "This Is My Now"                          | "Fighter" "A Broken Wing" "This Is My Now"                          | "Fighter" "A Broken Wing" "This Is My Now"                          | "Fighter" "A Broken Wing" "This Is My Now"                          | "Fighter" "A Broken Wing" "This Is My Now"                          | "Fighter" "A Broken Wing" "This Is My Now"                          | "Fighter" "A Broken Wing" "This Is My Now"                          | "Fighter" "A Broken Wing" "This Is My Now"                          | "Fighter" "A Broken Wing" "This Is My Now"                          | "Fighter" "A Broken Wing" "This Is My Now"                          | "Fighter" "A Broken Wing" "This Is My Now"                          | "Fighter" "A Broken Wing" "This Is My Now"                          | "Fighter" "A Broken Wing" "This Is My Now"                          | "Fighter" "A Broken Wing" "This Is My Now"                          | "Fighter" "A Broken Wing" "This Is My Now"                          | "Fighter" "A Broken Wing" "This Is My Now"                          | "Fighter" "A Broken Wing" "This Is My Now"                          | "Fighter" "A Broken Wing" "This Is My Now"                          | "Fighter" "A Broken Wing" "This Is My Now"                          | "Fighter" "A Broken Wing" "This Is My Now"                          | "Fighter" "A Broken Wing" "This Is My Now"                          | "Fighter" "A Broken Wing" "This Is My Now"                          | "Fighter" "A Broken Wing" "This Is My Now"                          | "Fighter" "A Broken Wing" "This Is My Now"                          | "Fighter" "A Broken Wing" "This Is My Now"                          | "Fighter" "A Broken Wing" "This Is My Now"                          | "Fighter" "A Broken Wing" "This Is My Now"                          | "Fighter" "A Broken Wing" "This Is My Now"                          | "Fighter" "A Broken Wing" "This Is My Now"                          | "Fighter" "A Broken Wing" "This Is My Now"                          | "Fighter" "A Broken Wing" "This Is My Now"                          | "Fighter" "A Broken Wing" "This Is My Now"                          | "Fighter" "A Broken Wing" "This Is My Now"                          | "Fighter" "A Broken Wing" "This Is My Now"                          | "Fighter" "A Broken Wing" "This Is My Now"                          | "Fighter" "A Broken Wing" "This Is My Now"                          | Christina Aguilera Martina McBride Jordin Sparks | Christina Aguilera Martina McBride Jordin Sparks | Christina Aguilera Martina McBride Jordin Sparks | Christina Aguilera Martina McBride Jordin Sparks | Christina Aguilera Martina McBride Jordin Sparks | Christina Aguilera Martina McBride Jordin Sparks | Christina Aguilera Martina McBride Jordin Sparks | Christina Aguilera Martina McBride Jordin Sparks | Christina Aguilera Martina McBride Jordin Sparks | Christina Aguilera Martina McBride Jordin Sparks | Christina Aguilera Martina McBride Jordin Sparks | Christina Aguilera Martina McBride Jordin Sparks | Christina Aguilera Martina McBride Jordin Sparks | Christina Aguilera Martina McBride Jordin Sparks | Christina Aguilera Martina McBride Jordin Sparks | Christina Aguilera Martina McBride Jordin Sparks | Christina Aguilera Martina McBride Jordin Sparks | Christina Aguilera Martina McBride Jordin Sparks | Christina Aguilera Martina McBride Jordin Sparks | Christina Aguilera Martina McBride Jordin Sparks | Christina Aguilera Martina McBride Jordin Sparks | Christina Aguilera Martina McBride Jordin Sparks | Christina Aguilera Martina McBride Jordin Sparks | Christina Aguilera Martina McBride Jordin Sparks | Christina Aguilera Martina McBride Jordin Sparks | Christina Aguilera Martina McBride Jordin Sparks | Christina Aguilera Martina McBride Jordin Sparks | Christina Aguilera Martina McBride Jordin Sparks | Christina Aguilera Martina McBride Jordin Sparks | Christina Aguilera Martina McBride Jordin Sparks | Christina Aguilera Martina McBride Jordin Sparks | Christina Aguilera Martina McBride Jordin Sparks | Christina Aguilera Martina McBride Jordin Sparks | Christina Aguilera Martina McBride Jordin Sparks | Christina Aguilera Martina McBride Jordin Sparks | Christina Aguilera Martina McBride Jordin Sparks | Christina Aguilera Martina McBride Jordin Sparks | Christina Aguilera Martina McBride Jordin Sparks | Christina Aguilera Martina McBride Jordin Sparks | Christina Aguilera Martina McBride Jordin Sparks | Christina Aguilera Martina McBride Jordin Sparks | Christina Aguilera Martina McBride Jordin Sparks | Christina Aguilera Martina McBride Jordin Sparks | Christina Aguilera Martina McBride Jordin Sparks | Christina Aguilera Martina McBride Jordin Sparks | Christina Aguilera Martina McBride Jordin Sparks | Christina Aguilera Martina McBride Jordin Sparks | Christina Aguilera Martina McBride Jordin Sparks | Christina Aguilera Martina McBride Jordin Sparks | Christina Aguilera Martina McBride Jordin Sparks | Christina Aguilera Martina McBride Jordin Sparks | Christina Aguilera Martina McBride Jordin Sparks | Christina Aguilera Martina McBride Jordin Sparks | Christina Aguilera Martina McBride Jordin Sparks | Christina Aguilera Martina McBride Jordin Sparks | Christina Aguilera Martina McBride Jordin Sparks | Christina Aguilera Martina McBride Jordin Sparks | Christina Aguilera Martina McBride Jordin Sparks | Christina Aguilera Martina McBride Jordin Sparks | Christina Aguilera Martina McBride Jordin Sparks | Christina Aguilera Martina McBride Jordin Sparks | Christina Aguilera Martina McBride Jordin Sparks | Christina Aguilera Martina McBride Jordin Sparks | Christina Aguilera Martina McBride Jordin Sparks | Christina Aguilera Martina McBride Jordin Sparks | Christina Aguilera Martina McBride Jordin Sparks | Christina Aguilera Martina McBride Jordin Sparks | Christina Aguilera Martina McBride Jordin Sparks | Christina Aguilera Martina McBride Jordin Sparks | Christina Aguilera Martina McBride Jordin Sparks | Christina Aguilera Martina McBride Jordin Sparks | Christina Aguilera Martina McBride Jordin Sparks | Christina Aguilera Martina McBride Jordin Sparks | Christina Aguilera Martina McBride Jordin Sparks | Christina Aguilera Martina McBride Jordin Sparks | Christina Aguilera Martina McBride Jordin Sparks | Christina Aguilera Martina McBride Jordin Sparks | Christina Aguilera Martina McBride Jordin Sparks | Christina Aguilera Martina McBride Jordin Sparks | Christina Aguilera Martina McBride Jordin Sparks | Christina Aguilera Martina McBride Jordin Sparks | Christina Aguilera Martina McBride Jordin Sparks | Christina Aguilera Martina McBride Jordin Sparks | Christina Aguilera Martina McBride Jordin Sparks | Christina Aguilera Martina McBride Jordin Sparks | Christina Aguilera Martina McBride Jordin Sparks | Christina Aguilera Martina McBride Jordin Sparks | Christina Aguilera Martina McBride Jordin Sparks | Christina Aguilera Martina McBride Jordin Sparks | Christina Aguilera Martina McBride Jordin Sparks | Christina Aguilera Martina McBride Jordin Sparks | Christina Aguilera Martina McBride Jordin Sparks | Christina Aguilera Martina McBride Jordin Sparks | Christina Aguilera Martina McBride Jordin Sparks | Christina Aguilera Martina McBride Jordin Sparks | Christina Aguilera Martina McBride Jordin Sparks | Christina Aguilera Martina McBride Jordin Sparks | Christina Aguilera Martina McBride Jordin Sparks | Christina Aguilera Martina McBride Jordin Sparks | Christina Aguilera Martina McBride Jordin Sparks | 2 4 6   | 2 4 6   | 2 4 6   | 2 4 6   | 2 4 6   | 2 4 6   | 2 4 6   | 2 4 6   | 2 4 6   | 2 4 6   | 2 4 6   | 2 4 6   | 2 4 6   | 2 4 6   | 2 4 6   | 2 4 6   | 2 4 6   | 2 4 6   | 2 4 6   | 2 4 6   | 2 4 6   | 2 4 6   | 2 4 6   | 2 4 6   | 2 4 6   | 2 4 6   | 2 4 6   | 2 4 6   | 2 4 6   | 2 4 6   | 2 4 6   | 2 4 6   | 2 4 6   | 2 4 6   | 2 4 6   | 2 4 6   | 2 4 6   | 2 4 6   | 2 4 6   | 2 4 6   | 2 4 6   | 2 4 6   | 2 4 6   | 2 4 6   | 2 4 6   | 2 4 6   | 2 4 6   | 2 4 6   | 2 4 6   | 2 4 6   | 2 4 6   | 2 4 6   | 2 4 6   | 2 4 6   | 2 4 6   | 2 4 6   | 2 4 6   | 2 4 6   | 2 4 6   | 2 4 6   | 2 4 6   | 2 4 6   | 2 4 6   | 2 4 6   | 2 4 6   | 2 4 6   | 2 4 6   | 2 4 6   | 2 4 6   | 2 4 6   | 2 4 6   | 2 4 6   | 2 4 6   | 2 4 6   | 2 4 6   | 2 4 6   | 2 4 6   | 2 4 6   | 2 4 6   | 2 4 6   | 2 4 6   | 2 4 6   | 2 4 6   | 2 4 6   | 2 4 6   | 2 4 6   | 2 4 6   | 2 4 6   | 2 4 6   | 2 4 6   | 2 4 6   | 2 4 6   | 2 4 6   | 2 4 6   | 2 4 6   | 2 4 6   | 2 4 6   | 2 4 6   | 2 4 6   | 2 4 6   | GYŐZTES                                   | GYŐZTES                                   | GYŐZTES                                   | GYŐZTES                                   | GYŐZTES                                   | GYŐZTES                                   | GYŐZTES                                   | GYŐZTES                                   | GYŐZTES                                   | GYŐZTES                                   | GYŐZTES                                   | GYŐZTES                                   | GYŐZTES                                   | GYŐZTES                                   | GYŐZTES                                   | GYŐZTES                                   | GYŐZTES                                   | GYŐZTES                                   | GYŐZTES                                   | GYŐZTES                                   | GYŐZTES                                   | GYŐZTES                                   | GYŐZTES                                   | GYŐZTES                                   | GYŐZTES                                   | GYŐZTES                                   | GYŐZTES                                   | GYŐZTES                                   | GYŐZTES                                   | GYŐZTES                                   | GYŐZTES                                   | GYŐZTES                                   | GYŐZTES                                   | GYŐZTES                                   | GYŐZTES                                   | GYŐZTES                                   | GYŐZTES                                   | GYŐZTES                                   | GYŐZTES                                   | GYŐZTES                                   | GYŐZTES                                   | GYŐZTES                                   | GYŐZTES                                   | GYŐZTES                                   | GYŐZTES                                   | GYŐZTES                                   | GYŐZTES                                   | GYŐZTES                                   | GYŐZTES                                   | GYŐZTES                                   | GYŐZTES                                   | GYŐZTES                                   | GYŐZTES                                   | GYŐZTES                                   | GYŐZTES                                   | GYŐZTES                                   | GYŐZTES                                   | GYŐZTES                                   | GYŐZTES                                   | GYŐZTES                                   | GYŐZTES                                   | GYŐZTES                                   | GYŐZTES                                   | GYŐZTES                                   | GYŐZTES                                   | GYŐZTES                                   | GYŐZTES                                   | GYŐZTES                                   | GYŐZTES                                   | GYŐZTES                                   | GYŐZTES                                   | GYŐZTES                                   | GYŐZTES                                   | GYŐZTES                                   | GYŐZTES                                   | GYŐZTES                                   | GYŐZTES                                   | GYŐZTES                                   | GYŐZTES                                   | GYŐZTES                                   | GYŐZTES                                   | GYŐZTES                                   | GYŐZTES                                   | GYŐZTES                                   | GYŐZTES                                   | GYŐZTES                                   | GYŐZTES                                   | GYŐZTES                                   | GYŐZTES                                   | GYŐZTES                                   | GYŐZTES                                   | GYŐZTES                                   | GYŐZTES                                   | GYŐZTES                                   | GYŐZTES                                   | GYŐZTES                                   | GYŐZTES                                   | GYŐZTES                                   | GYŐZTES                                   | GYŐZTES                                   |

### Elődöntők/Döntők érdekessége
Jordint sosem fenyegette az a veszély, hogy kiessen. Ő a negyedik olyan American Idol győztes, aki Kelly Clarksont, Carrie Underwoodot és Taylor Hickst követően sosem volt az utolsó kettőben vagy háromban, és most már a hetedik széria győztese,David Cook is közéjük tartozik. (A második széria győztese Ruben Studdard egyszer benne volt az utolsó kettőben, a harmadik széria győztese, Fantasia Barrino pedig majdnem kétszer is kiesett).

### Az American Idol után
A dalokat, amiket Jordin énekelt az American Idol műsoraiban, le lehetett tölteni a műsor hivatalos honlapján. Ezekből, a dalokból később készült egy középlemez, amelynek a címe Jordin Sparks (EP) lett. Az USA Today egyik cikkében leírták, hogy a verseny második helyezettjének Blake Lewis több dalát töltötték le, de Jordin középlemezéből több példány kelt el.
A döntő után Jordint több televíziós műsorba is meghívták, hogy ott is énekeljen. Fellépett a győztes dallal, a This Is My Nowval a The Morning Show with Mike and Julietben, a The Today Showban, a Live with Regis and Kellyben, a The Early Showban, és a The Viewben. Jordin a Total Request Liveba, a The Morning Show with Mike and Julietbe a második helyezett Blake Lewissal hívták meg és a Larry King Liveban a hatodik széria első 10 helyezettjével jelent meg. 2007. július 4-én Jordin fellépett a God Bless Americában, az America the Beautifulban Blake Lewissal és a harmadik helyezett Melinda Doolittle-lel lépett fel.
A televíziós és rádiós fellépések mellett, Jordin szerepelt a Entertainment Weekly, a Your Prom és a Worldmagazin' címlapján. Ezen kívül több újságban is cikkeztek róla (többek között: VIBE, TV Guide, Glamour).
Jordin részt vett a 2007. július 6-tól szeptember 23-ig tartó American Idols LIVE! Tour 2007-en, ahol többször fellépett az American Idol első 10 helyezettjével. A koncerteken felléptek közösen és duettekben, de többször énekelt egyedül akusztikus gitár kíséretében.
2007-ben Jordin részt vett a SOS Children's Villages – USAban, Floridában, ahol egy Swarovski kristályokkal díszített farmerdzsekit viselt, amivel az árvákat támogatta. Fellépett a New Years Eve Liveon Blake Lewissal, amit a FOX csatorna élőben közvetített.
2008-ban énekelt az Eagles-Cardinals NFC bajnokság football meccsén is.

## 2007-2008

### Jordin Sparks (album)
2007. augusztus 17-én leszerződött a 19 Recordings/Jive Records/Zomba Label Grouphoz és így ő lett a kiadó első olyan előadója, akit az emberek az American Idolból ismertek meg (azóta már csatlakozott hozzájuk a 7. széria 2. helyezettje David Archuleta is). Eddig az American Idol szereplői csak a RCA Label Group’s Jvel (Fantasia, Ruben Studdard), az Aristával (Taylor Hicks) vagy az RCAval (Kelly Clarkson, Chris Daughtry, Clay Aiken, Katharine McPhee, és a legújabb David Cook) kiadókkal szerződtek le, kivéve Carrie Underwoodot, aki az Arista Nashville előadója. Jorrdin már a turné előtt elkészített néhány dalt Heath Thurman dobossal, de az album felvételeit csak a koncert után kezdték el Los Angelesben. Akkor azt mondta, hogy az album Top 40-es, rádióbarát és felemelő és a Kelly Clarkson féle pop rock és a Beyoncé féle R&B keveréke lesz.
2007. november 20-27. között jelent meg világszerte Jordin Sparks első albuma Jordin Sparks címmel.

### Battlefield
Jordin Sparks második nagylemeze 2009. július 20-án jelenik meg Battlefield címmel. A címadó kislemez 2009. május 12-én jelent meg. A dal producere Ryan Tedder, aki többek közt Leona Lewis Bleeding Love-ját, valamint Beyoncé Halo című számát is jegyzi. A lemezen rajta kívül még Dr. Luke (Kelly Clarkson, Katy Perry, Pink), T-Pain és Toby Gad (Beyoncé, Fergie, The Veronicas) is közreműködött. Az albumból kapható egy deluxe verzió is, melyen két bónusz dal mellett további extrák is helyet kaptak.

#### A Jordin Sparks kislemezei
Miután Jordin leszerződött kiadójával, megjelent az első kislemeze, amely a Tattoo című dalból készült. Az amerikai rádiók 2007. augusztus 27-én kezdték el játszani és ez a kislemez lett az album első top 10-es dala (8. lett a Billboard Hot 100 slágerlistán). Később, 2008. március 11-én a Tatto felkerült a Now That's What I Call Music Vol. 27 válogatás albumra 19 másik 2008-as slágerlistás dallal.
A Tattoo megjelenése után Jordin hivatalos honlapján a rajongók szavazhattak arra, hogy melyik dalból legyen a következő videóklip és az emberek a No Air, a Freeze, a One Step at a Time és a Shy Boy közül a Chris Brownnal készült No Airt választották. Ez a dal lett Jordin eddigi legsikeresebb száma, 4 hétig volt 3. a Billboard Hot 100 slágerlistán. 2008. június 3-án a No Air felkerült a Now That's What I Call Music Vol. 28 válogatás albumra 19 másik 2008-as slágerlistás dallal. 2008. április 10-én Jordin élőben előadta Chris Brownnal a No Airt az Idol Gives Backen. A dal felkerült az ausztrál ARIA Singles Chart-ra és ezzel Jordin lett az első American Idol győztes, akinek listavezető dala volt Ausztráliában is.
2008. június 10-én jelent meg az album harmadik kislemeze, amely a One Step at a Time című dalból készült. A kislemez 17. lett a Billboard Hot 100 slágerlistán és 5. lett a Pop listán. A kislemez népszerűsítése céljából Jordin elénekelte a dalt a Good Morning Americaban és a Canadian Idolban (Kanadai Megasztár). Ezzel a dallal Jordin lett az egyetlen olyan American Idol versenyző, akinek 4 egymás utáni kislemeze bekerült a Top20-ba a Billboard Hot 100 listán.
2008 februárjában Jordin énekelte az USA Nemzeti Himnuszát a Super Bowl XLIIon (amit a következő nap le lehetett tölteni az internetről). Ezen kívül több sporteseményen is énekelt már.

## Diszkográfia
| Stúdióalbumok - 2007: Jordin Sparks - 2009: Battlefield | Középlemezek (EP-k) - 2003: For Now - 2007: Jordin Sparks (EP) |

## Turnék
- 2007: American Idols LIVE! Tour 2007
- 2008: Alicia Keys: As I Am Tour (vendégelőadó)
- 2008: Jesse & Jordin LIVE Tour

## Elismerések és díjak
| Év   | Esemény                | Kategória                                            | Eredmény |
| ---- | ---------------------- | ---------------------------------------------------- | -------- |
| 2007 | Teen Choice Awards     | Legjobb női valóságshow sztár                        | Jelölés  |
| 2008 | NAACP Image Awards     | Legjobb új előadó                                    | Megnyert |
| 2008 | BET Awards             | Közönségdíj a No Air-ért                             | Jelölés  |
| 2008 | BET Awards             | Legjobb szerelmes videó (No Air)                     | Jelölés  |
| 2008 | BET Awards             | CoverGirl & Olay gyönyörű arc díj                    | Megnyert |
| 2008 | Teen Choice Awards     | Legjobb új előadó                                    | Jelölés  |
| 2008 | Teen Choice Awards     | Legjobb együttműködés (No Air feat. Chris Brown)     | Megnyert |
| 2008 | Teen Choice Awards     | Legjobb szerelmes dal (No Air)                       | Jelölés  |
| 2008 | MTV Video Music Awards | Legjobb női videó                                    | Jelölés  |
| 2008 | MTV Video Music Awards | Legjobb új előadó                                    | Jelölés  |
| 2008 | American Music Awards  | Legjobb felnőtt kortárs művész                       | Megnyert |
| 2009 | People's Choice Awards | Legjobb Pop dal (No Air)                             | Jelölés  |
| 2009 | People's Choice Awards | Legjobb együttműködés (No Air feat. Chris Brown)     | Megnyert |
| 2009 | Grammy Awards          | Legjobb Pop együttműködés (No Air feat. Chris Brown) | Jelölés  |
| 2009 | NAACP Image Awards     | Legjobb együttműködés (No Air feat. Chris Brown)     | Jelölés  |
| 2009 | MTV Australia Awards   | Legjobb együttműködés (No Air feat. Chris Brown)     | TBA      |